# Potomac hadsereg
A Potomac hadsereg az Unió fő hadserege volt az Amerikai polgárháború keleti hadszínterén. A Potomac hadsereg végigharcolta a keleti hadszíntér összes küzdelmét, elsősorban Virginia, Maryland és Pennsylvania földjén. A háború vége után 1865. június 28-án oszlatták fel, a milliós nagyságú tömeghadsereg feleslegessé válása utáni revíziót követően.
Hasonló néven, Army of the Potomac-ként nevezte el P. G. T. Beauregard tábornagy is a konföderációs oldalon harcoló hadseregét a háború elején, mielőtt összevonták Joseph E. Johnston Észak-Virginiai hadseregével. Beauregard az összevonás után is megtartotta a nevet önállóságának védelmében, de az végképp kikopott a használatból a nyugati hadszíntérre távoztát követően. Az uniós oldal viszont éppen ezt a nevet választotta az átszervezést követően. Az Unió rendszeresen nevezte el hadseregeit azok működési körzeteibe eső nagyobb folyókról, a konföderációs oldalon azonban inkább államokról, vagy azok részegységeiről neveztek el hadseregeket.

## A Potomac hadsereg harcai, parancsnoki viszonyai és a politikai kapcsolatai

### Létrehozása és történelmi kontextusa

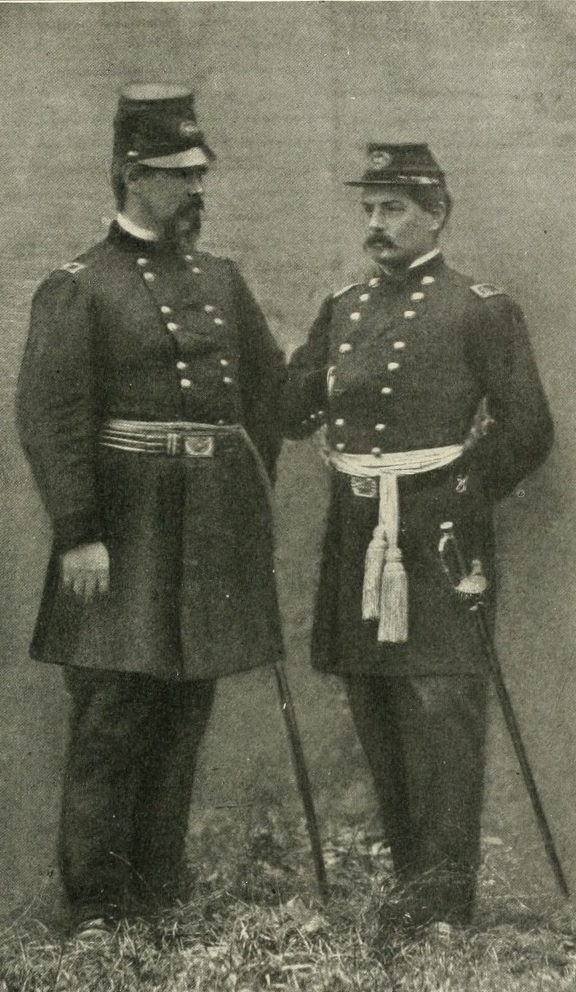
Irvin McDowell és George B. McClellan

A Potomac hadsereg 1861-ben a későbbi uniós hadseregek erejéhez mérten mindössze egy hadtestnyi erővel született meg. Magját Irvin McDowell dandártábornok Északkelet-Virginiai hadsereg-nek nevezett ereje alkotta, mely az első Bull Run-i csatában harcolt. A csata elvesztéséért McDowellt okolták, s leváltották. Helyére, a Washington környéki uniós erők élére George B. McClellan vezérőrnagyot nevezték ki. Washingtonba érkezése átfogó változásokat hozott. Eredeti megbízatása szerint a Potomac hadosztály irányítását kellett átvennie, amelynek részét képezte a McDowell vezetése alatti Északkelet-Virginiai adminisztratív körzet, és a Joseph K. Mansfield dandártábornok irányítása alatt álló Washingtoni adminisztratív körzet. 1861. július 26-án a Nathaniel P. Banks vezérőrnagy irányította Shenandoah adminisztratív körzet egybeolvadt az előzőekkel, melyekből a Pennsylvaniai adminisztratív körzettel együtt McClellan ugyanezen a napon létrehozta a Potomac hadsereget. A Banks parancsnoksága alatt álló katonákból a Potomac hadsereg egy gyaloghadosztálya lett.
Az Amerikai Egyesült Államok történetében a sikeres és népszerű tábornokok jó eséllyel beavatkoztak a politikába is. George Washington, a Kontinentális hadsereg parancsnoka lett az első elnök. Andrew Jackson részt vett a függetlenségi háborúban, a brit–amerikai háborúban, a krík és a szeminol háborúkban, majd ő lett az ország 7. elnöke. Zachary Taylor a mexikói–amerikai háború hadseregparancsnoka 1848-ban úgy lett a 12. elnök, hogy előtte semmilyen politikai tisztséget sem töltött be. Winfield Scott a hadsereg vezénylő tábornoka és négy különböző háború hőse 1840-ben és 1852-ben is elindult az elnökségért, de nem választották meg. Ezért a fővároshoz legközelebb eső uniós hadsereg vezetőjének politikai ambícióira fokozott gyanakvással tekintett a politika. Egyrészt attól lehetett tartani, hogy túl nagy sikere és túlzott népszerűsége óhatatlanul oda fog vezetni, hogy a következő megmérettetésen elsöpri ellenfeleit, másrészt pedig attól, hogy Oliver Cromwell mintájára megdönti a parlament hatalmát és katonai diktatúrát vezet be. Ez annál is inkább félő volt, mert a 19. század eleje óta Európában a demokrácia, a köztársaság gondolata visszaszorulóban volt és az 1848-as forradalmi hullám sem hozott ebben változást.

### A Potomac hadsereg megszervezése és felkészülés a stratégiai offenzívára
Az Egyesült Államok hadereje Winfield Scott vezérőrnagy, vezénylő tábornok fennhatósága alá tartozott. Scott már 75 esztendős volt és kórosan elhízott, így nem lehetett a legfontosabb hadsereg élére állítani. Scott Anakonda terve nem nyerte el a Republikánus párt és a többségében republikánusokból álló Kongresszus tetszését; lassúnak, körülményesnek találták és egyáltalán nem rémlett ki belőle számukra politikai céljuk, az abolíció megvalósítása. Scott ezért kegyvesztetté vált, Lincoln elnök rendszeresen őt megkerülve, közvetlenül fordult az új üdvöskéhez, a Virginia állam nyugati részében apróbb katonai sikerek elérése miatt a Potomac hadsereg élére kinevezett McClellan vezérőrnagyhoz. McClellan 1861. augusztus 4-én előterjesztette tervét a háború megnyerésével kapcsolatban, amelyek keresztezték Scott elképzeléseit. McClellan elöljárója megkerülésével járt a Kongresszusba és Lincolnhoz arról panaszkodni, hogy Scott akadályozza elképzelései megvalósítását. Ez a gyakorlat azután is folytatódott, hogy Scott kérésére a hadügyminiszter utasításba adta, hogy minden kommunikációt a vezénylő tábornokon keresztül kell folytatni. A Lincoln adminisztráció megvárta, míg a rendkívül becsvágyó McClellannel való stratégiai konfrontáció és a politikai támogatás megvonása miatt Scott 1861. október 31-én benyújtotta lemondását és azt november 1-jén elfogadta. Utóda a dinamikusabb stratégiai tervével a radikális republikánusokat jobban megnyerő McClellan lett.

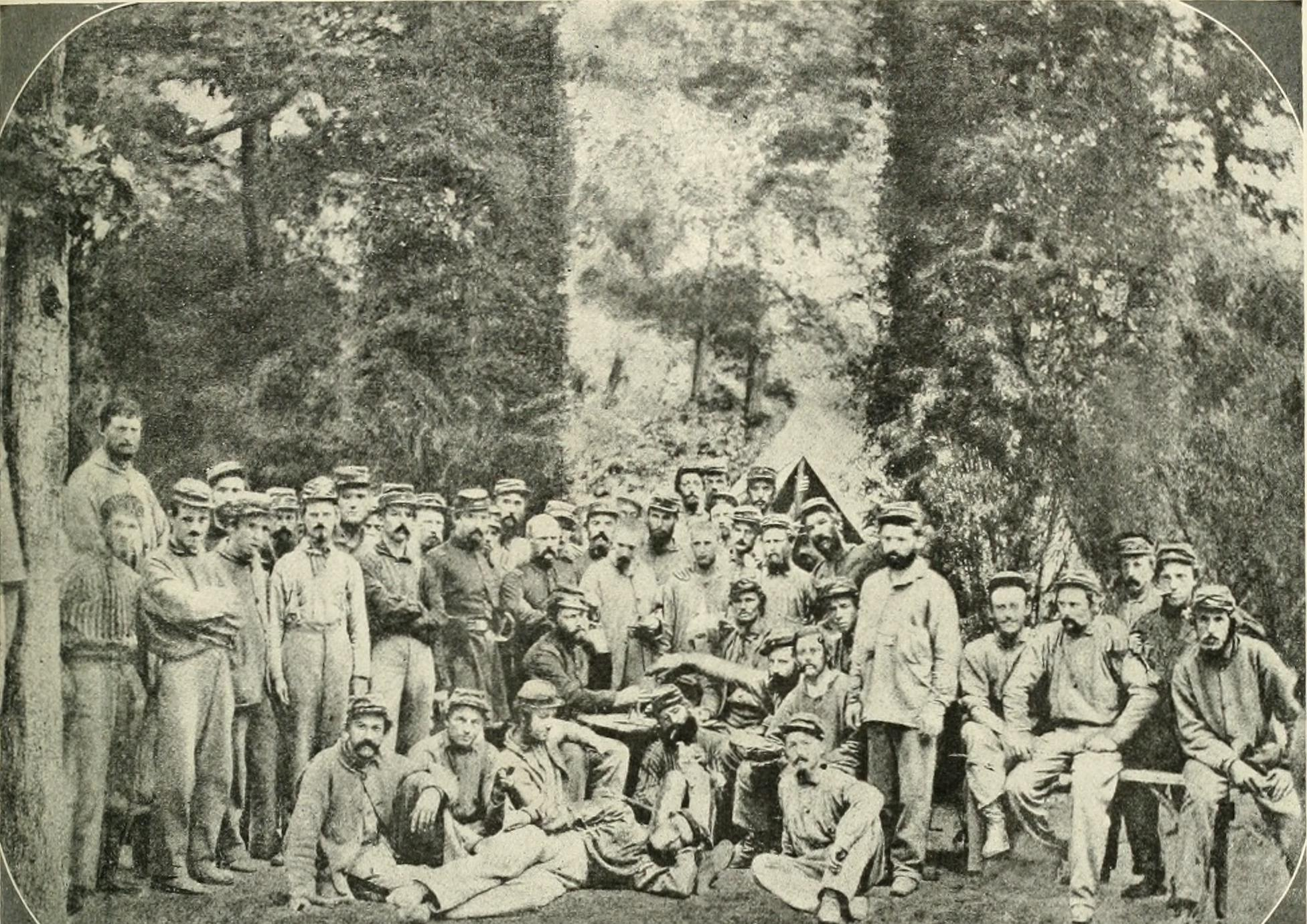
Önkéntesek 1861-ben

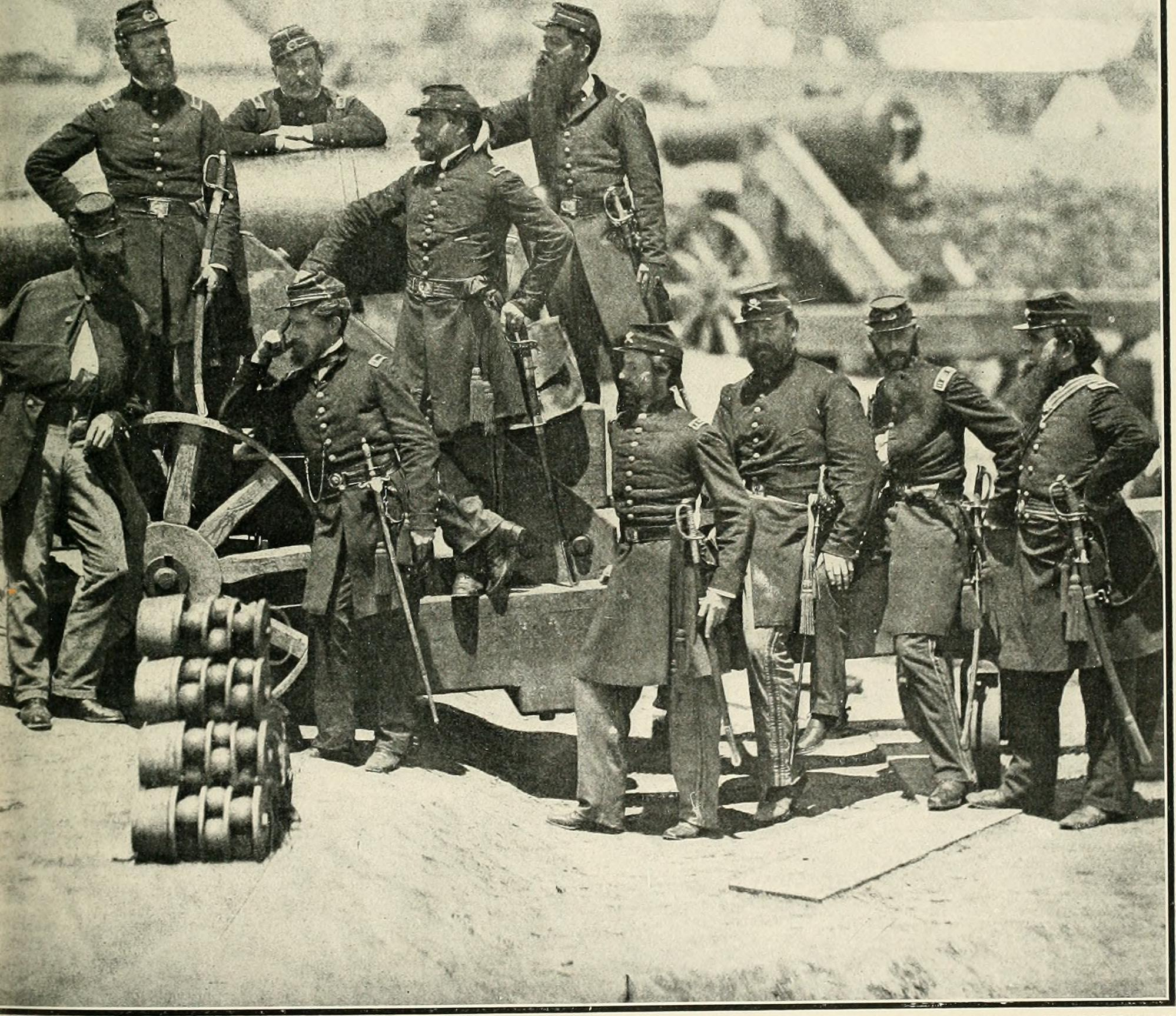
Michael Corcoran ezredes és tisztjei a 69. New York-i tüzérezred katonái 1861-ben

A radikális republikánusok politikai ellentétek miatt pár hónap alatt kiábrándultak McClellanből. Előbbiek mindent a rabszolga-felszabadítás elérésének akartak alárendelni, figyelmen kívül hagyva, hogy véleményük még az északi országrészben is drasztikus kisebbségben van. A Republikánus párt választási programjában nem is lehetett szerepeltetni a felszabadítást, hanem csak a rabszolgatartás új tagállamokban való tiltását irányozták elő. A választási győzelem után ezt a korlátozást elvetették. Ezzel szemben McClellan stratégiája azon alapult, hogy a korabeli katonai műveletek alapján óriási kiterjedésű Amerikai Konföderációs Államokat nem lehetséges megszállni, hacsak meg nem győzik a déli lakosságot, hogy az új kormányzat nem képes polgárainak megvédésére. Ehhez a déli polgárok egzisztenciális fenyegetettségének csökkentésére volt szükség, nehogy kétségbeesett ellenállásra sarkallják őket, és ugyanakkor lassú, módszeres, hibákat kiküszöbölő és főként veszteségeket minimalizáló katonai előrehaladásra. Ez szükségessé tette, hogy a déli államok gazdasági alapját képező rabszolgaság megszüntetését vegyék le a napirendről és inkább manőverezés és meggyőző erőfölény, mintsem nagyszabású, véres ütközetek megvívásával döntsék el a háború sorsát. A két összeegyeztethetetlen program között egyensúlyozott Lincoln, aki elnöki hatalmának megtartásán fáradozott.
Lincoln az északi államok hangadó kormányzói és kongresszusi képviselői nyomására egyre türelmetlenebbé vált McClellannel szemben. A Leesburg mellett októberben megvívott, kis jelentőségű Ball’s Bluff-i ütközet elvesztése növelte a bizalmatlanságot. Ennek következtében december 9-én a kongresszus megalakította a háború folyamán megannyi tábornokot hozzá nem értéssel és árulással vádoló Egyesített Háborús Bizottságot. Ez lényegében egy radikális kongresszusi tagokból álló hűségellenőr szervezet volt, melynek tagjai semmiféle katonai képzettséggel nem rendelkeztek. Azokat helyezték vád alá, akik politikai nézeteiket nem osztották, illetve megítélésük szerint nem fáradoztak elég eltökélten a Konföderáció veszteségekre való tekintet nélküli, mielőbbi totális megsemmisítésén. A Ball's Bluffi fiaskó bűnbakjának Charles P. Stone dandártábornokot, a Potomac hadsereg hadosztályparancsnokát tették, akit letartóztattak, bíróság elé állítottak, elítéltek majd nyugdíjaztak amiatt, hogy rabszolgákat szolgáltatott vissza tulajdonosaiknak. Ez ekkoriban mind McClellan mind Lincoln utasításaival egybevágott. A köztudottan abolícióellenes McClellant 1861. december 23-án idézték be számot adni, amelyen nem tudott megjelenni. Helyette alárendeltjei tanúskodtak, és elismerték, hogy az ellenség felé történő előrenyomulás tervéről semmiféle tudomással nem rendelkeznek. Ez jó okot szolgáltatott McClellan leváltásának követeléséhez.
Lincoln csak katonai sikerek felmutatásával tudta volna a McClellan elmozdítását követelőket lecsillapítani. McClellan viszont hadjáratának terveit kiszivárgásra hivatkozva hosszú ideig nem volt hajlandó a kormányzat elé tárni.

### A hadtestek felállítása

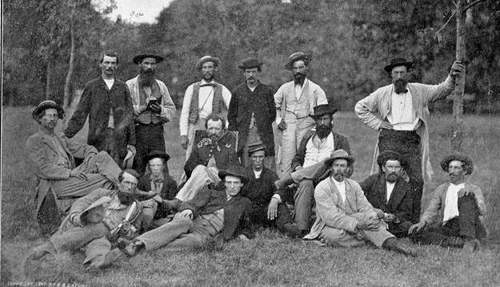
Járőrök és útikalauzok, Potomac hadsereg, Mathew Brady

1862. március 8-án Abraham Lincoln létrehozta a nagyobb vezénylési egységet, a hadtestet a Potomac hadseregen belül. Mindez idáig McClellan ellenállt a hadtestek szervezésének és 15 hadosztályt tartott közvetlen parancsnokága alatt. Indoklása szerint a hadosztályok parancsnokainak hadjáratbeli szereplésétől tette függővé a hadtestparancsnoki kinevezéseket. A valódi ok sokkal inkább az volt, hogy hadtestparancsnokok közül könnyebb lett volna utódját kiválasztani és őt elmozdítani. Március 8-án a támadó műveletek hiányával elégedetlen Lincoln kötelezte McClellant haditerve bemutatására tizenkét legmagasabb rangú tábornoka jelenlétében. McClellan előzetesen világossá tette, hogy elvárja beosztottjaitól tervének támogatását, melynek hiányában áthelyezésüket helyezte kilátásba. Nyolcan támogatták a módosított Urbanna-tervet, négyen nem. Lincoln még aznap kibocsátott 2-es számú hadparancsában kinevezte a tervet ellenző McDowellt, Sumnert és Heintzelmant hadtestparancsnoknak, negyedik társuk pedig a tervet csak fenntartásokkal támogató Keyes lett.

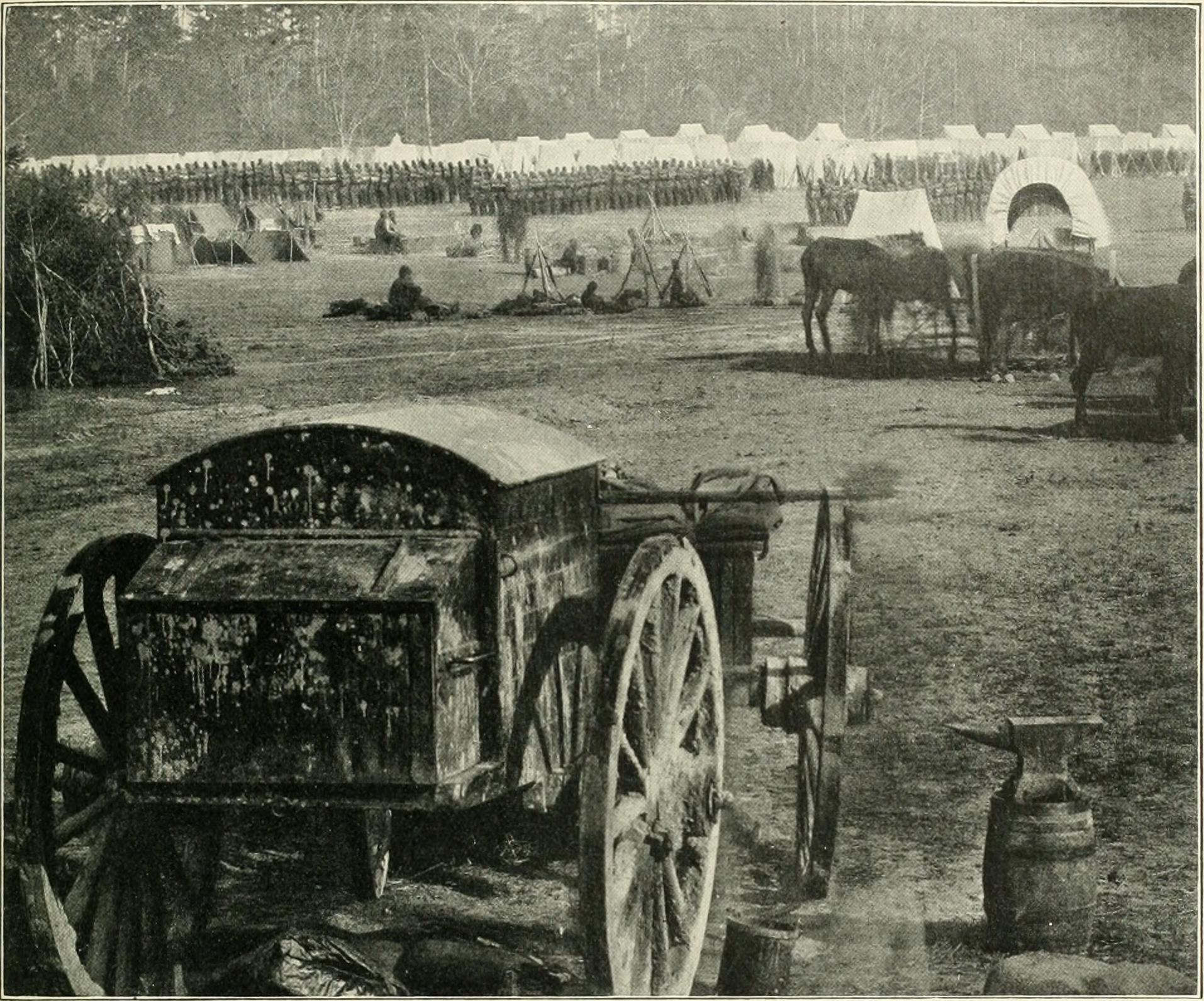
Az 5. New York-i önkéntesezred századoszlopba sorakozva várja a szemlét

Az I. hadtest vezetését Irvin McDowell vezérőrnagy, a II.-ét Edwin V. Sumner dandártábornok, a III.-ét Samuel P. Heintzelman dandártábornok, a IV.-ét pedig Erasmus D. Keyes dandártábornok kapta. Az ötödik hadtest Nathaniel P. Banks és Shields vezérőrnagy parancsnoksága alatt a Shenandoah-völgyben állomásozó hadsereg lett. A kapott parancs a hadsereget a manassasi ellenséges állásokhoz tervezett próbamenetelésre való felkészülés közben érte. Joseph E. Johnston konföderációs tábornagy értesülve az a hátában való partraszállás tervéről, Manassas alól visszavonta hadseregét. McClellan arra használta ki az alkalmat, hogy a több hónapja kiképzés alatt álló hadsereget a meneteléssel is megismertesse. A hadügyminiszternek küldött választáviratában azt kérte, hogy mivel az átszervezés lehetetlen a művelet leállítása nélkül, így egyelőre függesszék fel a parancs hatályát. Az engedélyt megkapta. Március 10-én a hadsereg zökkenőmentesen elérte a Bull Runi csata egykori helyén kiürítettnek bizonyuló állásokat, amelyek a várthoz képest csak kb. feleakkora déli hadsereg jelenlétére utaltak. A sajtó az ágyúknak hitt, feketére festett fatörzsek láttán blamázst kiáltott és McClellant nevetségessé tevő cikkeket közölt. Másnap Lincoln leváltotta McClellant a vezénylő tábornoki tisztségről és a jogkört lényegében véve magához vonta. McClellan barátai táviratából értesült leváltásáról, mivel a hadügy az intézkedést a kibocsátás előtt kiszivárogtatta a sajtónak. Március 13-án életbe lépett a hadtestek szervezeti átalakítása is. Lincoln azonban egy barátjuk útján küldött levélben biztosította McClellant, hogy a leváltása csak további rendelkezésig van érvényben, ami ideiglenességet sugallt és fő célja az, hogy McClellan a Potomac hadsereg előtt álló hadjáratra koncentrálhasson. McClellan ezáltal megnyugodott, hogy az elnök valójában őt támogatja ellenlábasaival szemben és ebben a szellemben válaszolt levelére is. Arról azonban nem tudott, hogy március közepén Stanton és Lincoln felajánlotta a Potomac hadsereg parancsnokságát Ethan Allen Hitchcock nyugalmazott tábornoknak, aki azt nem fogadta el.

### A Virginia-félszigeti hadjárat

#### Kihajózás

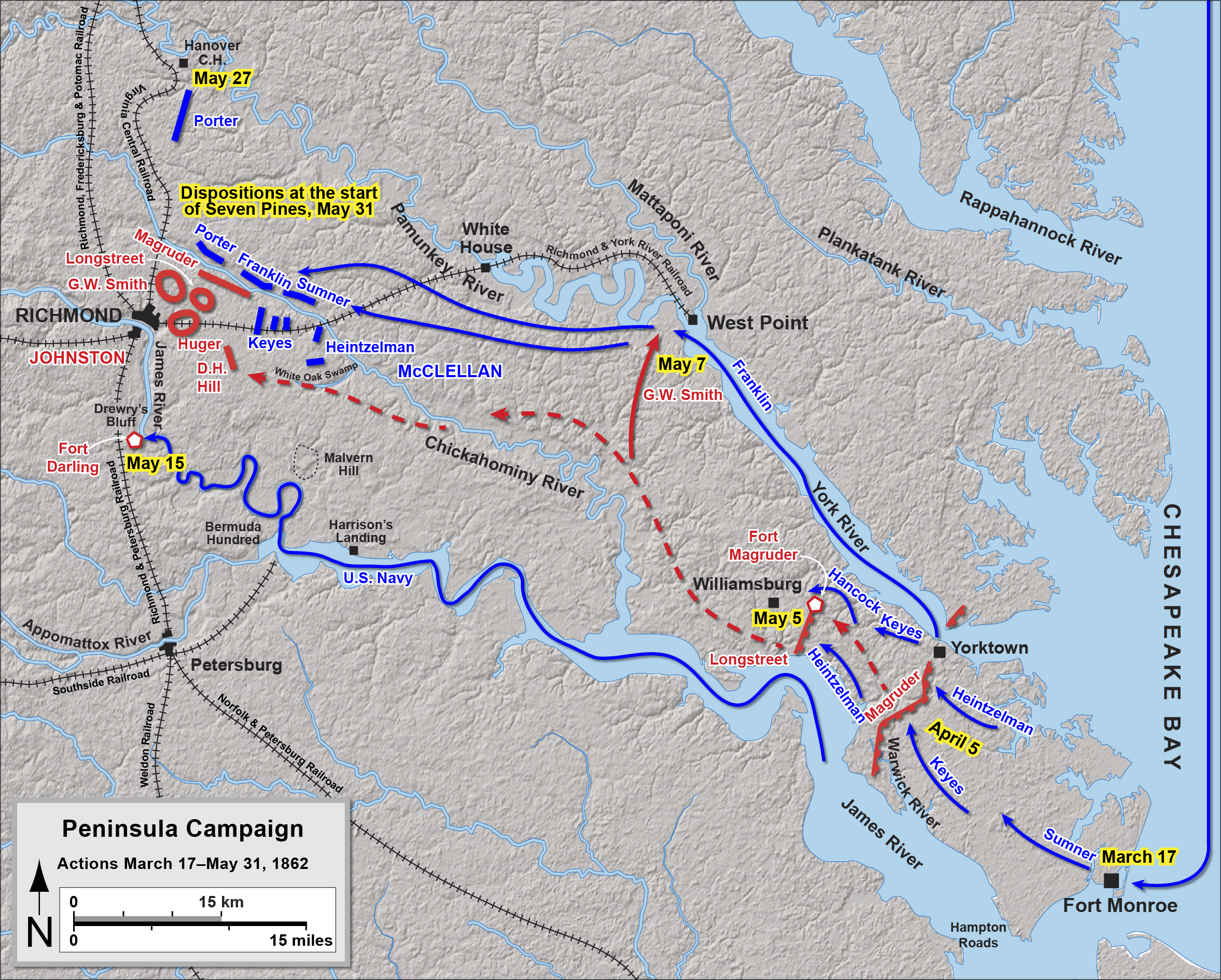
A Virginia félszigeti hadjárat 1862. március 17-től május 31-ig

McClellan hadserege március 17-én kezdett kihajózni Alexandriából. A hajóhad mérete mellett (113 gőzhajó, 118 vitorlás, 88 bárka) minden korábbi expedíció eltörpült; 121 500 katonát, 44 tüzérségi löveget, 1150 társzekeret, több mint 14 592 lovat, 74 elsősegélynyújtó felszerelést és tonnákra menő ellátmányt, valamint készleteket szállítottak magukkal. Egy angol megfigyelő megjegyzése szerint olyan volt, mint „óriások vonulása”.
James S. Wadsworth dandártábornok a Washington környéki kontingens parancsnoka csapatai számbavétele után azt jelentette, hogy McClellan mindössze 20 000 katonát hagy hátra, amely a főváros védelmére kevés. Edwin M. Stanton hadügyminiszter vizsgálatot rendelt el, amely ismerve Lincoln félelmét a főváros elvesztésétől azt állapította meg, hogy az erő elégtelen a feladathoz. Lincoln utasította Stantont, hogy McClellan egyik hadtestét ne engedje kihajózni. McClellan és Stanton megbeszélésén a felek nézeteltérése odáig szélesedett, hogy korábbi jó kapcsolatuk megromlott. A hadügyminisztérium főszárnysegédje 1862. április 4-én azt adta McClellan tudtára, hogy Banks V. hadtestét kivonják a Potomac hadsereg kötelékéből és a Shenandoah adminisztratív körzet önálló hadserege lesz belőle, továbbá McDowell I. hadtestéből a Rappahannock adminisztratív körzet hadserege lesz Washington védelmének feladatával. Ez a módosított Urbanna-tervre is hatást gyakorolt később, mivel az azzal számolt, hogy a két hadtest is részt vesz a Richmond elleni támadásban.

#### Yorktown ostroma és a Williamsburgi ütközet

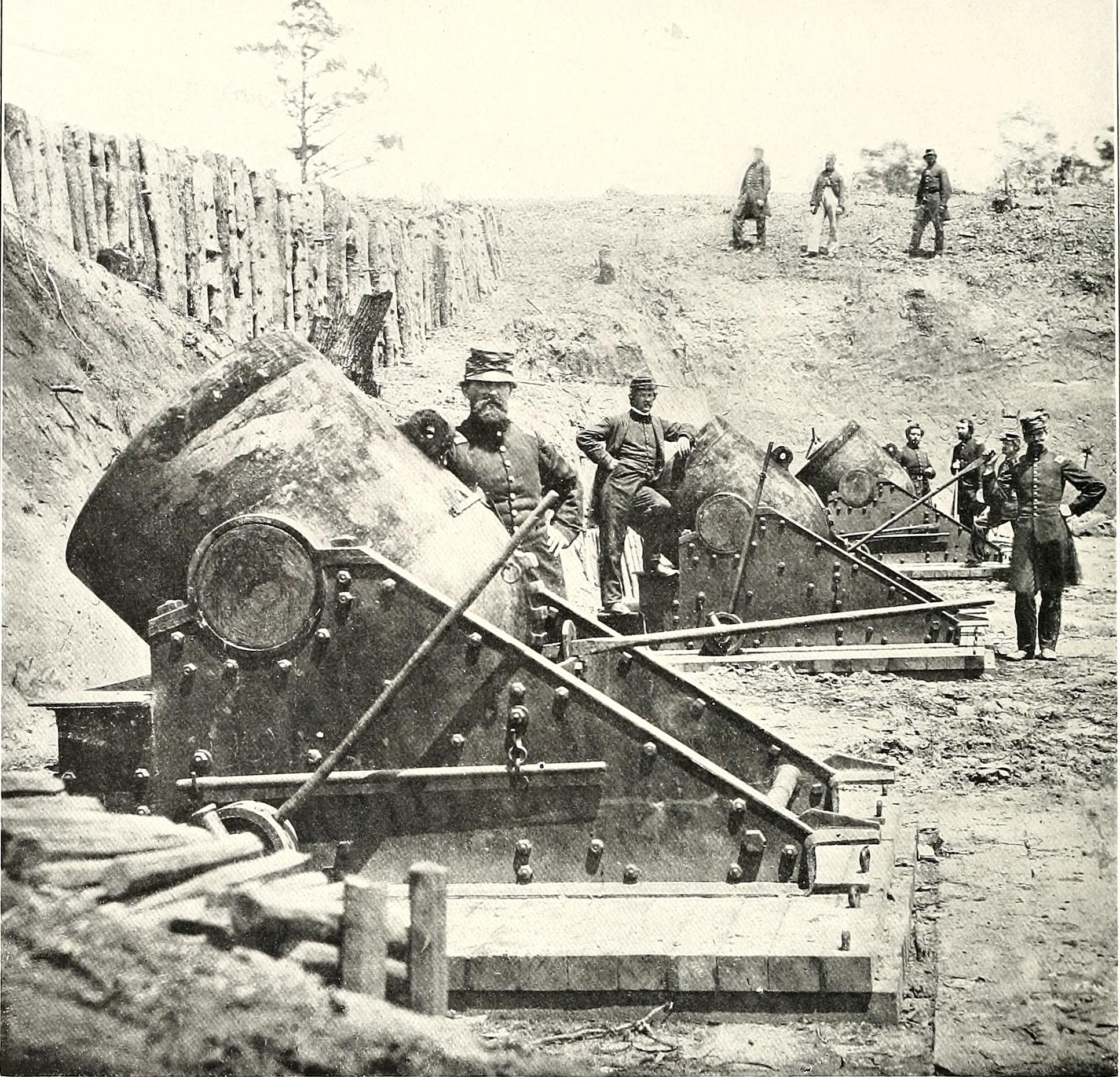
Az uniós nehéztüzérség Yorktown ostrománál. A 13 hüvelykes ostrommozsarak a 4. üteg állásaiban, kb. másfél mérföldre délkeletre Yorktowntól

A Virginia-félszigeti hadjárat során McClellan átnyúlt az ellenkezése dacára kinevezett hadtestparancsnokai feje fölött és azok alárendeltjeinek közvetlen utasításokat küldözgetett. Fitz John Porter dandártábornokot, Heintzelman beosztottját jelölte ki például Yorktown ostromának vezetésére. A McClellan óvatossága miatt egy hónapig elhúzódó ostrom 1862. május 4-én ért véget. McClellan április 30-án leváltotta a III. hadtest egyik hadosztályparancsnokát, a nyughatatlanul intrikáló és vezetését kritizáló Charles Smith Hamilton dandártábornokot, kiváltva ezzel a kongresszusi republikánus politikusok felzúdulását. Lincoln kompromisszumképpen a nyugati hadszíntérre helyeztette Hamiltont.
1862. május 5-én az előrenyomuló Potomac hadsereg megütközött az Észak-Virginiai hadsereggel a Williamsburgi ütközetben. A győzelem birtokában május 7-én McClellan táviratot küldött a hadügyminisztériumnak, melyben panaszkodott, hogy vissza akar térni az ezt megelőző, hadosztályalapú parancsnoki struktúrához és teljes felhatalmazást akar kapni alárendeltjeinek hozzá nem értés miatti eltávolításához. Ez egyértelmű lett volna három mellőzött hadtestparancsnoka eltávolításával. Lincoln magánlevélben válaszolva figyelmeztette, hogy Washingtonban kedvencek babusgatásának tekintik a parancsnoki lánc megkerülésével való hadvezetését. Feltette a kérdést továbbá, miszerint: „Valóban van olyan erős – olyan erős akár még az én segítségemet is hozzávéve -, hogy egyszerre lépjen nyakára Sumnernek, Heintzelmannak és Keyesnek?”. McClellan május 18-án elvetette korábbi igényét és újabb két hadtestet hozott létre, amelyek élére az elképzeléseihez lojális Fitz John Portert (V. hadtest) és William B. Franklint (VI. hadtest) helyezte.

#### Problémák a Shenandoah-völgyben: a hadjárat lelassulása

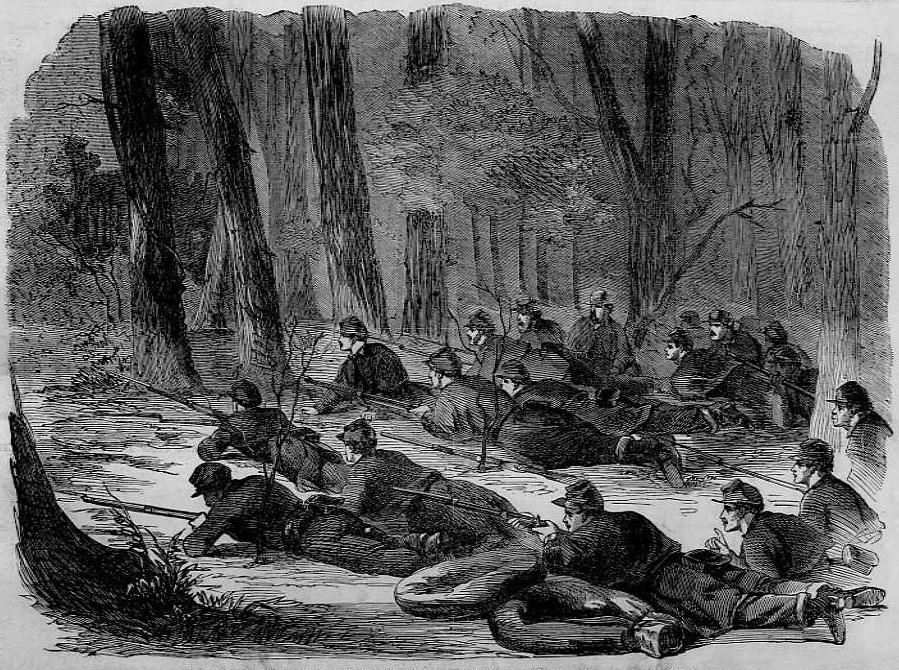
A Potomac hadsereg – külső járőrünk az erdőben, 1862

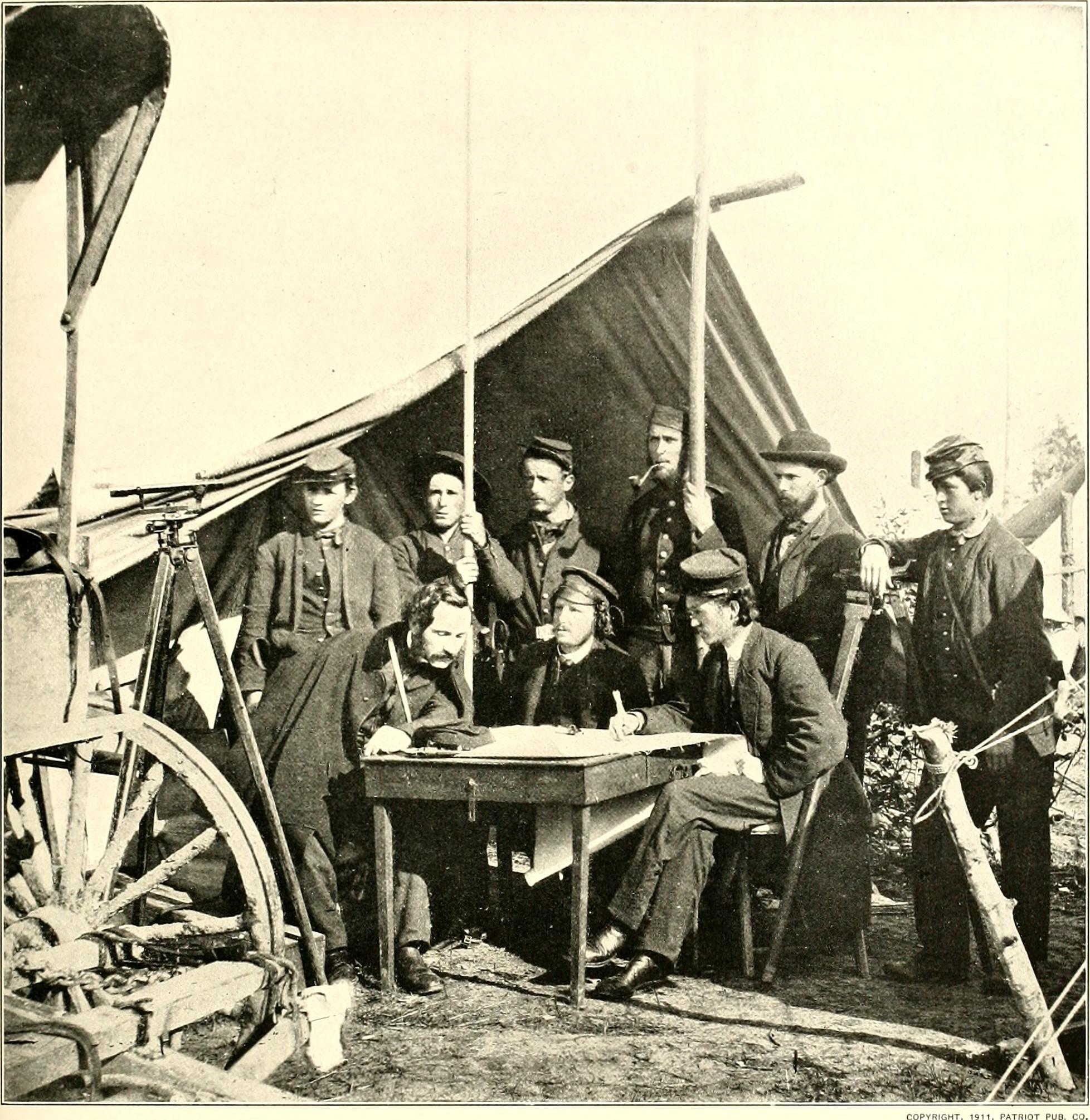
A Potomac hadsereg topográfiai mérnökei, földmérői, 1862

Williamsburg után a Potomac hadsereg lassan nyomult előre Richmond felé, ám eközben a Shenandoah-völgyben Stonewall Jackson hadműveletei pánikot keltettek. Jackson sosem rendelkezett negyedakkora erőnél többel, mint a vele szemben felvonuló uniós seregek, de gyors menetelésekkel és kisebb, sorozatos ütközetekkel kb. 60 000 fő uniós katonaság összpontosítását akadályozta meg, majd részben veszteglésre, részben visszavonulásra kényszerítette a csapatokat. McClellan hiába várt McDowell hadtestére, amely nem indult Richmond felé, hanem a Shenandoah völgyben erőlködő Banks hadsereg előrehaladására várt. A parancsok ezen kudarcos műveletek lefolyására a vezénylő tábornoki jogkört gyakorló Lincolntól és stábjától származtak. Jackson május 23-án győzelmet aratott Strasburgnál, majd május 25-én Winchesternél is.
1862. május 25-én a várt és McClellan által folyamatosan kért erősítések helyett azt az utasítást kapta, hogy vagy azonnal támadja meg Richmondot, vagy adja fel a hadjáratot és vonuljon vissza Washington védelmére, mert Jackson a Shenandoah-völgyben északra, Leesburg és Manassas felé üldözi Bankset. McClellan válaszában „nagyon közelinek” jellemezte az időt, mikor támadni fog. McDowell és Shields erői Fredricksburgnél találkoztak és május 26-án végre elindultak dél felé, amely arra ösztönözte Johnstont, hogy még azelőtt támadja meg a Potomac hadsereget, hogy egyesülhetnének. Május 27-én Porter hadteste megverte Lawrence O. Branch ezredes csapatait Hanover Court House-nál, biztosítva a Virginia Central vasútvonalat és szabaddá téve az utat McDowell előtt dél felé. Csakhogy Washingtonban Lincoln és a vezénylő tábornoki hatáskört gyakorló tanácsa megváltoztatta a fontossági sorrendet Richmond elfoglalása és a Shenandoah-völgy biztosítása között és McDowell hadtestéből 20 000 katonát nyugatra rendelt Jackson bekerítésére, így csak George A. McCall dandártábornok hadosztálya jutott el a Potomac hadsereghez.
A módszeres és lassú előrenyomulást Johnston támadása május 31-én Richmond kapujában, a Seven Pinesi ütközetben állította meg. A szervezeti elégtelenségek, kommunikációs hibák és körülményeskedés miatt gyengén kivitelezett támadás visszaverése után bő három hétnyi szünet következett. A Potomac hadsereg útját a tervezett uniós összpontosítás helyéig megtéve mindössze 5 kilométerre állt Richmondtól a zuhogó esőben, és arra várt, hogy mikor érkeznek meg északról Banks és McDowell hadtestei. Az Észak-Virginiai hadsereg irányítását a Seven Pinesnál megsebesülő Johnstontól Robert E. Lee tábornagy vette át. A Jackson által neki biztosított három hetet Richmond környékének megerődítésére és hadseregének átszervezésére használta fel.

#### A Hétnapos csata

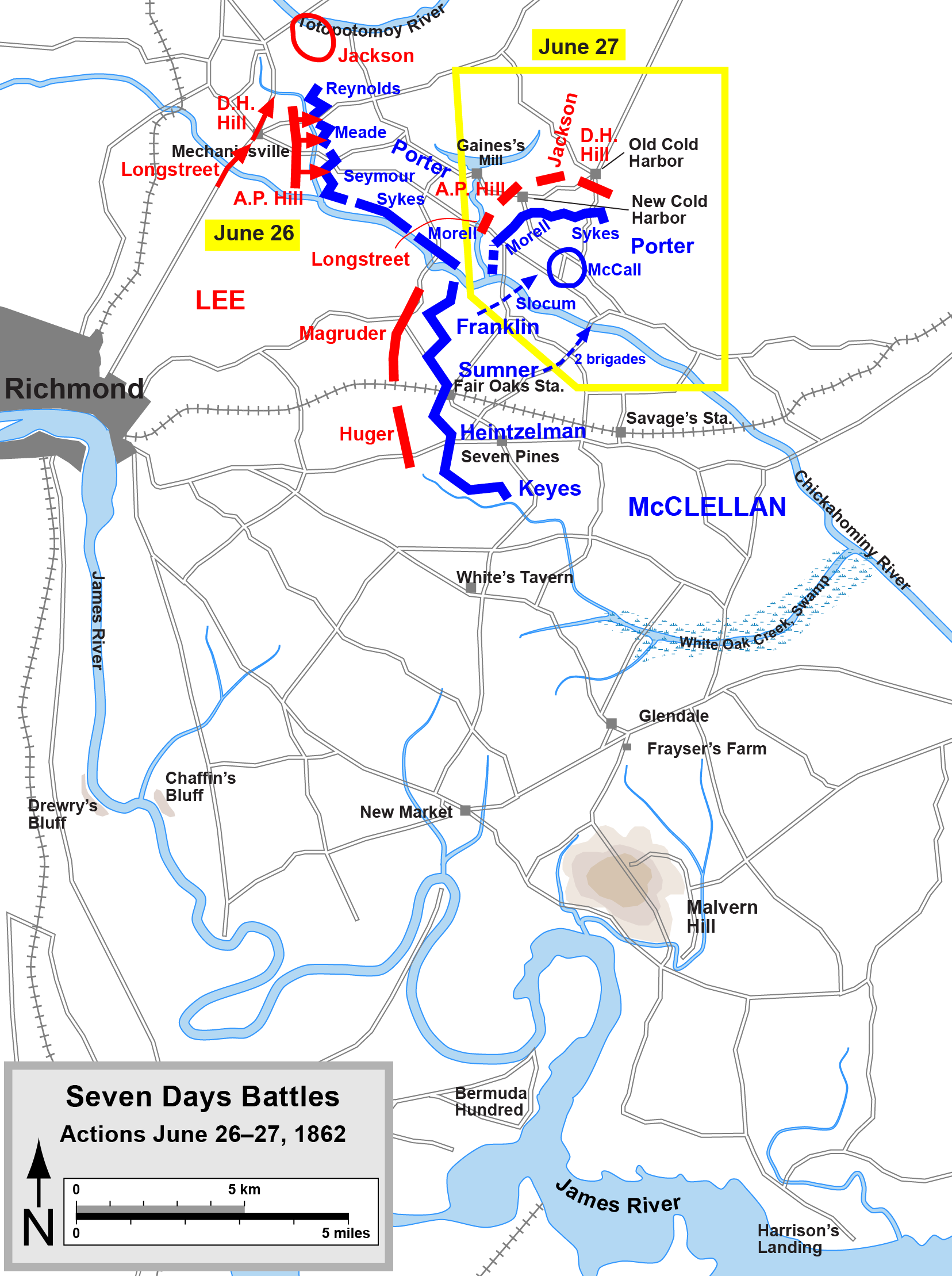
A hétnapos csata 1862. június 26-27-i állása

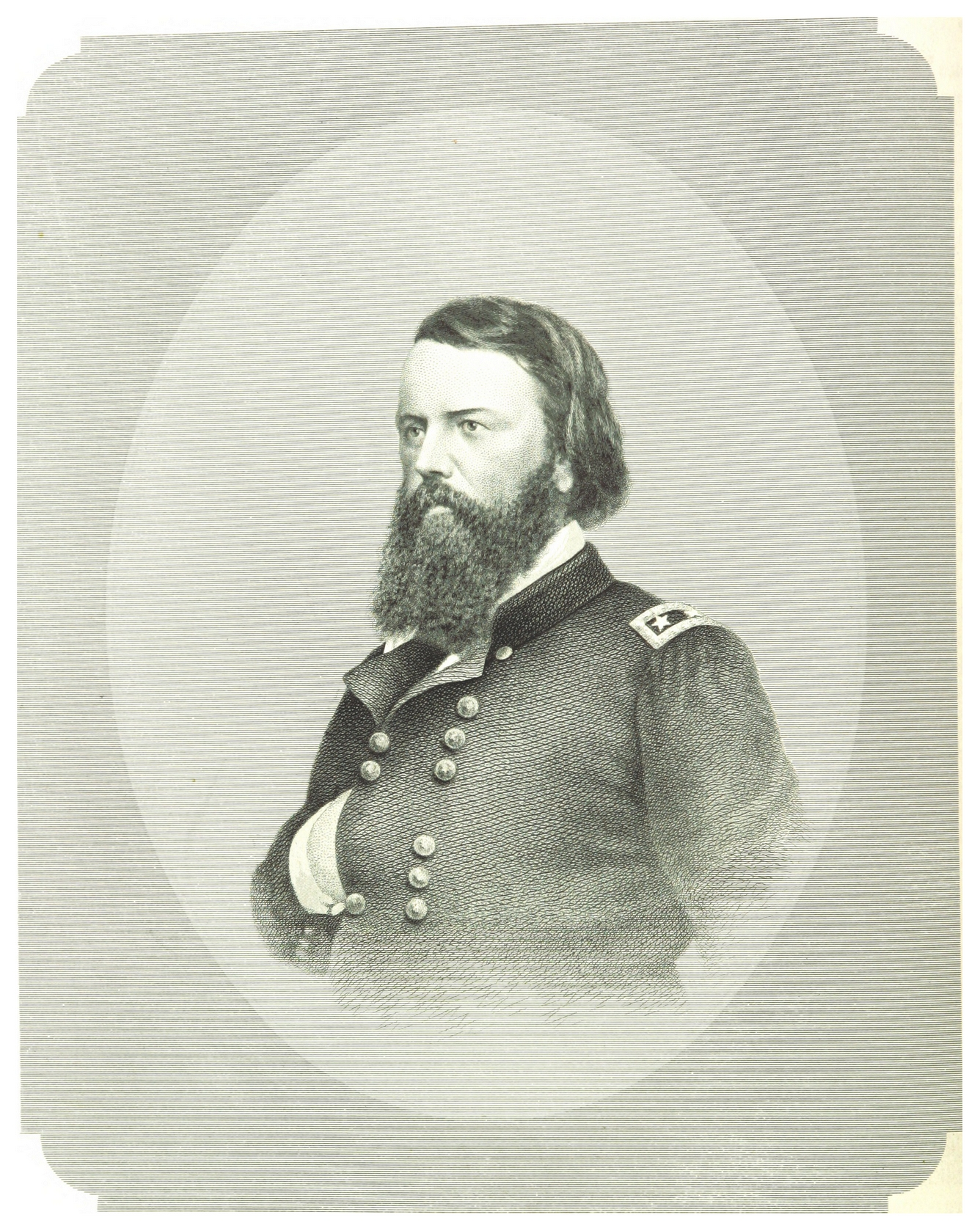
John Pope

A shenandoah-völgyi hadjárat ahelyett, hogy az uniós erők összpontosítását segítette volna elő, a konföderációs erőket koncentrálta. A völgyből kiűzött Jackson vasúton Richmond alá érkezett, míg az uniós erőket Lincoln hetekre megállította, mert összevonásukkal létre akarta hozni a Virginiai hadsereget. Mire John Pope vezérőrnagy átvette az irányítást és megszervezte hadseregét, már július második felében járt az idő. Jackson indulásakor McClellan felújította a támadást, hogy még megérkezése előtt eredményt érhessen el. Június 25-én a felszáradó utakon McClellan ostromtüzérségét előbbre akarta mozgatni egy-két kilométerrel, de a teljes hadsereg méretéhez képest eltörpülő erőkkel végrehajtott támadást Benjamin Huger hadosztálya visszaverte az Oak Grove-i ütközetben. Másnap Lee tábornagy látva, hogy nincs több ideje várni, elindította tervezett offenzíváját.
A Mechanicsville-i ütközetben sikerült visszaverni a konföderációs támadást, ám harmadnapon, a Gaines's Milli ütközetben súlyos déli veszteségek mellett elszenvedett jelentéktelen területveszteség után a McClellan feladta Richmond elfoglalásának kísérletét és visszavonta a Potomac hadsereget. Noha McClellan már korábban tervezte ellátóbázisát a James-folyó mentére helyezni, de a vereség elbizonytalanította és a stratégiai offenzívából stratégiai védelembe ment át. A Gaines's Milli vereség és a Potomac hadsereg visszavonása a Chickahominy-folyó túloldalára azt jelentette, hogy Richmond fölül elmúlt a veszély. McClellan a hétnapos ütközet további részében visszavonult, még akkor is, mikor Malvern Hilli ütközetben vezető tábornokai nagy veszteségeket okozva visszaverték a konföderációs rohamot és egyértelmű győzelmet arattak.
Június 28-án McClellan azt táviratozta Stantonnak a gaines' milli „vereségre” utalva: „Azért vesztettem el ezt az ütközetet, mert túl kevés volt az erőm. Újra megismétlem, nem vagyok felelős érte...” Táviratának kicenzúrázott részében keserű szemrehányásokkal illette Washingtont: „Ha ezt a hadsereget most megmentem, egyenesen megmondom, hogy sem magának, sem bárki másnak Washingtonban nem tartozunk hálával. Maguk mindent elkövettek, hogy feláldozzák.” Lincoln július 8-án a Harrison's Landingnél, a James-folyó partján felütött táborba látogatott. McClellan átnyújtotta neki a Harrison's Landing-levél néven elhíresült manifesztumot. A levél tartalmazta, hogy sem vagyonelkobzásokat, sem a rabszolgák erőszakkal való felszabadítását nem szabad programba iktatni, különben a hadsereg szétzüllik. Minden lázadó államban a magántulajdont védeni kell és Lincolnnak szüksége van egy vezénylő tábornokra – melyen nyilvánvalóan saját magát értette. Ez a program konzervatív, Demokrata párti politika volt és Lincoln tudta, hogy a radikális republikánusokkal szemben nincs esélye keresztülvinni. Lincolnnak úgy tűnt, hogy McClellan a politikai célok átírása érdekében tartja vissza a Potomac hadsereget és igyekszik demokrata párti érzelmű tábornokokkal feltölteni. Washingtonba visszatérve július 23-án Henry W. Hallecket, a nyugati hadszíntér parancsnokát, McClellan volt beosztottját nevezte ki vezénylő tábornoknak. Halleck szintén ellátogatott Harrison's Landingbe, hogy megbeszéljék, mi szükséges a támadás felújításához. McClellan nem kapta meg politikai víziója megerősítését, nem kapta meg a vezénylő tábornoki beosztást és csak további erősítések után volt hajlandó támadásba menni. Halleck visszatérte után, augusztus 3-án Lincoln elrendelte a Potomac hadsereg kivonását a Virginia-félszigetről és utasította McClellant, hogy hadtesteit egymás után bocsássa John Pope rendelkezésére.

### Pope és az Észak-Virginiai hadjárat

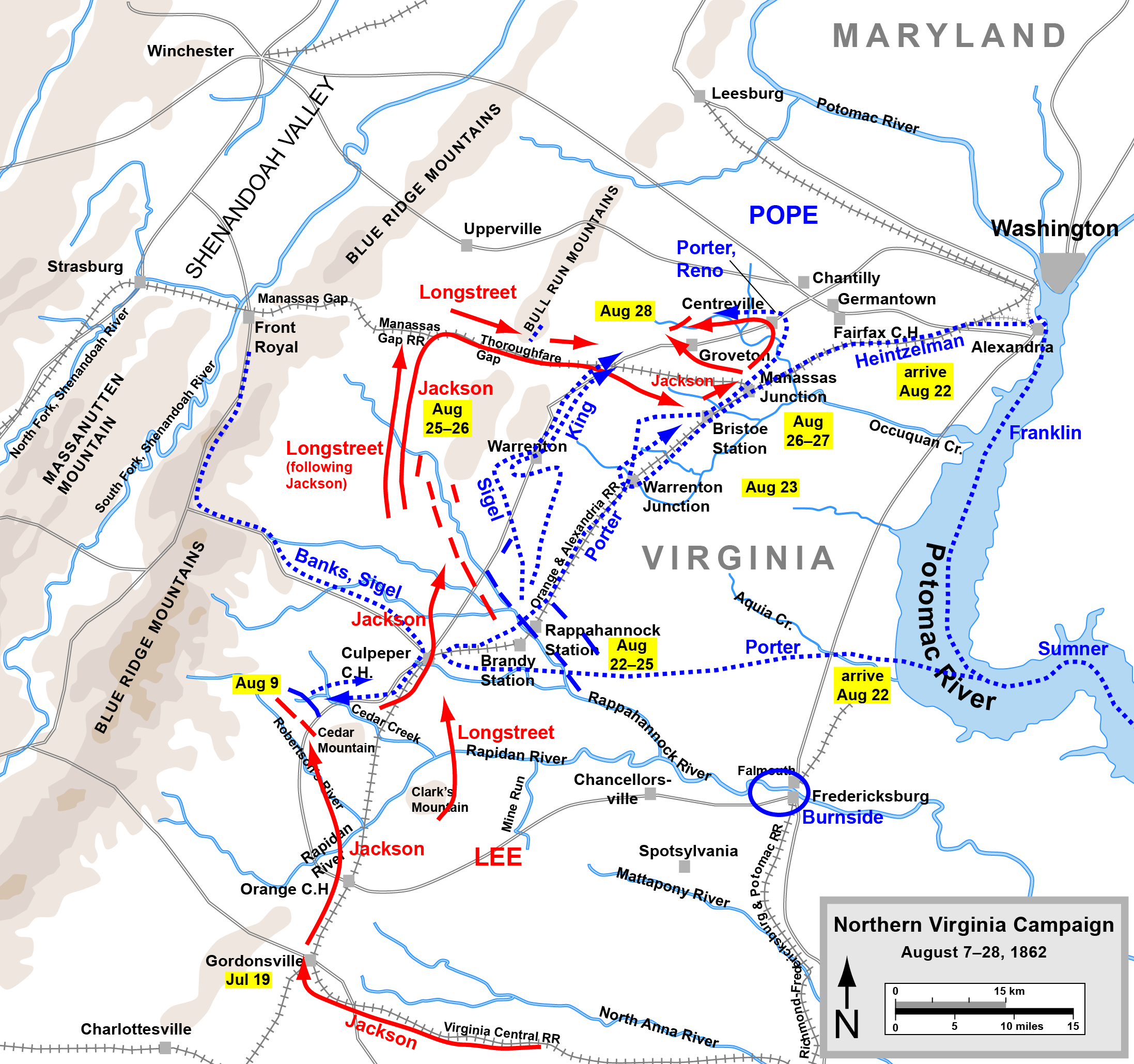
Az Észak-Virginiai hadjárat 1862. aug. 7-től a második Bull Runi csatáig

Stonewall Jackson Shenandoah-völgyi hadjárata idején a vezénylő tábornoki szerepkört ellátó Lincolnnak nagy nehézségeket okozott a térségben működő három, egymástól független katonai körzet műveleteinek összehangolása. Okulva a sikertelenségből, Lincoln elhatározta a haderők egyesítését. 1862. június 26-án John C. Frémont vezérőrnagy Hegyvidéki körzetének, McDowell Rappahannock körzetének, Banks Shenandoah körzetének hadseregéből, valamint Samuel D. Sturgis dandártábornok Washingtonban állomásozó dandárjából és Jacob D. Cox nyugat-virginiai hadosztályából megalakult az új hadsereg. Ennek élére Lincoln a nyugati hadszíntéren rámenős tevékenységgel sikereket elérő John Pope-ot nevezte ki. Elterjedt, de hibás feltételezés, hogy Pope a Potomac hadsereg parancsnoka volt 1862 nyarán, miután McClellan elhagyta a Virginia-félszigetet. Pope hadseregének neve Virginiai hadsereg volt, mely a Potomac hadsereg korábbi hadtesteiből alakult meg, s amelynek az elnök parancsa értelmében McClellan lényegében minden erejét átadni kényszerült.
McClellan a kezdeti tiltakozás és várakozás után belátta, hogy a Halleck továbbította parancsoknak megfelelően északra kell hajóznia hadtesteit, melyet egymás után el is indított. Aquia Creektől és Alexandriától a csapatok gyalog indultak tovább Pope-hoz csatlakozni. McClellan jelképesre olvadt erejének főhadiszállása a Virginia-félszigetről Washington külvárosába, Alexandriába költözött. McClellan úgy kalkulált, hogy csak Pope veresége esetén kaphatja vissza csapatait. McClellan Pope-pal való együttműködésének témája vitatott történelmi kérdés. McClellan augusztus végén, Franklin VI. és Sumner II. hadtestével együtt érkezett meg a virginiai Alexandriába és ezek Manassas felé való előrehaladását elégtelen tüzérségi, lovassági támogatás és szállítókapacitás miatt nem engedélyezte. Politikai ellenlábasai avval vádolták, hogy szándékosan ássa alá Pope pozícióit. A McClellant elítélő történészek azt is szemére vetik, hogy augusztus 10-én azt írta feleségének: "Pope-ot két napon belül csúnyán el fogják intézni és ... boldogan fognak hozzám fordulni, hogy megváltsam az ügyüket. De én nem fogom, míg meg nem kapom a teljes és osztatlan irányítást." Augusztus 29-én azt mondta Lincolnnak, hogy talán bölcsebb lenne "hagyni Pope-ot kievickélni a slamasztikából, s aztán összes erőnket a főváros tökéletes biztonságának elérésére felhasználni."
A vereség az Észak-Virginiai hadjárat fő összecsapásában, a Második Bull Run-i csatában 1862. augusztus 30-án be is következett. Pope több mint kétszeres létszámfölénye ellenére nem volt képes megsemmisíteni Stonewall Jackson hadtestét és a beérkező jelentések ellenére sem szentelt figyelmet James Longstreet hadtestének, melynek „idejében indított, erőteljes és elsöprő” támadása megfutamította hadseregét a manassasi csatamezőről. Lee olyan közel került az uniós hadsereg megsemmisítéséhez, amennyire az lehetséges volt. Az uniós hadsereg 77 000 ezer katonájából kb. 16 000-et veszített el. 1862. szeptember 1-jén Chantilly-nél újra összecsapott a két hadsereg. Stonewall Jackson hadteste megütközött két uniós hadosztállyal és mindkettő parancsnokát megölve megverte őket. Az ellenállásra képtelenné vált Virginiai hadsereg rendezetlenül özönlött vissza Washington felé, a katonák pedig McDowellt és Pope-ot átkozták. Pope Hallecknek küldött táviratának hangneme letargikussá vált és a főváros felé vánszorgó hadsereg elolvadásának veszélyéről írt.

### Ismét McClellan: a Marylandi hadjárat és Antietam

#### Újraszervezés
Az idegileg megtépázott és kimerült Halleck augusztus 31-én segítségért könyörgött McClellannek, aki beleegyezett, hogy találkozik vele hivatalában, de csak a hajnali órákban, hogy az elnököt elkerülje. Szeptember 2-ára a Washingtonba visszaért csapatok olyan hangulatba kerültek, hogy ha nem nevezik ki McClellant parancsnokuknak, akkor fellázadnak. Így Lincoln a kabinetjének lázadásával szembenézve kinevezte McClellant a fővárosban levő csapatok parancsnokának, majd Halleckkel kanosszajárásszerűen McClellan otthonába látogatott. McClellan kilovagolt Washingtonból, hogy a megverten visszatérő hadsereggel találkozzon, és a katonák, kivált saját régi egységei lelkesedéssel, megmentőként üdvözölték, abban az általános hiszemben, hogy ő veszi át az irányítást. Lincoln Halleck által továbbított parancsa elrendelte, hogy McClellan szervezzen egy Washingtont védő kontingenst és egy a várost elhagyó hadsereget, amely felveszi a küzdelmet az Észak-Virginiai hadsereggel. McClellan parancsot adott Pope-nak, hogy három napi élelemmel készülődjön az indulásra, de Pope nem akarva utasításának engedelmeskedni Halleckhez fordult, azt tudakolva, hogy mi tartozik a parancsnoksága alá. Halleck kurtán közölte, hogy az átszervezés miatt semmi és forduljon a hadügyminisztériumhoz beosztásért. Pope-ot ezután a kies északnyugatra vezényelték. Lincoln és a kabinet nem akarta McClellant hadseregparancsnoki beosztásba helyezni, ezért felkérte Ambrose E. Burnside vezérőrnagyot a feladatra. Burnside ezt azzal utasította el, hogy a legjobb választás erre a feladatra McClellan. Lee szeptember 4-én átkelt a Potomac folyón és megkezdte északi irányú támadását, így nem maradt idő a további keresgélésre. Lincoln szeptember 5-én kénytelen volt McClellant a fővárost elhagyó hadsereg élére is kinevezni.
McClellan ilymódon visszakapta és egy hét alatt újjászervezte a Potomac hadsereget. Pope harmadik hadteste visszakapta az I. hadtest nevet és vezetőjének a Bull Runnál leszerepelt McDowell helyére az elnök Jesse Reno vezérőrnagyot nevezte ki. McClellan azonban Joseph Hookert akarta parancsnoknak, aki ellen Lincolnnak sem lehetett kifogása, mivel Hooker meleg kapcsolatokat ápolt a kongresszusi radikális politikusokkal és mellesleg rendszeresen járt tábornoktársai ellen intrikálni hozzájuk. A II. hadtestnél nem történt változás, mivel McClellan időközben rájött, hogy az engedelmességet minden katonai erény fölé emelő Sumnertől nem kell tartania. A III. hadtestet egy hónap alatt a konföderációsok úgy megtépázták, hogy vissza kellett vonni Washington védelmére, amíg újraszervezése és feltöltése megtörténik. Ezáltal a McClellan-ellenes tűzfészeknek számító hadtesttől és vezetőjétől, Heintzelmantől is sikerült megszabadulni. A IV. hadtestből csak egy hadosztály volt jelen, melynek parancsnoka Darius N. Couch vezérőrnagy volt, mert a másik hadosztály Yorktown védelmét látta el a Virginiai-félszigeten maradva. Ezzel McClellan megszabadult a IV. hadtest vezetőjétől, Keyes-től is. Az V. hadtest Fitz John Porter alá tartozott, aki ellen eljárás indult a Második Bull Runi csatában elszenvedett vereség miatt. Egyelőre azonban McClellan védelme alatt folytathatta tevékenységét, ahogy a hasonlóan vád alá helyezett Franklin is a VI. hadtest élén. McClellan régi barátja, Burnside korábban független hadserege IX. hadtest néven olvadt be a Potomac hadseregbe. A XI. hadtest Pope alatt az első hadtest volt; a jelentős részben német bevándorlókból verbuvált egység élére a körükben igen népszerű Franz Sigel vezérőrnagy került és Washington védelmére lettek rendelve. Az új XII. hadtest a régi V. hadtest volt, amelyet Lincoln leválasztott, Banks parancsnoksága alatt önálló operatív egységgé tette a Shenandoah-völgyben, majd Pope második hadteste lett. Vezetője Alpheus S. Williams dandártábornok volt. A tehetséges Williams azonban nem végzett katonai akadémiát és McClellan csak hivatásos katonákat akart hadtestparancsnoki beosztásban, ezért a hadügyhöz fordult. A minisztérium Joseph K. Mansfield vezérőrnagyot küldte, aki idős volt és egyetlen ütközetben sem vett részt egész életében.

#### Antietam

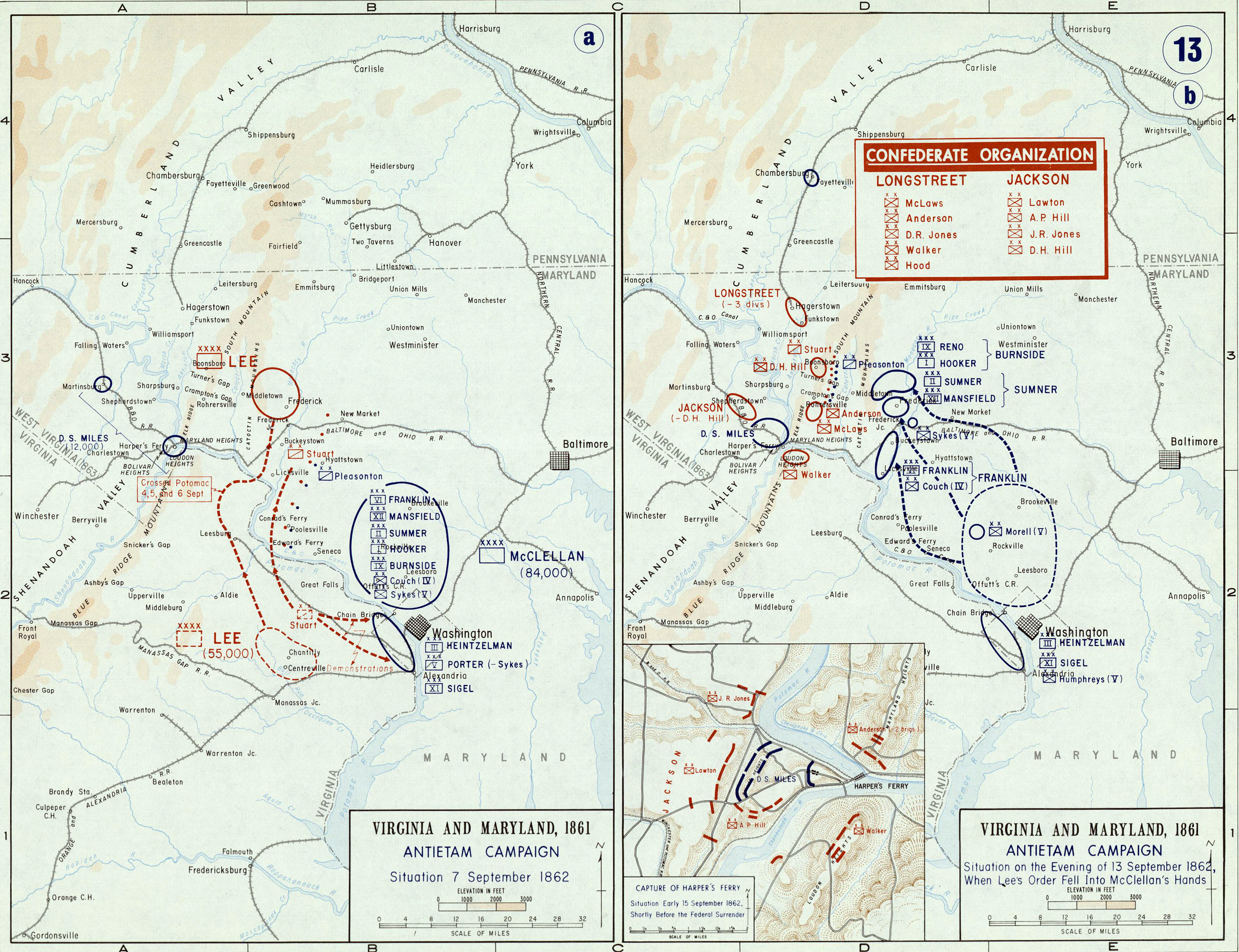
A hadihelyzet alakulása 1862. szeptember 7-től 15-ig

Szeptember 7-én McClellan 87 000 katonájával elhagyta Washingtont és megfontoltan Lee után indult. A I. és IX. hadtest egységeit a Frederick-Baltimore vasútvonal blokkolására küldte, nehogy Lee Baltimore-t elfoglalva elvágja Washingtont egyetlen északra vezető vasútvonalától. Szeptember 13-án Frederickben érte a hír, hogy megtalálták Lee felvonulási parancsát, melynek alapján részenként lehetett végezni erőivel. Eddigre azonban McClellan már elindította hadseregét nyugatra, hogy elvágja egymástól az Észak-Virginiai hadsereg északi és déli részeit, amelyről felderítése már előző nap értesítette. Az elvesztett felvonulási parancs csak megerősítette elhatározását. Ehhez először a South Mountaini ütközetben át kellett törni D. H. Hill hátvédnek hagyott erőin, melyet szeptember 14-én Jesse Reno, a IX. hadtest de facto parancsnoka sikeresen elvégzett, ám elesett az ütközetben. Franklin hadteste Crampton's Gapnél tört át Lafayette McLaws vezérőrnagy védelmén, hogy Harper's Ferryt felmentse. Szeptember 15-én azonban McLaws és Hill által biztosított idő birtokában Stonewall Jackson hadteste befejezte Harper's Ferry ostromát. Jackson megadásra kényszerítette a 12 000 főnyi uniós helyőrséget, majd Lee után siethetett, mindössze egy hadosztályát hátrahagyva a foglyok délre viteléhez. Lee Sharpsburgig vonult vissza, hogy időt nyerjen az összpontosításhoz.

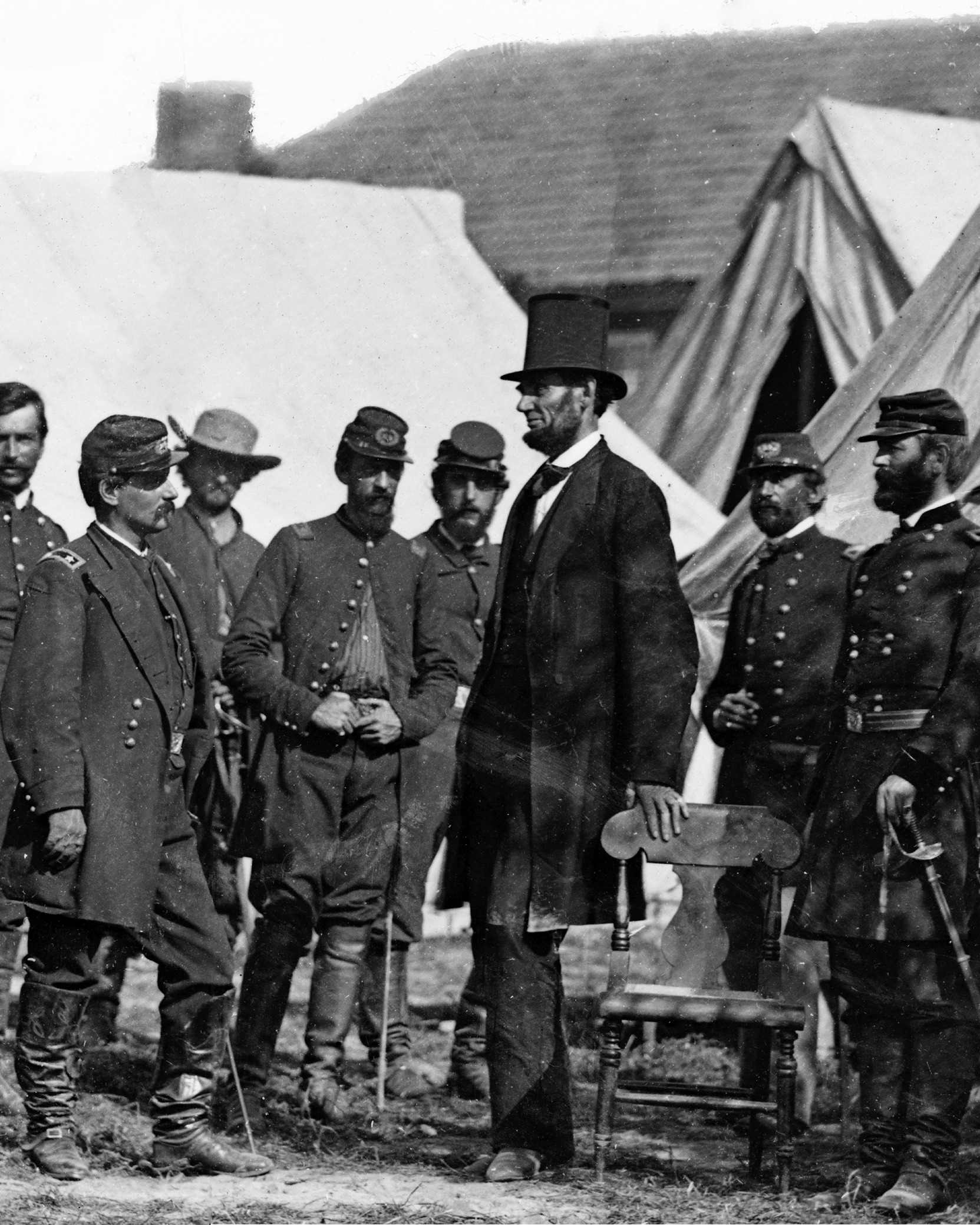
1862. október 3-a, Lincoln látogatása az Antietami csata helyszínén, a Potomac hadseregnél, balra McClellan

Szeptember 16-án a két főerő Sharpsburgnél találkozott, de a csata csak másnap bontakozott ki közöttük, mert McClellan elsőként elvágta Lee balszárnyának útját Hagerstown, vagyis észak felé. Lee ezalatt D. H. Hill hadosztályára várt és az időt kihasználva megerődítette állásait. Szeptember 17-én hajnalban az I. hadosztály megtámadta a Jackson irányította konföderációs balszárnyat, és másfél óra alatt úgy meggyengítette, hogy már a déli hadseregtartalékot is fel kellett használni a stabilizálásához. Az elakadó támadást a XII. hadosztály ereje segítette tovább. Mansfield elesett a harcmezőn, Hooker pedig megsebesült és át kellett adnia hadteste irányítását. Pár órával később Sumner és a II. hadtest a konföderációs centrumot támadta meg. A rendkívül véres harcban mindkét fél nagy veszteségeket szenvedett. A támadás kis híján felmorzsolta a déliek állásainak közepét, de Sumner hadteste kivérzett és felőrlődött. Franklin tartalékban levő hadtestével csatlakozni akart a támadáshoz, de a rangban fölötte álló és katonáinak ezreit elveszítő, megrendült Sumner megtiltotta. A délutáni órákban Burnside IX. hadteste kísérelte meg a konföderációs jobbszárny szétzúzását. Az erejük végén járó konföderációs katonákat A. P. Hill Harper's Ferryből erőltetett menetben megérkező hadosztályának beavatkozása mentette meg az összeomlástól. A nap végére a Potomac hadsereg 12 400 katonáját vesztette el és 10 300 fővel apasztotta az Észak-Virginiai hadsereg létszámát.
Másnap fegyverszünet mellett összegyűjtötték a halottakat és sebesülteket, majd harmadnapon Lee átkelt a Potomac túloldalára és északra küldte Jeb Stuart lovasságát, hogy biztosítsa a williamsporti átkelőt Hagerstown felé az invázió folytatásához. McClellan azonban megint elreteszelte az útját az északi lovasság és a teljes VI. hadtest Williamsportba küldésével. Mikor ezt Stuart jelentette, Lee lefújta a hadművelet folytatását. Ezzel párhuzamosan, szeptember 19–20-án A. P. Hill és William N. Pendleton hadosztályai összecsaptak Porter V. hadtestének két hadosztályával a Sheperdstowni ütközetben. A Botteler-gázló birtoklásáért vívott ütközetben A. P. Hill sikeres ellentámadása rámutatott az átkelés kockázataira, így McClellan feladta az üldözés gondolatát.

#### Politikai és katonai manőverezés Antietam után

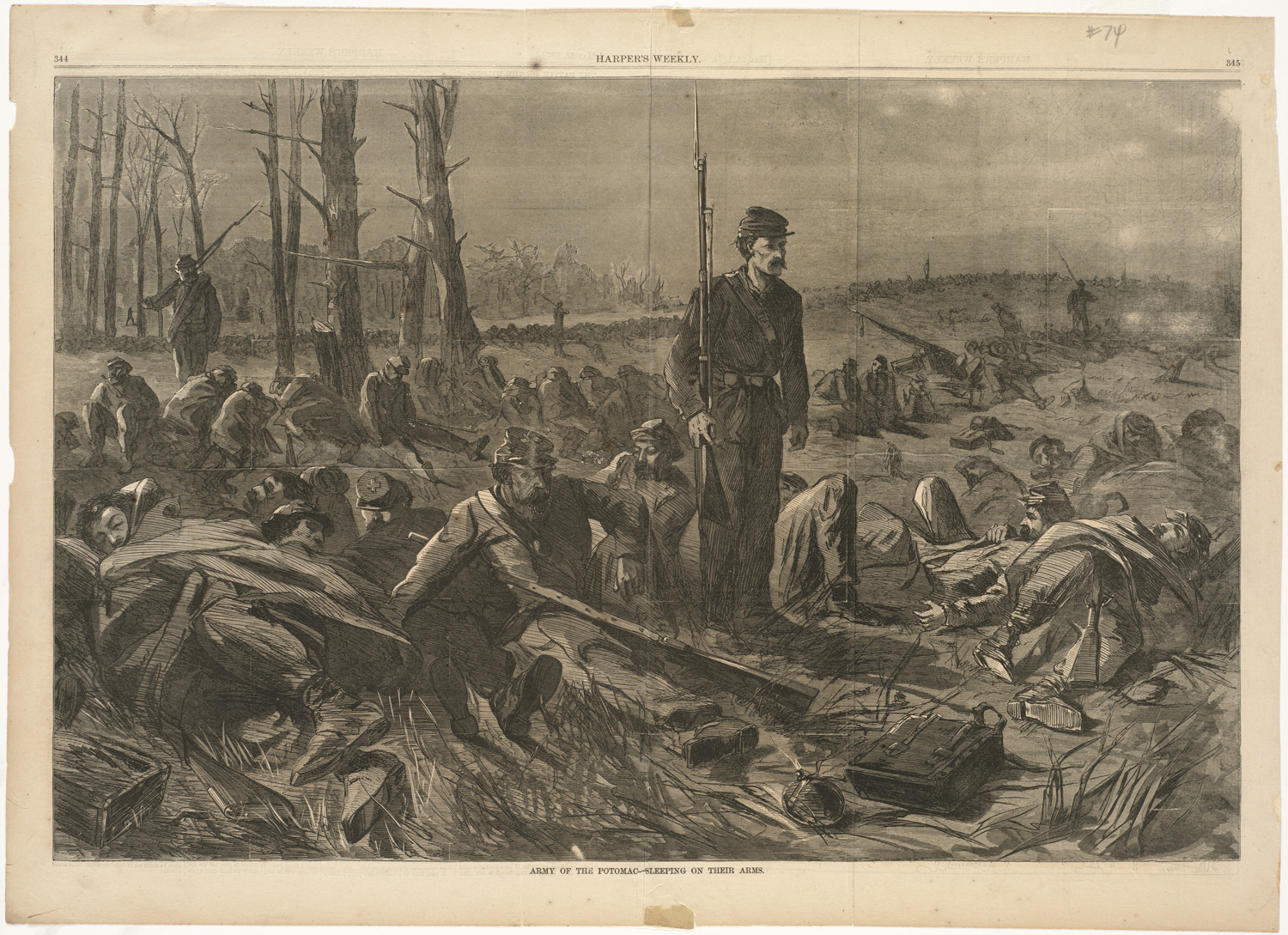
A Potomac hadsereg katonái fegyverük mellett pihennek – Winslow Homer rajza, megjelent a Harper's Weekly VIII. kötetében, 1864. május 28-án

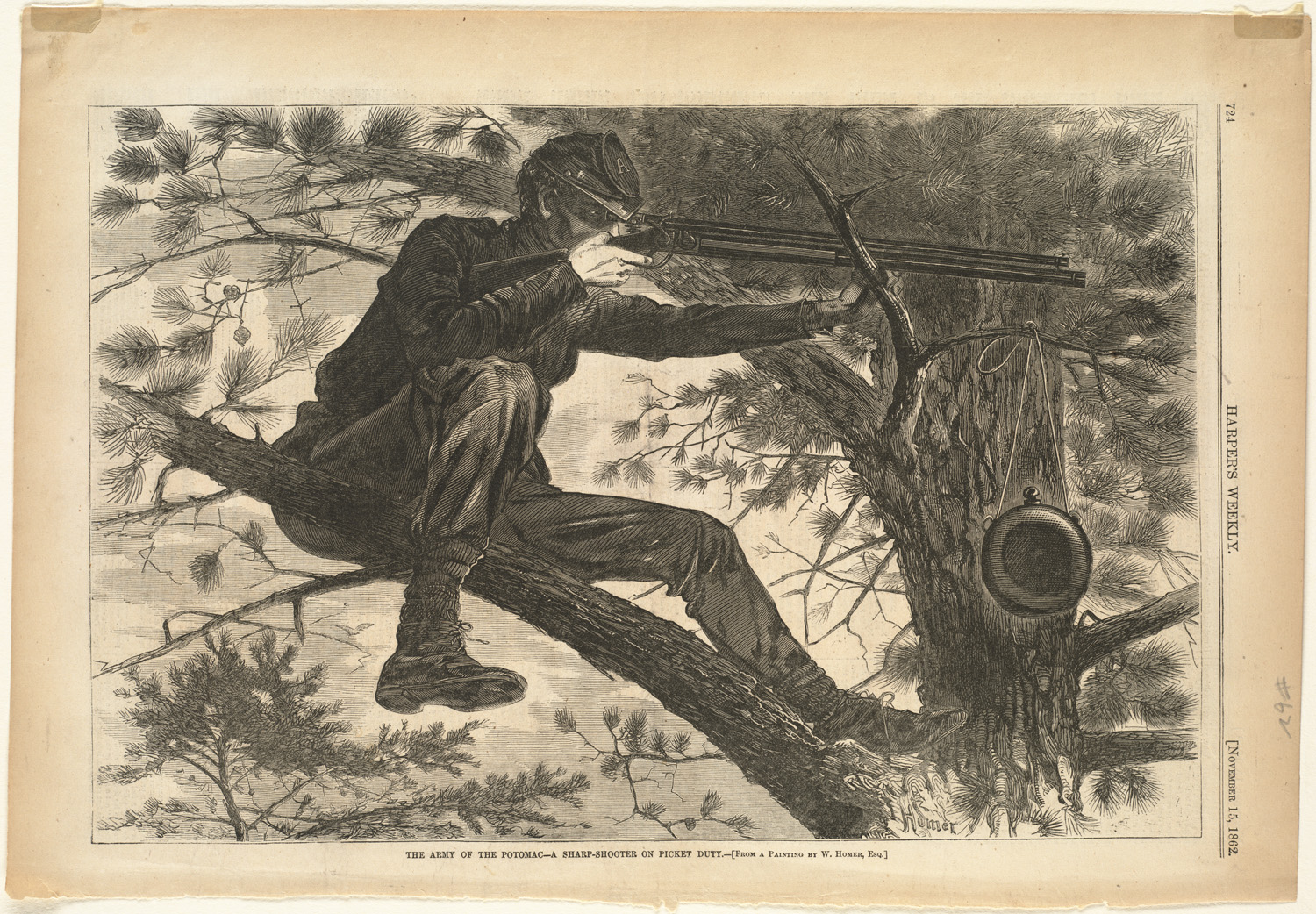
A Potomac hadsereg mesterlövész őrszeme – Winslow Homer festménye, megjelent Harper's Weekly VI. évfolyamában, 1862. november 15-én

1862. szeptember 22-én, ahogy világossá vált, hogy Lee támadását meghiúsították, Lincoln kihirdette az Emancipációs Nyilatkozatot, amelyben a lázadó államok rabszolgáinak elkobozását és felszabadítását helyezte kilátásba 1863. január 1-jétől. Ez a politika drasztikusan szembement mindazzal, amit a rabszolgaság fokozatos, megrázkódtatások nélküli felszámolásában hívő, konzervatív demokrata McClellan üdvösnek látott. Szeptember 25-én azt írta feleségének, hogy ezek után nem tartja valószínűnek, hogy a posztján maradhat. Dennis E. Fry szerint adott volt előtte a lehetőség, hogy megfordítsa a hadseregét, Washingtonba vonuljon és a kormányzatot mindenféle zsarnokság felé mutató hatáskörtúllépésekre hivatkozva elzavarja. McClellan nem fordult szembe a kormánnyal, hanem kihirdette a proklamációt és további harcra buzdította katonáit. Washingtoni barátai és politikai szövetségesei révén megpróbálta elérni, hogy a vele szemben ellenséges Stantont és a vezénylő tábornoki beosztást birtokló Hallecket elmozdítsák, de ez kudarcot vallott.
Szeptember 23-án értesítette Hallecket, hogy segítse Harper's Ferry visszafoglalásában a megrongált vasúti híd megjavításával és erősítések küldésével. Halleck válaszában arra célzott, hogy a kabinet erősítés küldésére való hajlandósága attól függ, hogy mennyire mozdul el dél felé, minthogy a fővárosban ekkor attól féltek, hogy délnyugatról éri őket támadás. McClellan elutasította azt a föltevést, hogy Lee a helyőrséggel és erődökkel bőven védett Washington ellen szándékozna támadni, amíg a Potomac hadsereg az oldalát fenyegeti. Ebben nem tévedett, mert Lee-nek esze ágában sem volt Washington ellen vonulni, ellenben a Marylandbe való visszatérés lehetősége rendkívül csábítóan hatott rá. Szeptember 28-án felderítői jelentés érkezett, hogy Lee végre visszavonul a Potomac felső folyásától és a Shenandoah-völgyön keresztül dél felé tart.
Október elején megsűrűsödtek a déli rajtaütések a Potomac felső folyásának környékén. Október 10-én Jeb Stuart 1800 fős lovassága a Chambersburg portya során messze behatolt az északi vonalak mögé és olyan pusztítást végzett az infrastruktúrában, hogy a Potomac hadsereg Nyugat-Marylandben az ellátatlanság miatt éhezni kezdett. Az Antietami csatába mezítláb vonuló hadosztályok továbbra sem jutottak lábbelihez. McClellan Alfred Pleasonton lovasságával üldöztette Stuartot, de az sikeresen megkerülte az uniós erőket és visszatért Virginiába. Az portyák elhárításában és az üldözésben kimerülő északi lovasság állatai között ezután száj- és körömfájásra emlékeztető járvány ütötte fel a fejét, mely ezrével ölte meg a jószágokat. A hadügytől érkező utánpótlás olyan állapotú lovakat hozott, amelyeket a katonai szolgálatra való alkalmatlanság miatt azonnal kimustráltak. Ennek kapcsán McClellan dühödten azt táviratozta Montgomery C. Meigs főszállásmesternek, hogy ha csak ilyet tudnak küldeni, akkor ne fáradjanak vele. A keresetlenségért a krízis elmúltával elnézést kért.

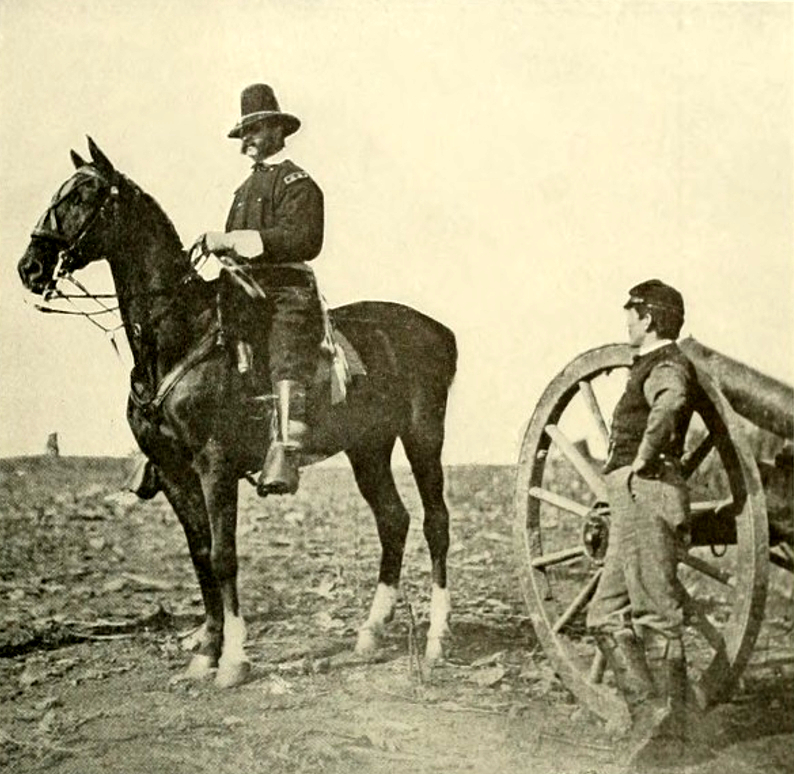
Ambrose Everett Burnside 1862-ben

A hadtáphelyzet csak október 22-re javult meg annyira, hogy az erőre kapó és felszerelt Potomac hadsereg dél felé indulhatott. Az októberi és novemberi kormányzói és képviselői választások miatt egyre idegesebb Lincoln egyre ingerültebb lett és a nehézségekkel mit sem törődve mind Hallecken keresztül továbbított parancsok révén, mind saját maga által küldött levelekben kifejezte, hogy előrehaladást akar látni. Harmincezer fős erősítést helyezett kilátásba, ha a Potomac hadsereg a Kék-hegységtől (Blue Ridge) keletre nyomul előre, de csak a felét, ha attól nyugatra támad. McClellan ezért az általa elégtelen kapacitásúnak érzett keleti utat választotta az Orange-Alexandria vasút vonalára támaszkodva. Terve szerint a déli irányú előrenyomulás után még azelőtt csapást akart mérni Longstreet hadtestére, hogy Jackson segítségére tudna sietni.
1862. november 4-én választásokat tartottak. Lincoln a választás előtt nem akarta mobilizálásba hajszolni az északi konzervatívok és mérsékeltek táborát, de az elvesztett választás után egy nappal már meg is szövegezte McClellan leváltását. A levelet november 7-én éjjel 11 órakor kézbesítették neki Burnside jelenlétében. Az átadással megbízott Catharinus Buckingham dandártábornoknak először ugyanis Burnside-ot kellett meggyőznie a Potomac hadsereg parancsnokságának elvállalásáról. Burnside ezt megtagadta, hivatkozva rá, hogy nem érzi magát alkalmasnak a feladatra. Buckingham csak azzal tudta rávenni, hogy elutasítás esetén a rangban alatta álló és McClellenéhez hasonlító politikai nézeteit nem osztó Hookernek kell adnia a kinevezést. McClellant többé-kevésbé számított a leváltásra és annyit mondott régi barátjának: Nos, Burnside, a parancsnokságot ezennel átadom. A hadsereg többsége megkönnyezve és a kormányzat iránt érzett dühvel búcsúztatta McClellant. Egy kisebbség örömmel fogadta a távozását.

### Burnside parancsnoksága

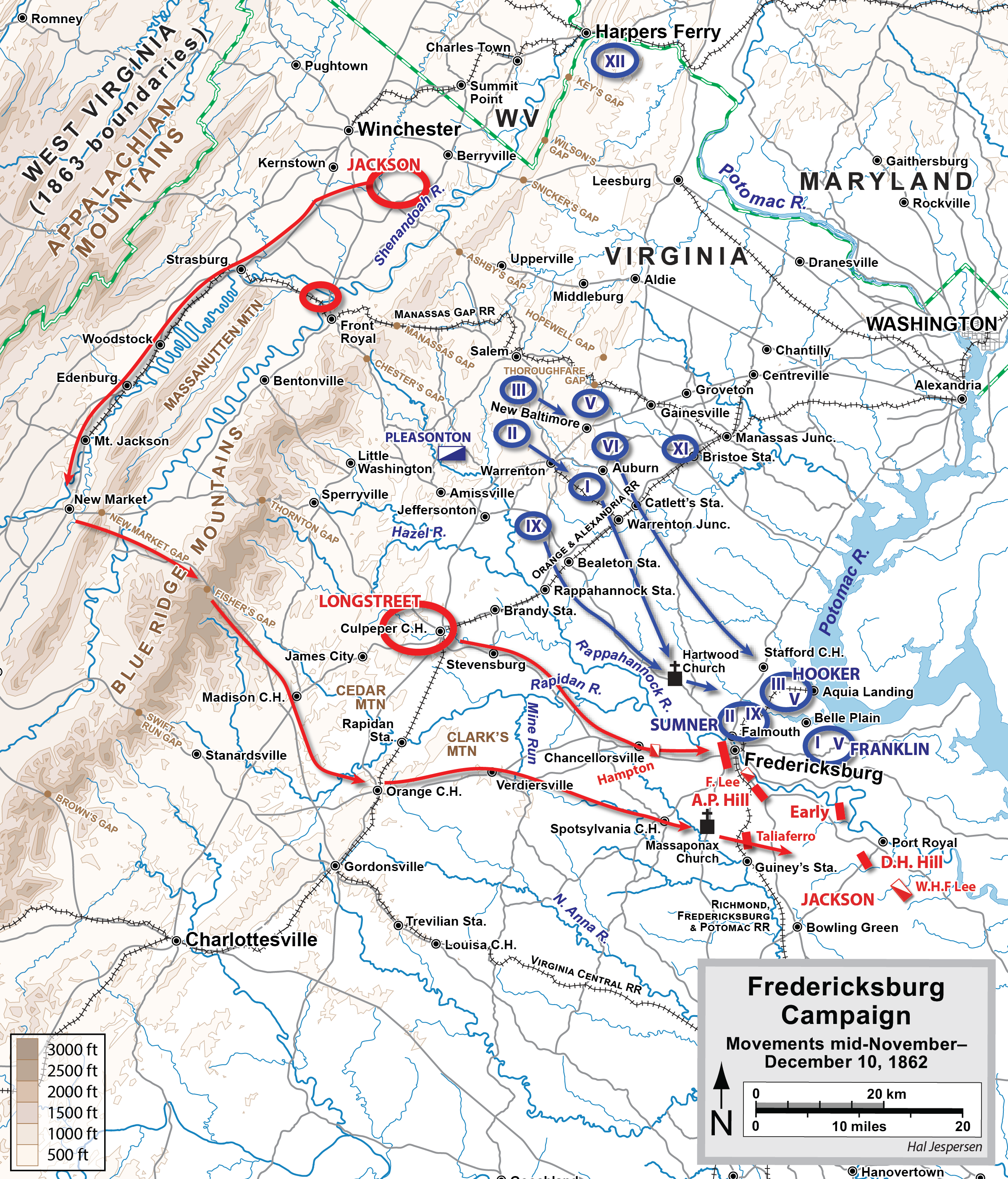
A Fredericksburgi hadjárat kezdeti csapatmozgásai

#### A Fredericksburg hadjárat
Ambrose E. Burnside vezérőrnagy a Potomac hadsereget három ún. nagy hadosztályra tagolta, melyek mindegyike két hadtestet foglalt magába és még két hadtest maradt tartaléknak. Burnside a rá nehezedő hatalmas nyomás alatt erőlködve iparkodott, hogy megtervezzen egy az elnöknek tetsző hadjáratot, megkapja hozzá az engedélyt és a hadseregben szükséges átszervezéseket végrehajtsa. Ezután nagy iramban Falmouthhoz vonult, hogy átkeljen a Rappahannock-folyón, de az igényelt pontonok nem érkeztek meg időre és így a műveletet nem lehetett végrehajtani, mielőtt Lee megérkezett volna.
Lincoln már november 24-én, mindössze 17 nappal a kinevezése után arra a megmagyarázatlan következtetésre jutott, hogy Burnside nem cselekszik elég gyorsan és kezdte elveszteni bizalmát benne. November 26-án meglátogatta aquia creek-i táborában, majd Washingtonba visszatérve támadási tervet küldött Hallecknek és Burnside-nak, amely szerint egy-két alárendeltjének a déliek hátországában kell az utánpótlás megszakítását elérnie, miközben az általános támadást Fredericksburgnél hajtják végre. Halleck és Burnside úgy gondolták, hogy a terv hátországi része idő hiányában nem kivitelezhető, de az mindenesetre világos volt belőle, hogy Lincoln támadást akar. George G. Meade később arra a következtetésre jutott, hogy a december 13-i Fredericksburgi csatát Burnside és stábjának tisztjei akarata ellenére, Washingtonból jövő parancsra vívták, Halleck és Lincoln nyomására.

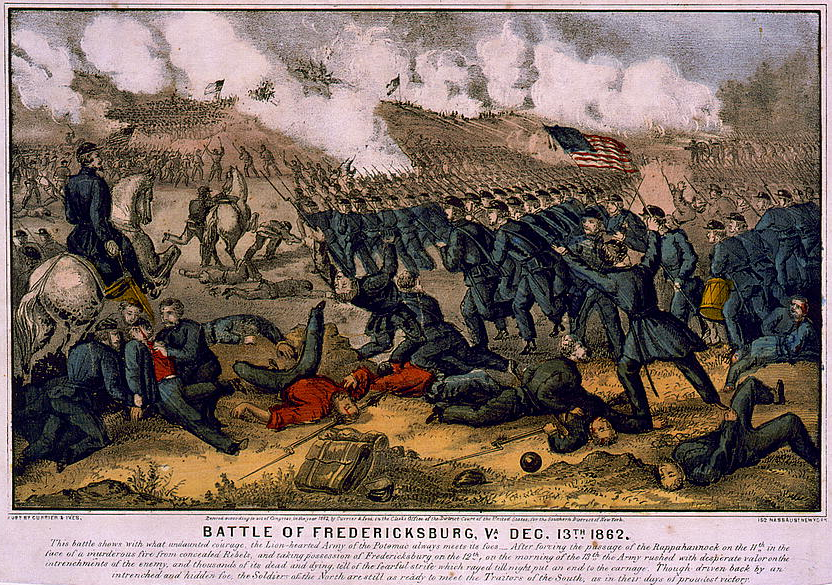
Az uniós egységek rohama a Marye's Heights ellen a Fredericksburgi csatában

A december 12-én a balszárnyi nagy hadosztály parancsnoka, Franklin javasolta, hogy az ő erői hajtsák végre a támadást, mellyel Burnside egyetértett. A megbeszélt haditerv helyett azonban másnap reggel Burnside írásbeli parancsot adott igen mérsékelt erőkkel való támadásra, mint aki arra számít, hogy a magaslatok csekély ellenállást leküzdve, vagy az ellenség visszavonulása miatt ellenállás nélkül elfoglalhatók, esetleg elterelő jellegű hadműveletet indít. Sumner és Hooker 12-én még úgy tudta, hogy Hooker nagy hadosztálya fogja támogatni Franklin támadását, Sumneré pedig elterelő műveletet végez. A 13-i parancs mintha az egészet megfordította volna. Az indoklás nélküli, szándékát homályban hagyó parancs kivitelezésének felügyeletére Burnside Franklin szállására küldte főszárnysegédjét, James A. Hardie dandártábornokot. Franklin úgy értelmezte parancsait, hogy csak mérsékelt erővel kell támadnia, és ereje zömét készültségben kell tartania, Hardie pedig abban az értelemben küldte táviratait a főhadiszállásra, hogy Franklin a kapott parancsnok szerint jár el. A csatában Hooker és Sumner dandárjai tüzérségi támogatás nélkül, egymás után rohamozták meg a Marye's Heights nevű magaslatokat, ahol a déli katonák kőfal mögül tüzelve terítették le a támadókat. A Potomac hadsereg 12 653 fő veszteséget szenvedett, amely több volt mint egy teljes hadtest létszáma.

#### A Sárdagasztás hadművelet és a tisztogatás
A hadsereg a vereséget követően lassan a lázadás küszöbére jutott. A tisztek egymás után mentek a fővárosba panaszkodni az eluralkodó fejetlenségere és engedetlenségre. Burnside megtervezett egy december 26-án induló hadműveletet, melyben a folyón felfelé végzett megtévesztő hadművelet leple alatt lejjebb, Southfolknál átkelt volna a Rappahannockon, de Lincoln parancsa megtiltott mindenféle műveletet. Burnside maga is Washingtonba ment megtudni, hogy ki informálta a Fehér Házat, hogy műveletet indít, mivel azt csak legbelsőbb bizalmasainak árulta el. A Lincolnnal folytatott megbeszélésen nem látszott felismerni, hogy tisztjei lényegében nem hajtják végre a parancsait, viszont frusztráltan a lemondással és a hadseregből való leszereléssel fenyegetett az amúgy sem kívánt beosztástól való szabadulás végett és Stanton és Halleck leváltását forszírozta. A táborba visszatérve 1863. január 20-án, az enyhe és esős időben az előző terv inverz változatát kezdte végrehajtani és megpróbált először a Chancellorsville-től északra levő kereszteződésnél, majd később a közelebbi Ford gázlónál átkelni. Az egyre jobban szakadó eső úgy lelassította a hídverési munkálatokat, hogy Lee hadserege a folyó másik oldalát le tudta zárni az átkelés előtt, így a Sárdagasztás névre keresztelt művelet kudarcba fulladt.
Burnside nagy tisztogatásra határozta el magát. 1863. január 23-án a 8-as számú parancsában (számos más vezető beosztású tábornok mellett) leváltotta Hookert és kivetette a Potomac hadseregből is. „Joseph Hooker tábornok bűnös a feljebbvalói intézkedéseinek szükségtelen és igazságtalan bírálatában [...] a hangulat általános mérgezésével bizalmatlanságot keltett tiszttársai gondolkodásában, ezért az Egyesült Államok szolgálatából elbocsáttatik, mint parancsnoki beosztásra alkalmatlan személy.” Egyik beosztottja tanácsára Burnside a tervezetet kibocsátás előtt Lincoln elé tárta. Válaszként azonban Burnside maga került támadások kereszttüzébe, lévén közel sem Hooker volt az egyetlen alkalmatlanságára panaszkodó. Burnside ultimátumban követelte vagy a leváltások megerősítést, vagy saját leváltását, amelynek nyomán Lincoln valakit el kellett távolítson. Ez a valaki Burnside lett, tovább rombolva a Potomac hadsereg mindenkori parancsnokának tekintélyét.

### Harcos Joe Hooker parancsnoksága és a Chancellorsville-i hadjárat

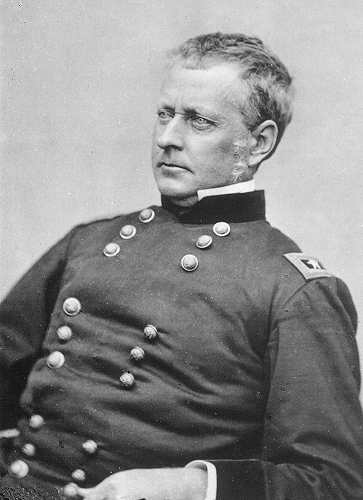
Joseph Hooker

1863. január 26-án, Hooker kinevezésekor Lincoln a következő levelet küldte neki. „Önt helyeztem a Potomac hadsereg élére, amit természetesen elegendő indokkal alátámasztottnak tűnően tettem. Ezzel együtt azt gondolom, legjobb, ha tudja, hogy van néhány olyan dolog, melyek miatt nem vagyok teljesen elégedett Önnel. Önt bátor és képzett katonának tartom […] Ön ambiciózus, amit észszerű keretek között több hasznot hoz, mint kárt okoz. De azt hiszem, hogy Burnside tábornok vezetése alatt Ön szabadjára engedte ambícióit és annyira akadályozta, amennyire csak képes volt, s ezzel nagy kárt okozott az országnak és becsületes, s erényekben gazdag tiszttársának. Szavahihető forrásból származó információm szerint Ön nemrégiben azt mondta, hogy a hadseregnek és a kormánynak egyaránt diktátorra van szüksége. Természetesen nem emiatt, hanem ennek ellenére kapta a parancsnokságot. Csak azon tábornokok lehetnek diktátorok, akik sikeresnek bizonyulnak. Én most Öntől katonai sikereket kérek, a diktatúrát pedig megreszkírozom. A kormányzat teljes erejéből fogja Önt támogatni, amely sem kevesebb, sem több annál, amit minden parancsnokunk megkap. Én azonban felettébb félek, hogy az Ön által a hadseregbe oltott szellem, a parancsnok bírálata és a bizalom tőle való megvonása visszaüt Önre. Amennyire tőlem telik, segíteni fogok ennek elfojtásában. Sem Ön, sem ha még élne, Napóleon nem tudna a hadsereggel semmire menni, míg ez a szellem tovább él benne.” Ethan Rafuse szerint ezért a szellemért igen nagyrészt maga Lincoln, illetve a kormányzat volt felelős.
Hooker és Halleck viszonya rendkívül rossz volt. Hooker Kaliforniában pénzt vett kölcsön a sikeres üzletember Hallecktől, és eltékozlása után nem tudta adósságát megfizetni. Ezért kinevezésekor azt kérte Lincolntól, hogy közvetlenül neki jelenthessen, ne a vezénylő tábornoknak. Lincoln ezt engedélyezte, s ezzel a Potomac hadsereget effektíve kivonta a vezénylő tábornok hatásköréből.

#### A körülmények javítása

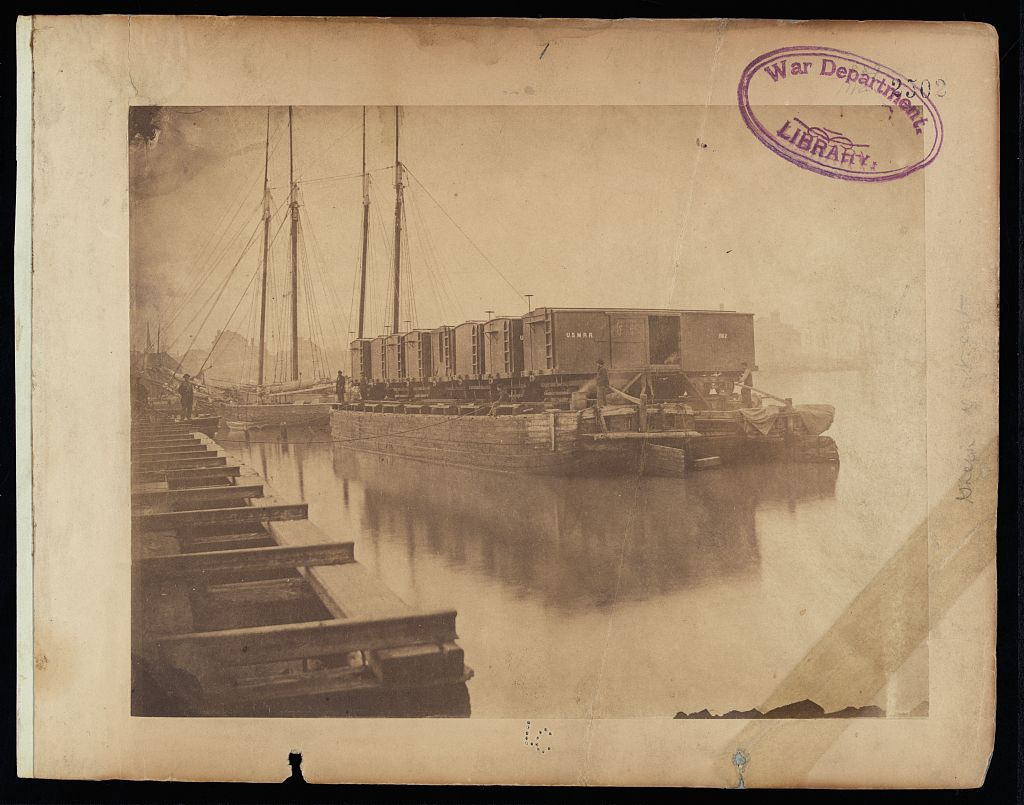
A Potomac hadsereg ellátását végző bárkák, vagy kompok egyike. A rá rakodott vasúti vagonokat Alexandriából Aquia Creekig hajózták, majd a hadsereg táborához legközelebbi állomásig ismét síneken közlekedtek

Hooker nagy szervezőmunkával rendbe tette a Potomac hadsereg zilált ügyeit. Burnside nem tudta rendszeresen adminisztrálni a katonák fizetését, ezért azok fizetetlenül maradtak. Az Orange&Alexandria vasútvonal mint azt McClellan és Burnside kiszámolta, képtelen volt ellátni a Potomac hadsereget. Az élelmiszerellátás elégtelen mennyiségben érkezett és annyira csak kétszersültre korlátozódott, hogy a katonák skorbuttól szenvedtek. Hooker változtatott ezen, Aquia Landingig hajókon vitette az hadtápszállítmányokat és csak onnan vasúton Falmouthig. A magasba szökött dezertálás megállt, mihelyt a katonák újra kielégítő élelmet, fizetést kaptak és bizalmuk a vezetésben helyreállt. Hooker nagyot lendített a Potomac hadsereg hírszerzésén. Korábban a Pinkerton detektívügynökség civil ügynökei végezték a hírszerzést és olyan ellenséges létszámjelentéseket produkáltak, melyek sorozatosan félrevezették az uniós hadseregek parancsnokait. Hooker létrehozta a Bureau of Military Information (A katonai hírszerzés irodája) nevű szervezetet, amelyet George H. Sharpe ezredes vezetett és megbízhatóbb információkkal szolgált, mint elődje. Speciálisan a dezertálás ellen vezette be Hooker a hadtestjelvényeket. A katonák a hadtestüknek megfelelő jelvényeket kezdtek viselni, hadosztályuknak megfelelő színben, mellyel nagy büszkeséggel azonosultak. Washington egyik negyedében rendezték be a Hooker hadosztálya nevet nyerő vigalmi övezetet a katonákat kiszolgáló kocsmákkal és orvosilag bevizsgált örömlányokkal teli bordélyokkal. A Fredericksburgi csata utáni depresszió elmúlt.

#### A hadsereg McClellan-mentesítése

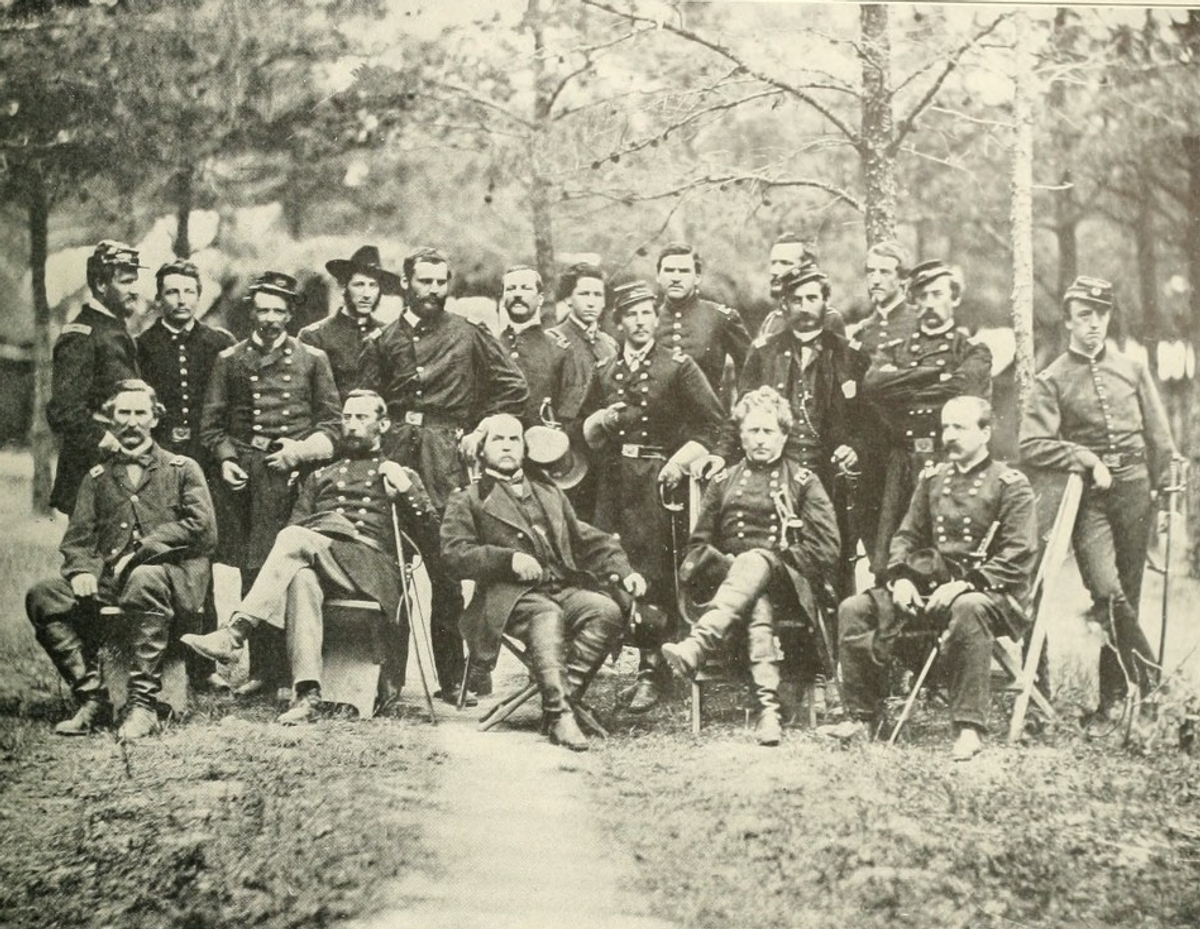
Joseph Hooker és stábja, 1863. Hooker a jobbról második ülve, mellette a szélen, törzsfőnöke, Daniel Butterfield

Kevésbé sikeres újításnak bizonyult, hogy Hooker megszüntette a nagy hadosztályok rendszerét és Virginiában maradó hét hadteste közvetlenül a főhadiszállásnak jelentett. A nagy hadosztályok felbomlasztásával túlbonyolította a hadsereg vezetését, mert háromnál több közvetlen alárendeltet koordinálni a tapasztalat szerint nehéz. Franklin, a Burnside elleni lázadás másik fő alakja nem volt hajlandó Hooker parancsnoksága alatt szolgálni és távozott a Potomac hadseregtől. A kimerült, rangidőssége ellenére mellőzött és az áskálódások miatt csalódott Sumner szintén önként távozott. Hooker a lovasságot egységes hadtestbe szervezte, mert a hadtestszervezetben működő déli lovasság rendszeresen legyőzte az északit. A lovassági hadtest élére azonban George Stoneman frissen kinevezett vezérőrnagyot helyezte, aki nem bizonyult sikeres választásnak.  Stoneman a Hookernek kedves III. hadtestet mindössze egy hónapja vezette. Még a Virginiai-félszigeten összeveszett McClellannel, így segítségnek számított a Potomac hadsereg McClellan-mentesítésében, de a Hooker által a lovasságnak szánt szereppel nem értett egyet.
Hooker nem örvendett nagy népszerűségnek kinevezésekor. Az I. hadtest élén John F. Reynolds vezérőrnagy állt, akit McClellan emberének tekintettek. A II. hadtestet Darius N. Couch vezette, aki egy évfolyamba járt McClellannal és szintén az ő támaszának számított. A III. hadtest parancsnokságát Stonemantől Daniel E. Sickles vezérőrnagy vette át, az egyetlen, akiben Hooker maradéktalanul megbízhatott. Az V. hadtest George G. Meade alá tartozott, aki szintén teljesen egyetértett McClellannel abban, hogy a Potomac hadsereg ellátását nem vasúton kell megvalósítani, hanem vízi úton. A VI. hadtest élére John Sedgwick vezérőrnagy került, aki úgyszintén McClellan szimpatizánsa volt. Az addigi parancsnok William F. "Kopasz" Smith vezérőrnagy, Franklin intrikatársa a IX. hadtest vezetését vette át. Emiatt Hooker a Virginia-félszigetre vezényelte, jó távolra a Potomac hadseregtől. A XI. hadtest parancsnoka Franz Sigel az egész Potomac hadsereg rangidős tábornoka volt, de szerény képességei miatt csak a legkisebb és leggyengébben teljesítő hadtest vezetését láthatta el. Ez elleni tiltakozásul lemondott. Az új parancsnok, Oliver O. Howard vezérőrnagy igen vallásos volt, aki nem szenvedhette Hooker ivászatait és élvhajhászatát, s saját német katonáival is meggyűlt a baja az alkoholizálás korlátozása kapcsán. A XII. hadtestet Henry W. Slocum vezérőrnagy kapta meg, akinek egész addigi pályafutása McClellanhez kötődött. Slocum minden más vezetőjénél kompetensebbnek látta és noha az Unió helyreállításának programja miatt republikánusnak vallotta magát, de a politikusok okvetetlenkedése ugyanúgy frusztrálta, mint McClellant. Az idő előrehaladtával Slocum egyre vehemensebben kezdte gyűlölni Hookert.

#### Chancellorsville

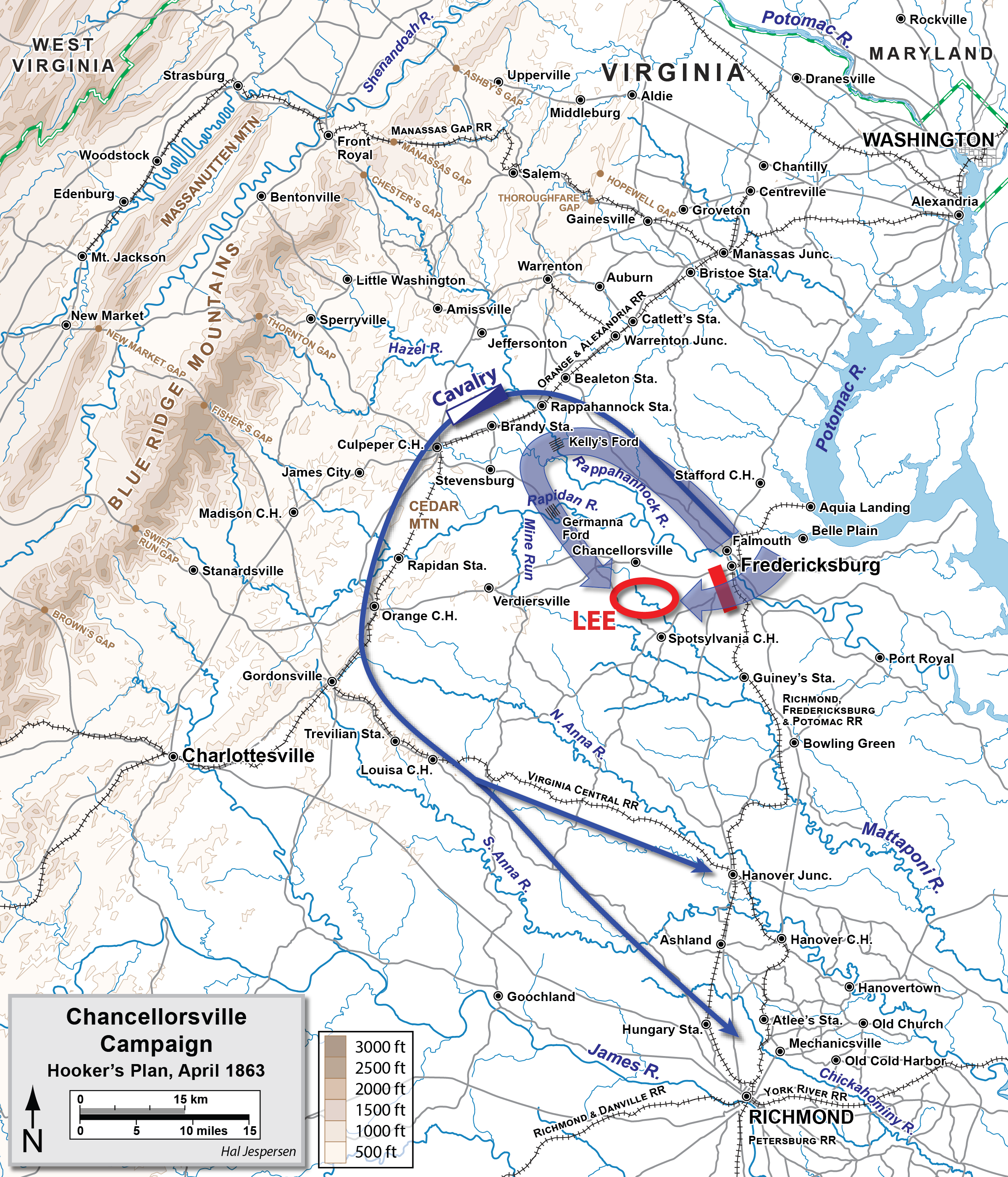
Hooker terve a Chancellorsville-i hadjárat kivitelezésére

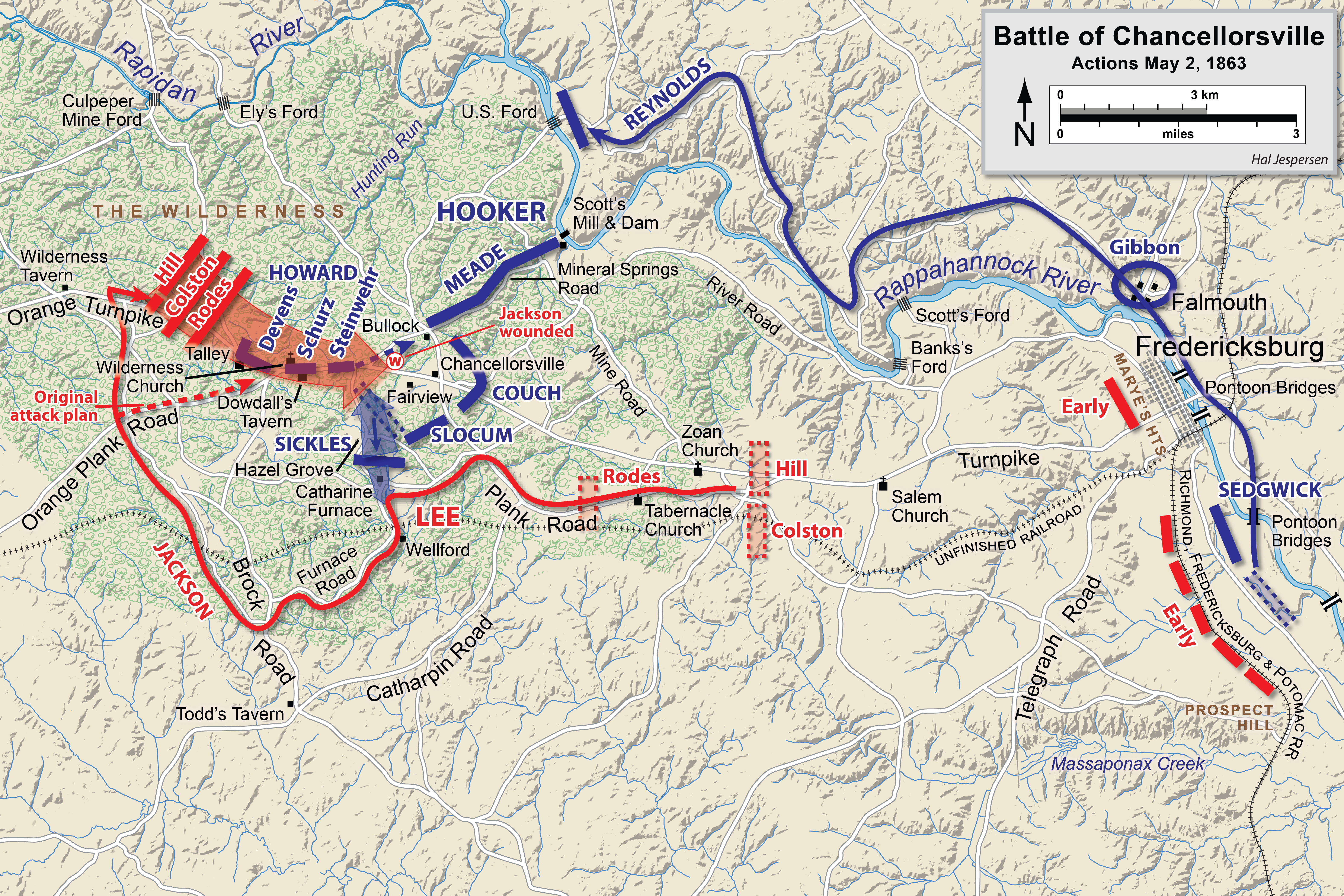
A Chancellorsville-i csata műveletei 1863. május másodikán

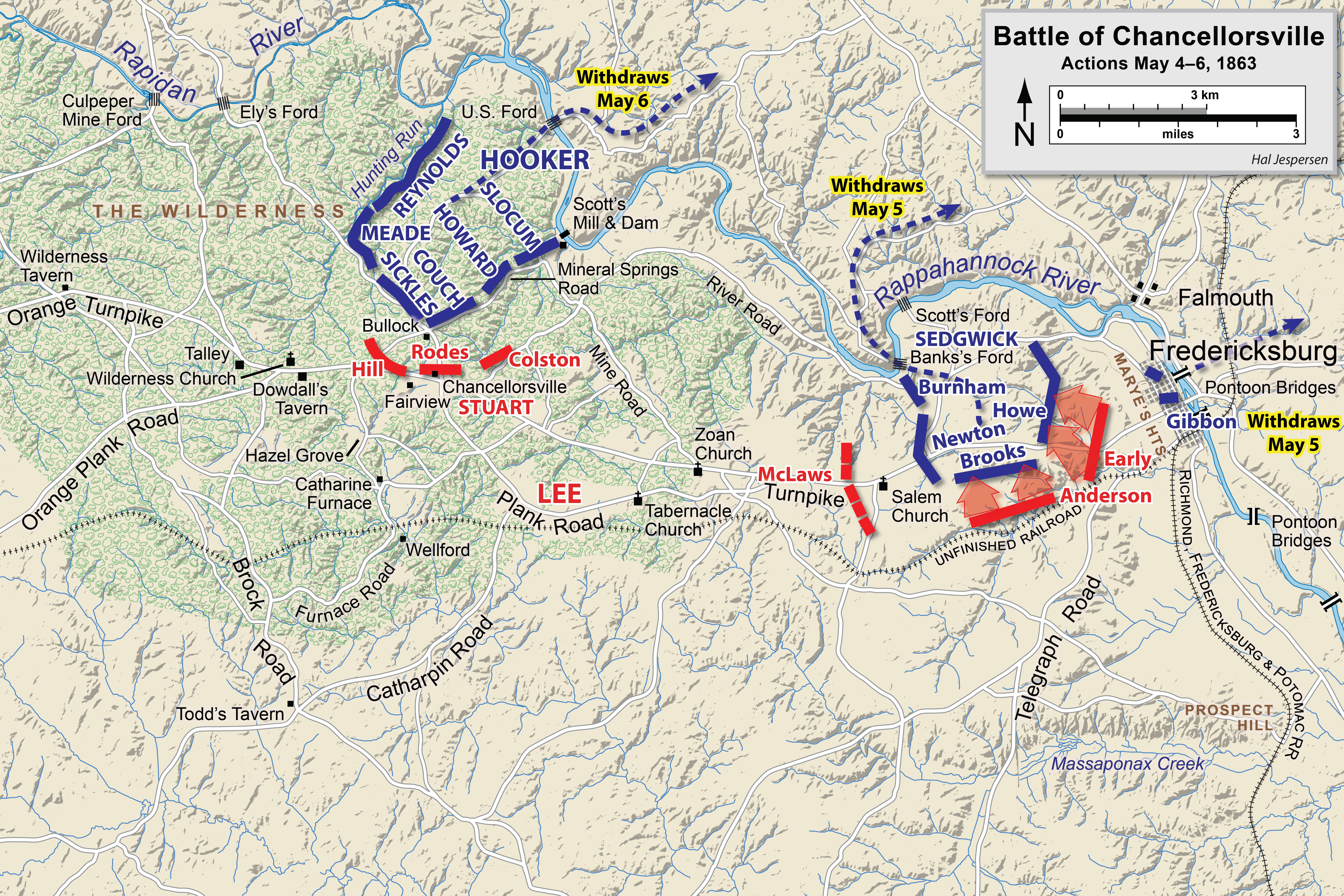
A Chancellorsville-i csata műveletei 1863. május negyedikétől hatodikáig

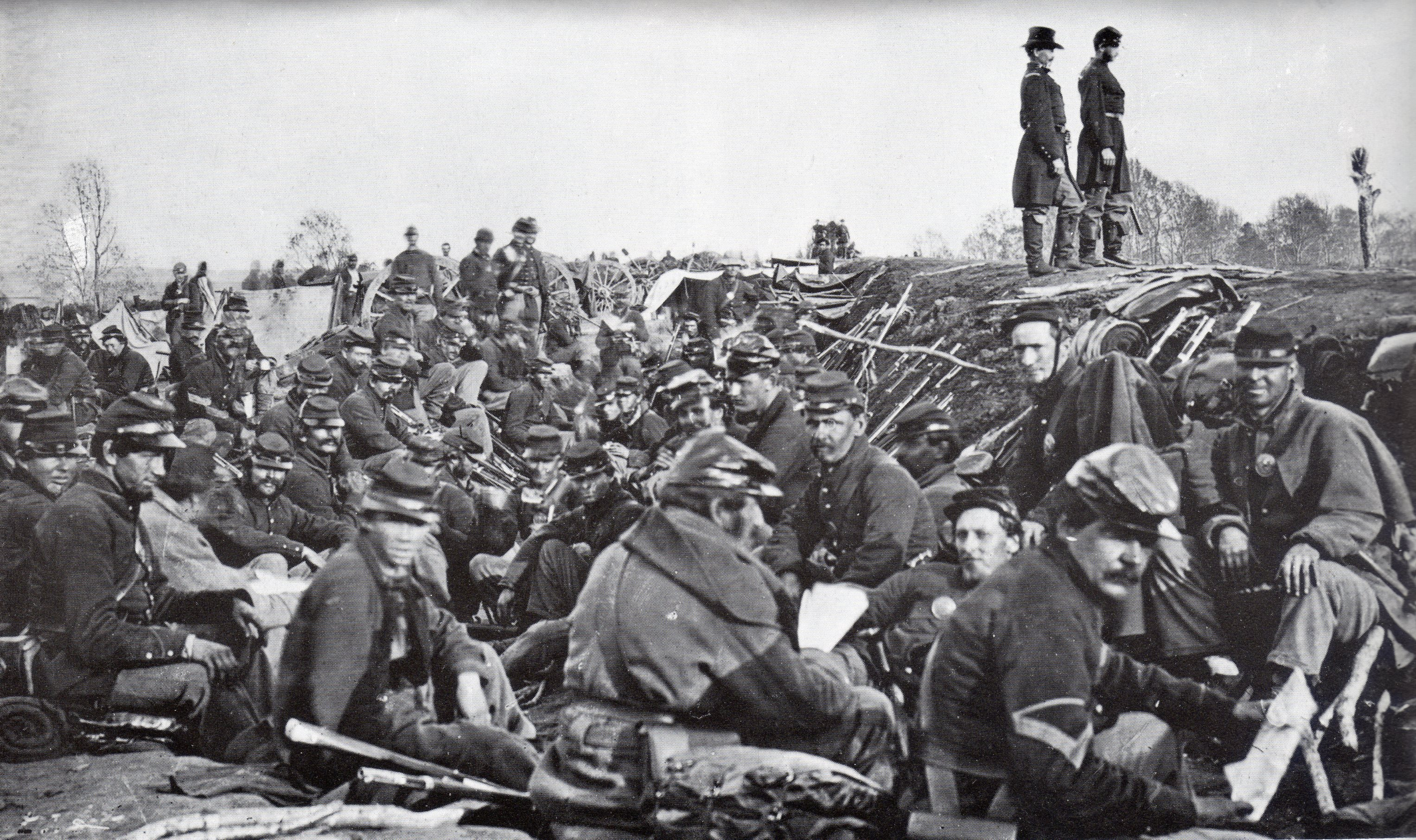
Pihenő uniós katonák 1863. május 3-án, a Chancellorsville-i csata közben. Az ábrázol árok a Fredericksburg alatt az átkelésre és támadásra váró VI. hadosztály állása

Hookernek záros határidőn belül támadnia kellett mert kb. 40 000 fő tapasztalt katonájának leszerelési ideje közelgett és az politikai vezetés is ezt kívánta. Megszívlelve Lincoln korábbi ajánlását, Hooker úgy döntött, hogy az északi lovasságot mélyen a déli vonalak mögé küldi, hogy az Észak-Virginiai hadsereg amúgy is szörnyűséges utánpótlási körülményeit kibírhatatlanná tegyék és ezzel visszavonulásra, vagy reménytelen ütközet vívására kényszerítsék Lee-t. Stoneman lovashadtestének óriási ívben nyugat felé kerülve kellett Hanover Junction vasúti csomópontját és a North Anna-folyó hídjait használhatatlanná tennie, mialatt Hooker két hadtestet Fredericksburgnél hagy és másik öttel szintén nyugat felé kerülve észrevétlenül átkel a Rappahannockon és Lee-t nyugatról támadja meg. Stoneman indulását azonban két hétig késleltették az esőben felázott utak és a megáradt Rappahannock, melyen csak április 28-án tudott átkelni.
Hooker türelmetlenségében nem vette figyelembe a késést és 1863. április 27-én az öt hadtestével észrevétlenül elindult nyugatra. Az átkelés zökkenőmentesen ment, mert Lee-nek két és fél napos késéssel jutott a tudomására, hogy az uniós hadsereg zöme már nem Fredericksburg alatt áll. Lee legnyugatabbra álló egységét, Richard H. Anderson vezérőrnagy hadosztályát küldte a feltartóztatásukra, mely április 30-án Chancellorsville falucskája mellett csapott össze az uniós előőrssel. A konföderációsok meglepetésére a Potomac hadsereg a harc első jelére azonnal visszahúzódott. Hooker emlékezetében élénken élt a Fredericksburgi csata, amelyben a beásott déli vonalak ellen indított uniós ezredeket halomra lőtték, s a védekezés előnyét ezúttal az uniós oldal számára akarta biztosítani.
Lee felismerte, hogy az uniós hadsereg passzívan sáncok mögé húzódik, így a kevesebb mint feleannyi konföderációst úgy pozicionálja, ahogy neki tetszik. A rendelkezésére álló erő legnagyobb részét Stonewall Jackson vezetésével május 1-jén elindította az északiak hátába kerülni és mindössze egy megerősített hadosztályt tartott maga mellett. Stoneman hadteste ekkor még több mint 60 km-re volt céljától, a déli hadtáp pedig küszködve, de ellátta az Észak-Virginiai hadsereget. Stoneman lelkesedés nélkül végzett művelete végül egyetlen kijelölt célját sem érte el, attól eltekintve, hogy Hugh Judson Kilpatrick portyája eljutott Richmond szomszédságába, pánikot okozva ezzel a fővárosban. Stoneman három nappal az északi visszavonulás után felhagyott terméketlen portyázással. Hooker Fredericksburgbe küldött távirataira, melyekben arról érdeklődött, hogy érkeznek-e még a vonatok a déli oldalon sosem érkezett negatív válasz. Május 2-án délután Jackson 28 000 katonája váratlanul megrohanta és megszalasztotta Howard XI. hadtestét, amely Hooker utasítása ellenére sem ásta be magát. Jacksont saját katonái lőtték le, mikor a támadás folytatásának esélyét kikémlelni a vonalak elé ment.
Május 3-án Jeb Stuart vette át helyette a hadtest irányítását és reggel fél hatra már meg is szervezte a következő támadást. Súlyosbította a Potomac hadsereg helyzetét, hogy éjjel Hooker kivonta Sickles III. hadtestét a Hazel Grove magaslatról, melyre hamarosan konföderációs tüzérség települt és támogatta Stuart támadását. Edward Porter Alexander dandártábornok déli tüzérsége legyűrte a Fairview dombról operáló uniós ágyúkat és tűz alá véve a főhadiszállást, Hookert is megsebesítette, aki elveszítette az eszméletét. Magához térve sem adta át a parancsnokságot, hanem ragaszkodott hozzá, hogy tovább irányítsa a csatát, de agyrázkódása kihatott további döntéseire. Meade az V. hadtest számára támadási parancsot kért, hogy Stuart rohamát oldalról kontrázhassa meg, de Hooker megtagadta az engedélyt. A főhadiszállásán tartózkodó Couch-ot instruálva visszavonulást rendelte le számukra.
Fredericksburgnél Sedgewick VI. hadteste még május 2-a éjjelén támadási parancsot kapott. Május 3-án délig az uniós katonák ismét megrohamozták a Marye's Heights magaslatait és nyomasztó túlerejüknek köszönhetően a harmadik rohammal, még dél előtt sikerült elfoglalniuk. Jubal A. Early magányos hadosztálya harcolva visszavonult, mikor Chancellorsville alól újabb hadosztálynyi erősítés érkezett. Sedgwick nem kapott támogatást Hooker passzívan várakozó hadtesteitől és délutáni támadását már keményen visszaverték. Május 4-én Lee további erősítést hozott és késő délután ellentámadást indított, de a Lafayette McLaws hadosztályának tétlenkedése miatt áttörést nem tudtak elérni. Sedgwick május 5-re virradó éjjel Hooker parancsának engedelmeskedve visszavonult a Rappahannock északi partjára. Hooker meggondolva magát ezt le akarta állítani, de elkésett vele, s mikor erről értesült, összehívta hadtestparancsnokait, hogy a visszavonulás felelősségét megossza velük. Meade azonban haditanáccsá nyilváníttatta vele a gyűlést, amelyen szavazhatnak. A tábornokok többsége, s legenergikusabban Meade a harc folytatása mellett szavazott, Hooker pedig ennek ellenére elrendelte az általános visszavonulást. Május 6-ra virradó éjjel a Potomac hadsereg fő ereje visszavonult a Rappahannock túlpartjára.

#### Bűnbak- és utódkeresés

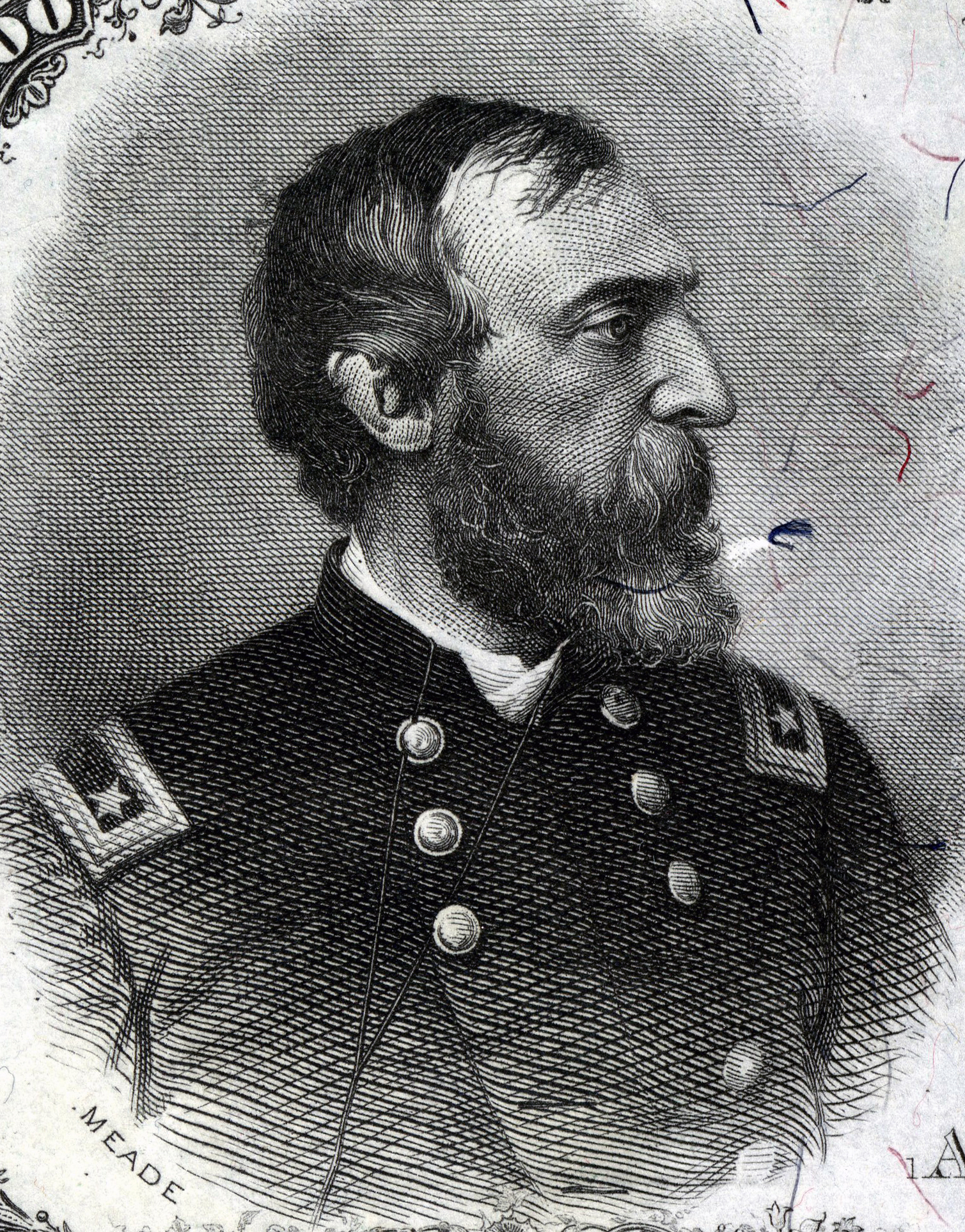
George G. Meade, ahogy beosztottjai sosem látták. Meade rövidlátó volt, így állandóan pápaszemet viselt munka közben, de nem engedte magát szemüvegben fényképezni

A hadjárat páratlan kudarcának ódiumát valakinek viselni kellett. Lincoln Halleck kíséretében május 7-én újra Aquia Harborbe, a Potomac hadsereg táborába látogatott, hogy kezelje a bajt. Hooker Sedgwicket, Howardot és Stonemant tette felelőssé a vereségért, a hadsereg maradék része, közte szinte minden hadtestparancsnoka viszont őt magát és bizalmát egészében megvonta tőle, mintegy beteljesítve Lincoln előrejelzését. Hallecktől Sedgwick, Couch és különösen az elégedetlenség hangadója, a fiatal és szókimondó Slocum azt kérte, hogy váltsák le Hookert. Meade már május 10-én azt írta feleségének, hogy Couch, Sedgwick és Slocum hajlandó lett volna a nála alacsonyabb rangú Meade parancsnoksága alatt szolgálni. Lincoln azonban csak annyit tett, hogy a Potomac hadsereg különleges státuszát megszüntetve Halleck felügyelete alá helyezte Hookert és megtiltotta, hogy engedély nélkül nagyobb támadó hadműveletet kezdeményezzen. Stoneman egészségügyi szabadságra ment és nem tért többé vissza a Potomac hadsereghez. Helyét Alfred Pleasonton vette át.
Lincoln a csata után kivett washingtoni eltávozásán Hookerre panaszkodó rangidős Couchnak felajánlotta a Potomac hadsereg vezetését, de ő egészségi, rátermettségi okokra hivatkozva elhárította és Meade-et javasolta maga helyett. A beszélgetés visszajutott Hooker fülébe és Couch ezzel már nem akart szembenézni, inkább lemondott. A III. hadtest vezetését Winfield Scott Hancock vette át. Hooker május 15-én és 19-én konfrontálódott a vetélytárs Meade-del és nyilvánosság előtti lejáratásával fenyegetett. Meade a hadtestparancsnokok véleményének írásbeli kikérésével válaszolt, hogy mi is történt a haditanácson. Május 19 és 23 között Slocum ment Washingtonba panaszkodni Hookerre. Május 31-én Reynolds eltávozásra ment Washingtonba és június 2-án audienciát kapott az elnöktől. Lincoln neki is felajánlotta a Potomac hadsereg parancsnokságát, de Reynolds gyaníthatóan ahhoz kötötte beleegyezését, hogy a politikusok és intrikájuk, nyomásgyakorlásuk legyen távol tartva a Potomac hadseregtől. Lincoln ebbe nem egyezett bele, így Reynolds elhárította az ajánlatot, és szintén Meade-et tekintve vezetőnek.

#### A Gettyburgi hadjárat és Pennsylvania védelme

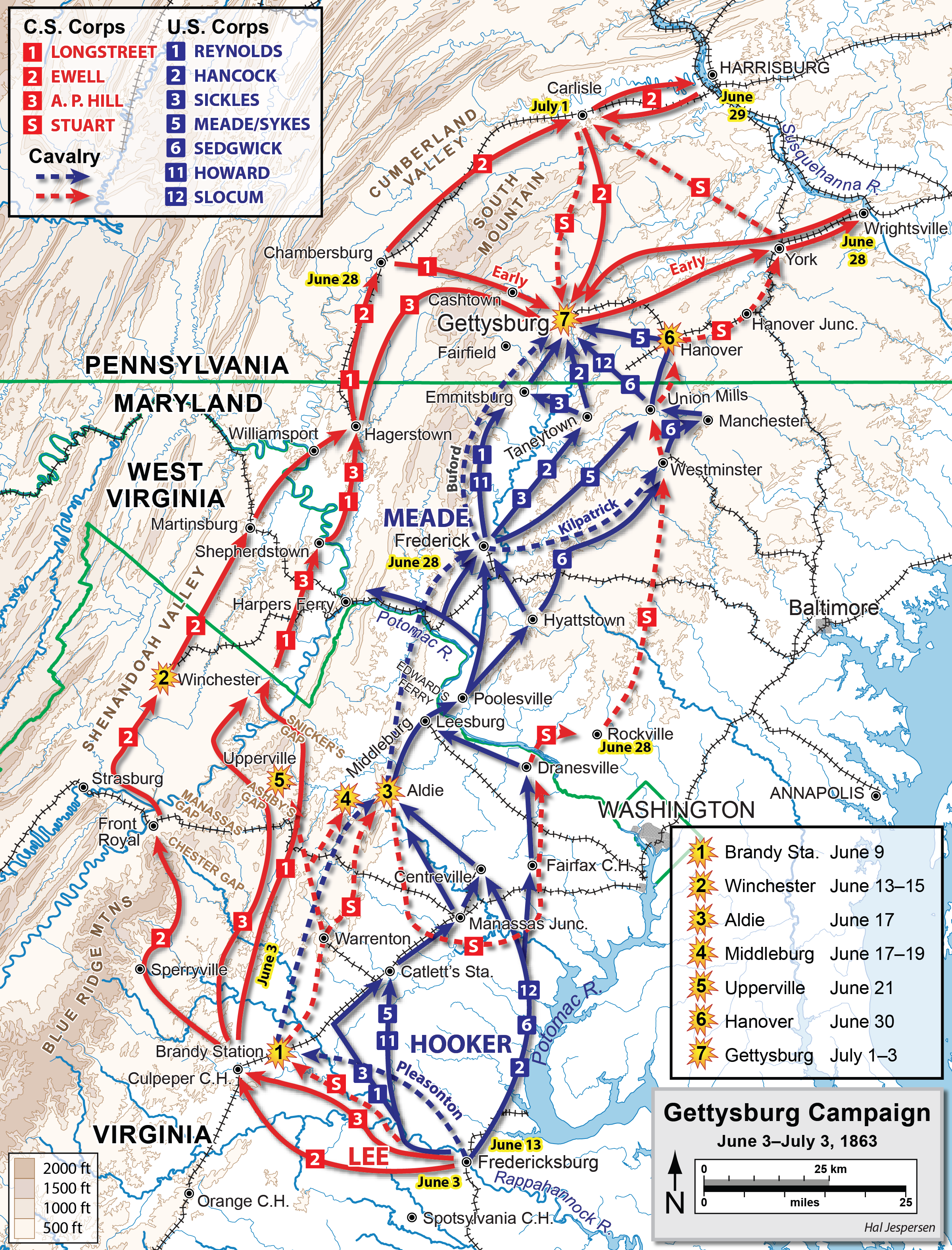
A Gettysburgi hadjárat műveletei a Gettyburgi csatáig

Eközben a Potomac hadsereg kétéves és 9 hónapra szerződött katonáinak május és augusztus között több hullámban lejárt a szolgálati ideje. A Fredericksburgi csata előtti kb. 125 000 fős maximumról a hadsereg létszáma 86 000-re csökkent. Ez és más természetű okok miatt Lee úgy döntött, hogy itt az idő a keleti hadszíntér harcait az Unió területére áthelyezni és megindította a Gettyburg hadjáratot. Június 3-án első hadosztályai elhagyták Fredericksburgöt. Június 9-én a háború legnagyobb lovassági ütközetében, Brandy Station mellett az uniós lovasság meglepetésből rárontva sem tudta legyőzni a konföderációs lovasságot. A gyenge és intrikus Pleasonton vezetése alatt azonban két tehetséges lovassági tiszt, Judson Kilpatrick és John Buford jó teljesítménye emelkedett ki a Potomac hadseregben. Világos lett továbbá, hogy a konföderációs hadsereg észak felé vonul. Hookernek vélhetően elege lett a Lee-vel való harcból és azt indítványozta, hogy mialatt a déli hadsereg az északi államokat támadja, foglalják el Richmondot. Lincoln válaszul megismételte, amit lényegében a háború kezdete óta hangoztatott, hogy a Potomac hadsereg célja az ellenséges hadsereg megsemmisítése, nem pedig Richmond elfoglalása.
Az Észak-Virginiai hadsereg a Shenandoah-völgyben észak felé nyomulva június 13 és 15 között legyőzte a Winchestert védő uniós helyőrséget a Második winchesteri ütközetben. Az uniós hadvezetési körökben eközben éles vita folyt róla, hogy a szétszórt helyőrségek felvegyék-e a küzdelmet a konföderációs hadsereggel és kinek az utasításait kövessék, a vezénylő tábornok és a hadügyminiszter washingtoni utasításait, vagy a Potomac hadsereg parancsnokának utasításait. Winchester eleste után Harper's Ferry William H. "Hunyori" French vezette 10 000 fős helyőrsége következett volna, de a déli hadsereg elkerülte Harper's Ferry-t. Hooker megcsappant erejét növelendő ragaszkodott hozzá, hogy a helyőrség az ő hatáskörébe kerüljön, Halleck pedig ezt felülbírálta. Hooker ultimátumot küldött Washingtonba, hogy amennyiben nem kapja meg a helyőrséget, akkor lemond. Június 27-én Halleck, Stanton és Lincoln 10 perc alatt eldöntötték, hogy pontosan ezt akarják. Az éjszaka közepén James A. Hardie alezredes által átadott üzenettel lemondását elfogadták és utódjául George G. Meade-et nevezték ki. Lincoln Hardie tájékoztatása alapján nem fogadott el visszautasítást, csak lemondást. Hooker meglepve, de jelenet rendezése nélkül fogadta, mikor Meade Hardie-val a szállására ment.

### Meade és a Gettyburgi csata

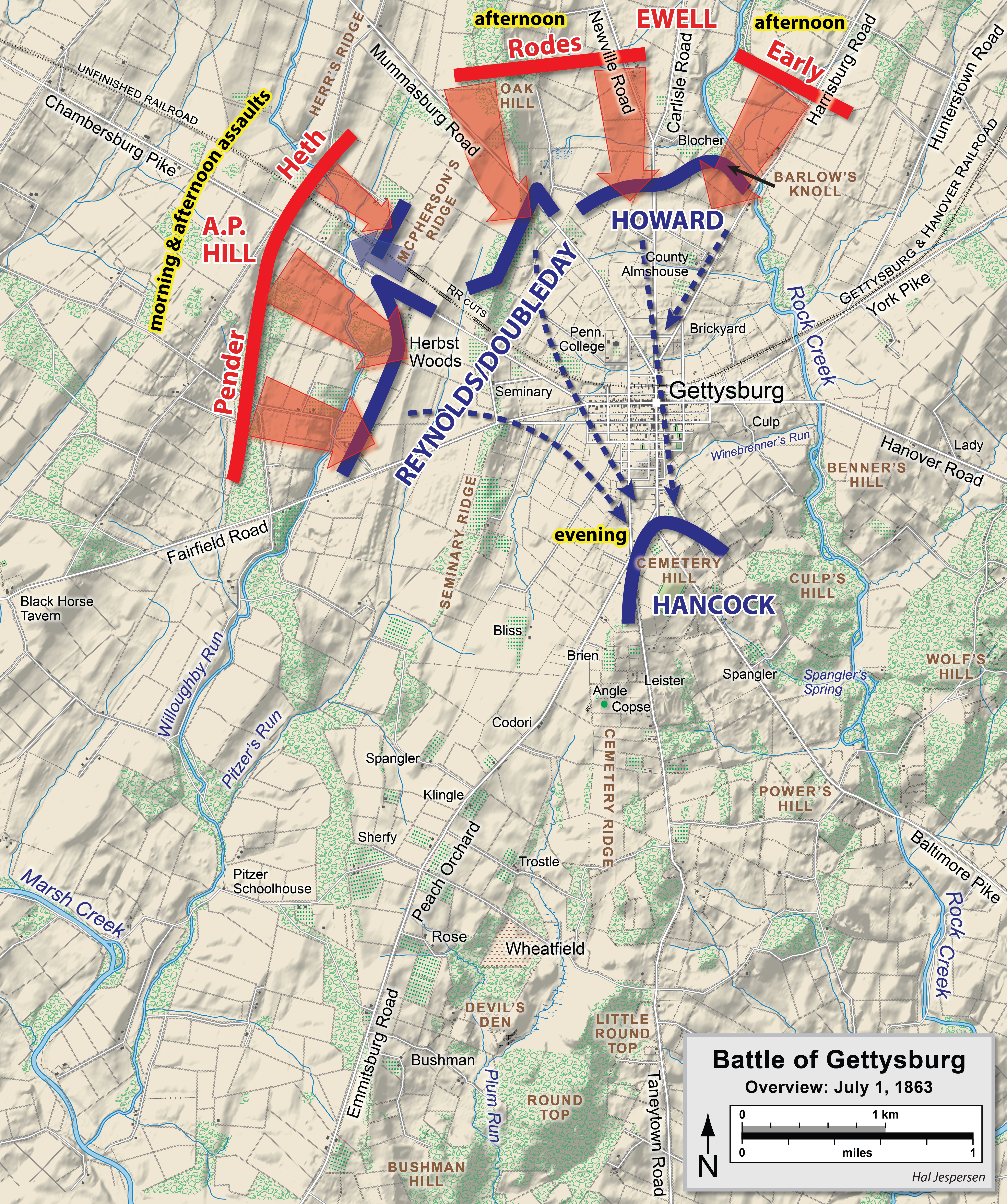
A Gettysburgi csata első napja

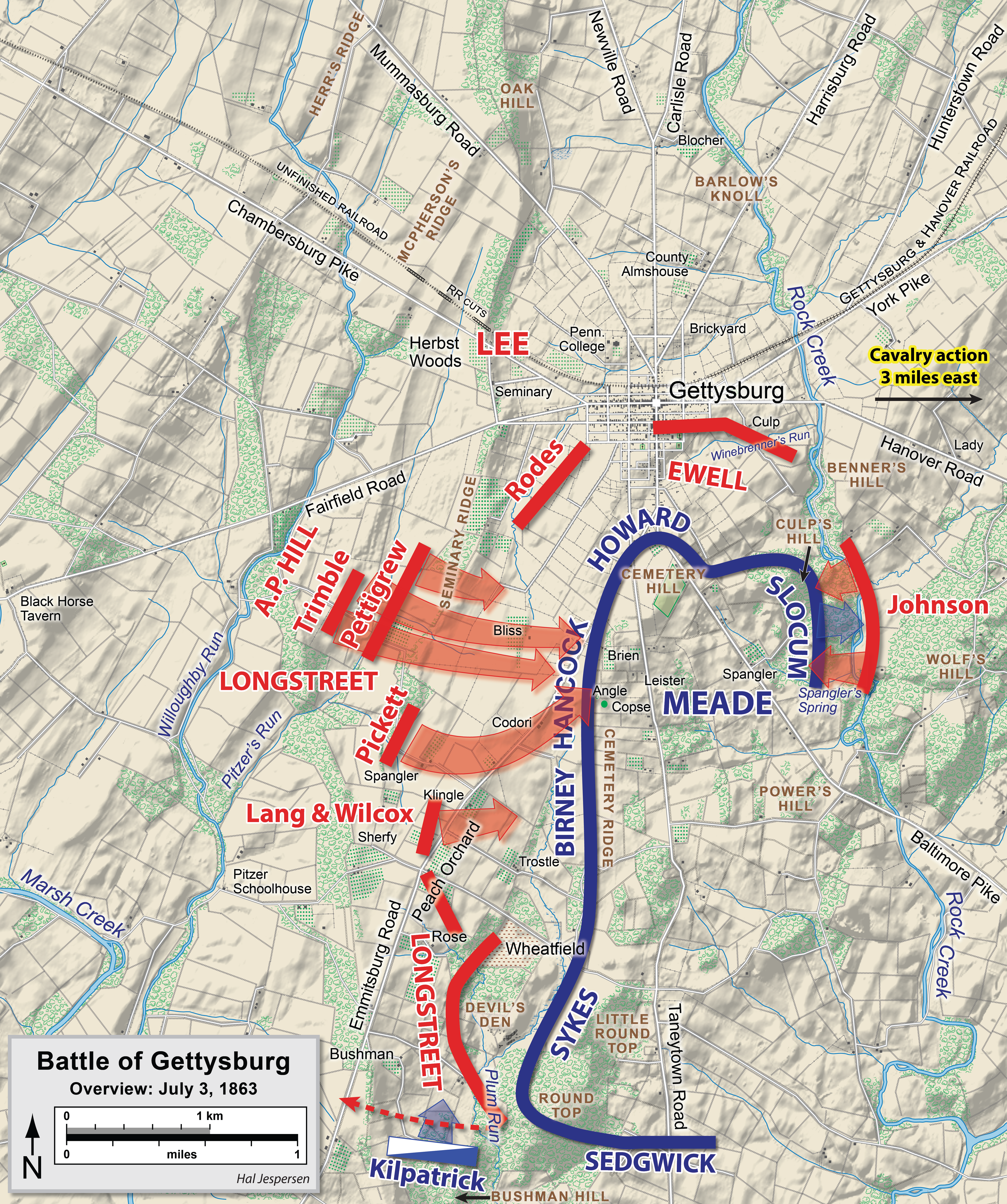
A Gettysburgi csata harmadik napja

#### Személyi és szervezeti változtatások
Meade 1863. július 28-án hajnalban vette át a parancsnokságot, azt sem tudva, hogy a Potomac hadsereg többi hadteste hol tartózkodik. Meade megállította a Lee-t üldöző hadsereget, tiszta jött vele, hogy annak két vége egymástól kb. 50 km-re távolodott el és megpróbálta leváltani Daniel Butterfield törzsfőnököt, akivel régről fogva gyűlölték egymást. A pozíciót azonban sem a hadsereg főmérnöke, Gouverneur K. Warren vezérőrnagy, sem barátja, Andrew A. Humphreys hadosztályparancsnok nem akarta elvállni így Butterfield maradt a helyén.
Meade visszaállította a szárnyak rendszerét. Reynolds lett balszárny parancsnoka, amely a saját I. hadtestéből, Daniel Sickles III. hadtestéből és Howard XI. hadtestéből állt. A középső szárny parancsnokságát Hancock kapta, saját II. hadtestének, a Meade-től George Sykes vezérőrnagy által átvett V. hadtestnek és Slocum XII. hadtestének irányításával. Sedgwick VI. hadteste olyan nagy volt, hogy egymaga lett a jobbszárny. Pleasonton lovashadtestét Meade műveletileg feldarabolta, annak érdekében, hogy minden szárny előtt egy lovashadosztály végezze a felderítést és az ellenség hasonló szándékának megakadályozását. Június 30-án Reynolds és a szárnya előtt operáló Buford lovashadosztálya elérte Pennsylvania államot, melynek Lee előrenyomulása a fővárosát fenyegette.

#### Az ütközet
Lee parancsa az egész hadseregnek a Cashtown-szorosnál való gyülekezését írta elő nagyszabású összecsapás megvívása előtt. A. P. Hill július 1-jén 15 000 katonával harci felderítést végzett, milyen csapatok vannak Gettyburgben és a várt milícia helyett az uniós I. és XI. hadtest bocsátkozott velük harcba. Reynolds azt az üzenetet küldte Meade-nek, hogy a Cemetery Ridge a legjobb tüzérségi állás a környéken, ezért ha leszorítják a várostól nyugatra levő Seminary Ridge-ről, akkor elbarikádozza Gettyburg utcáit és harcol. Fél óra múlva halott volt, Meade pedig azt az üzenetet kapta, hogy a balszárny parancsnoka az a Howard lett, akiben és akinek Chancellorsville-nél megroggyant XI. hadtestében nem bízott, az I. hadtesté pedig Abner Doubleday, akivel szintén rossz volt a viszonya. Meade Hancockot küldte a helyzetet értékelni, hogy Gettysburg valóban megfelelő terep-e a csata vállalására. Hancock délután 4-kor érkezve a XI. hadtestet és az I. hadtest több elemét Cemetery Hill-re való visszavonulás közben találta, a városból kiverve. Hancock a Wadsworth hadosztályával elfoglaltatta Culp's Hillt és Howarddal hosszas megbeszélés után azt üzenték Meade-nek, hogy Gettysburgnél jobb harcolni, mint az alternatíva Pike Creek vonalán és East Cemetery Hill tényleg a legjobb tüzérségi állás az egész környéken. Meade meghozta a döntést, hogy ott vívják meg a védelmi csatát a Cemetary Hill – Culp's Hill – Cemetary Ridge vonalán, annak ellenére, hogy a balszárny két hadteste máris súlyos veszteségeket szenvedett az első napi vereség következtében. Meade a csata helyszínére kb. éjfélre érkezett meg.
Július 2-án Sickles két hadosztályával elhagyta a számára kijelölt Little Round Topot és előrement a Peach Orchard magaslatra, amely számára a chancellorsville-i Hazel Grove-hoz hasonlóan veszélyes tüzérségi állásnak tűnt, amennyiben az ellenség elfoglalja. Megnyúlt vonalainak védelméhez azonban semmiképp nem állt rendelkezésére elég erő és Meade-et sem értesítette, mit tervez. Július 2-án a délután négykor meginduló Longstreet hadtest támadásáig ki sem derült Meade számára, hogy Sickles nem ott van, ahova rendelte. Meade vissza akarta vonni a III. hadtestet, de az ellenség erre nem hagyott időt. Meade erősítéseket küldve reagált. A harc Sickles és az uniós balszárny állásaiért este hétig dühöngött. Longstreet szerint katonái legjobb három órájukat nyújtva harcoltak, de a Little Round Top magaslatot nem tudták elfoglalni. Viszont az uniós III. hadtest harcképessége is megszűnt és Sickles lábát is szétroncsolta egy golyó.
Július 2-án éjjel Meade összehívta a hadosztályparancsnokok gyűlését. Butterfield a gyűlésből ugyanúgy haditanácsot csináltatott, mint Meade tette Hooker gyűlésével Chancellorsville alatt. Az első megvitatott kérdés úgy hangzott, ebben a pozícióban maradjon-e a Potomac hadsereg. A haditanács döntése: igen. Második kérdés így az lett, hogy megkockáztassák-e a támadást másnap. Ezt a haditanács elvetette. Véget érte után Meade félrehívta John Gibbont, aki Hancock szárnyparancsnokká avanzsálásával a II. hadtest vezetője lett. Meade arra figyelmeztette, hogy mivel Lee a balszárny ellen kudarcot vallott, ezért másnap a centrumot fogja megtámadni, ahol Gibbon hadteste volt. Előrevetítette, hogy július 3-án a nap folyamán a Culp's Hillen levő konföderációs hídfőállást meg fogják semmisíteni és ezt követően Gibbon legyen készen arra, hogy támadó műveleteket fognak kezdeni.
A Culp's Hill teljes visszaszerzése július 3-án 11-órára sikerült. Ezt követően nagy tüzérségi párbaj kezdődött a centrumban, Meade veszélybe került főhadiszállását kénytelen volt Powell's Hillre áthelyezni. Az uniós állások ellen intézett Pickett-Pettigrew rohamot az uniós tüzérség és a gyalogság nagyon keményen visszaverte. Meade harci felderítést rendelt el, felmérni, hogy hol vannak a déli vonalak és milyen erősek, de késő délután vihar tört ki és Lee a fatörzsekből ácsolt fedezékeket felgyújtva, tízemeletes lángok és füstfelhő takarásában visszavonult.

#### Lee üldözése, nézeteltérések Lincolnnal
Negyedikén este a lovasság üldözte a délieket, ötödikén csatlakozott ehhez Sedgwick érintetlen hadteste. 7-én a Potomac hadseregének zöme nem közvetlenül, hanem Fredericken keresztül kerülve követte őket, mert az ottani raktárak utánpótlására volt szüksége. Meade kibocsátott egy valószínűleg Butterfield által írt kommünikét, melyben gratulált katonáinak Lee legyőzése alkalmából és a konföderációs hadsereg „hazánk” területéről való kiűzéséért. Lincoln igen nyugtalan lett ettől az ártalmatlan kijelentéstől: „Nagy Isten! Ez minden?! Az EGÉSZ a mi hazánk! ... Mit jelentsen ez, Mr. Welles? Nagy Isten, mit jelent ez?”, mivel azt nem létező szándékot sejtett mögötte, hogy a Potomac hadsereg parancsnoka nem akar a konföderációs erőkkel az elszakadt államok területén harcolni.

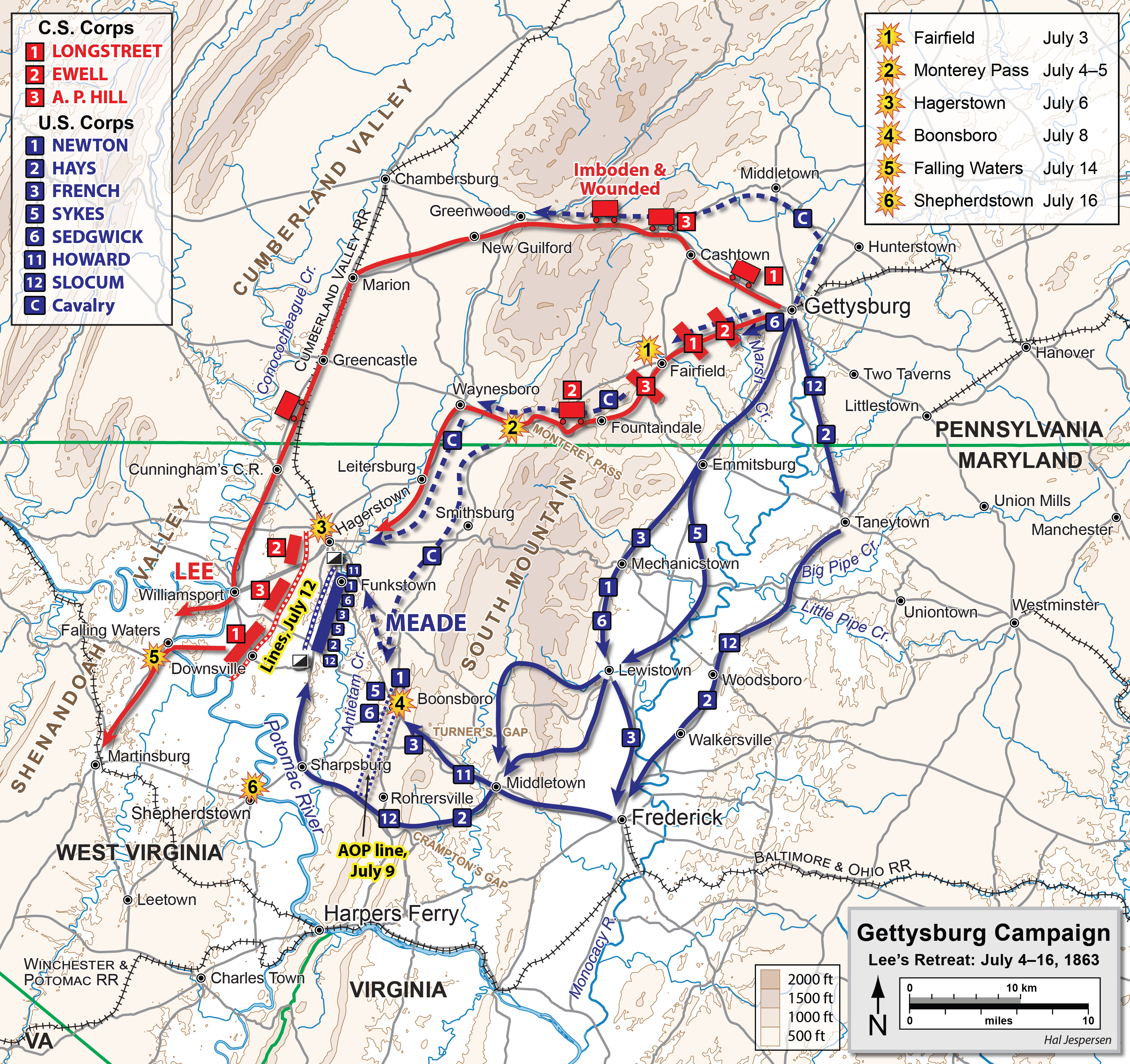
1863. július 5-14. A visszavonuló déli hadsereg és az azt óvatosan követő Potomac hadsereg mozgása

Meade 5-én Meade leváltotta Butterfieldet. Törzsfőnökként először kipróbálta Pleasontont és Warrent, de végül Humphreys mellett döntött. Herman Haupt, a harci tapasztalattal nem rendelkező uniós szállítási zseni már július 5-én arról informálta Lincolnt, hogy Meade-nek megvan minden felszerelése, győzött és ő azt gondolja, hogy mégsem fogja üldözni Lee-t. Sickles július 5-i elnöki audienciáján előadta azon narratíváját, hogy ha ő nem foglalja el a Peach Orchardot, akkor nem lett volna harmadik napi harc sem, mert Meade visszavonul. Lincoln ezt el is hitte neki, mert már létező félelmeit erősítette meg. Július 7-én távirat érkezett Washingtonba, hogy Grant elfogta a második konföderációs hadsereget is, mely megadta magát az elfoglalt Vicksburgben. Lincoln ezt a hírt olyan megjegyzéssel továbbította, amelyből kiviláglott, hogy ugyanezt várja el Meade-től az Észak-Virginiai hadsereg megsemmisítése által, mely után szerinte véget ér a háború.
Lee érkeztekor a Potomac áradt, a gázló és a pontonhíd használhatatlan volt. Július 12-ig nem apadt le a folyó és Lee erős fedezékeket építtetett katonáival. Meade 13-ra tűzte ki a támadást, de újra zuhogni kezdett az eső. Meade megint haditanácsot hívott össze, amely 5–2 arányban a támadás ellene szavazott. Mikor ezt megtáviratozták Washingtonba, Lincoln arra utasította Hallecket, hogy írja meg Meade-nek, hogy az elnök nagyon-nagyon elkeseredett. Halleck szerint a haditanács összehívása súlyos hiba volt. Félelmeivel saját magának kellett volna megküzdenie, mert a haditanácsok soha nem határoznak el küzdelmet. 13-án éjszaka leapadt a folyó, Lee újraépíttette a pontonhidat és átkelt.  Halleck 15-én azt táviratozta, hogy az elnök rendkívül csalódott Meade-ben, mert hagyta hogy a déli hadsereg elmeneküljön. Meade másfél óra múlva kérte lemondása jóváhagyását az elnök elítélése miatt. Hallecknek vissza kellett vennie dorgálása erejéből, és kijelenteni, hogy az elnök nem úgy értette, hogy elítéli Meade-et. Lincoln nem bízott többé Meade-ben, azután, hogy véleménye szerint a gettysburgi győzelmet követően nem semmisítette meg Lee hadseregét.

### A kimerültség hónapjai

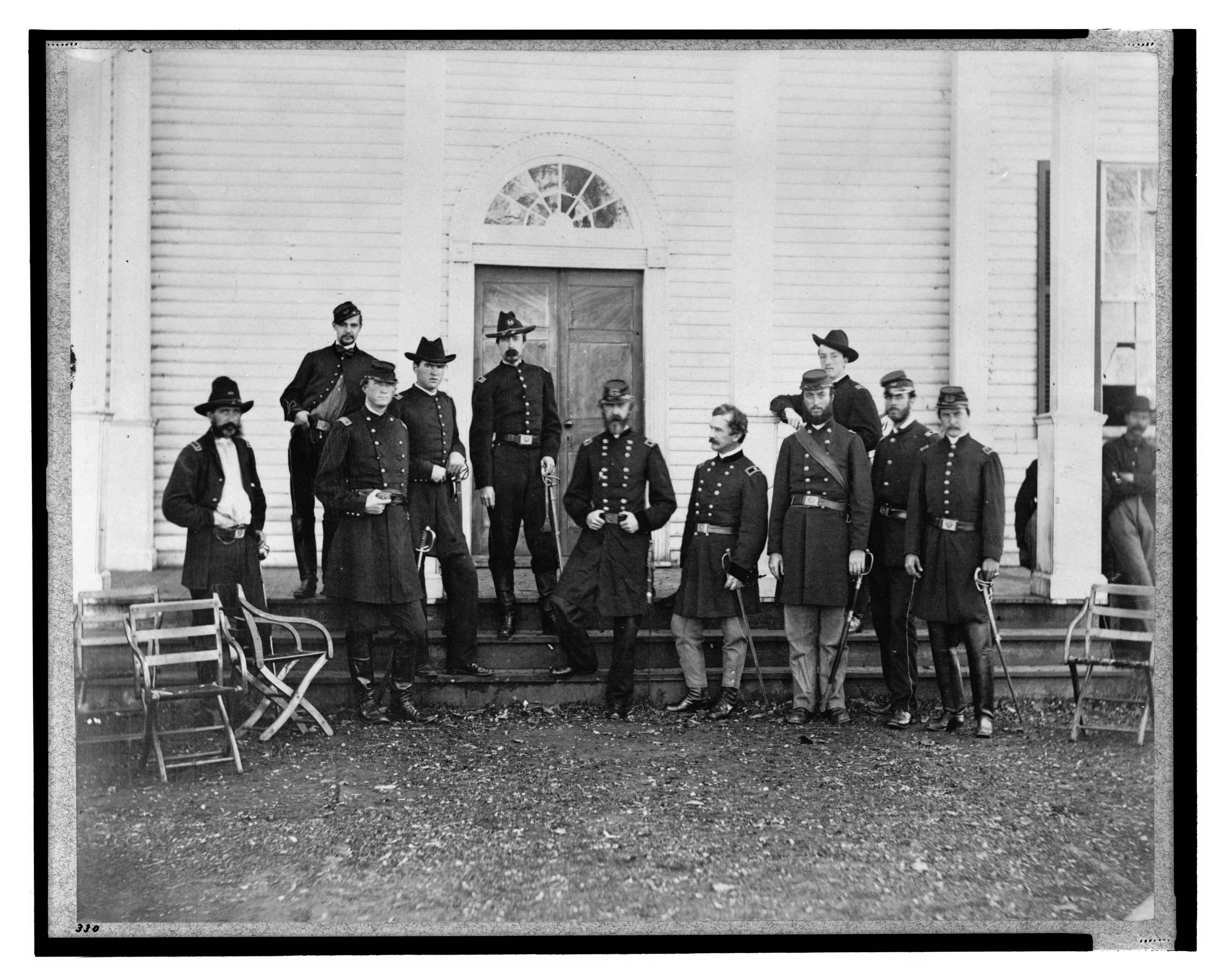
George G. Meade és stábja. Középen Meade, jobbra tőle Andrew A. Humphreys

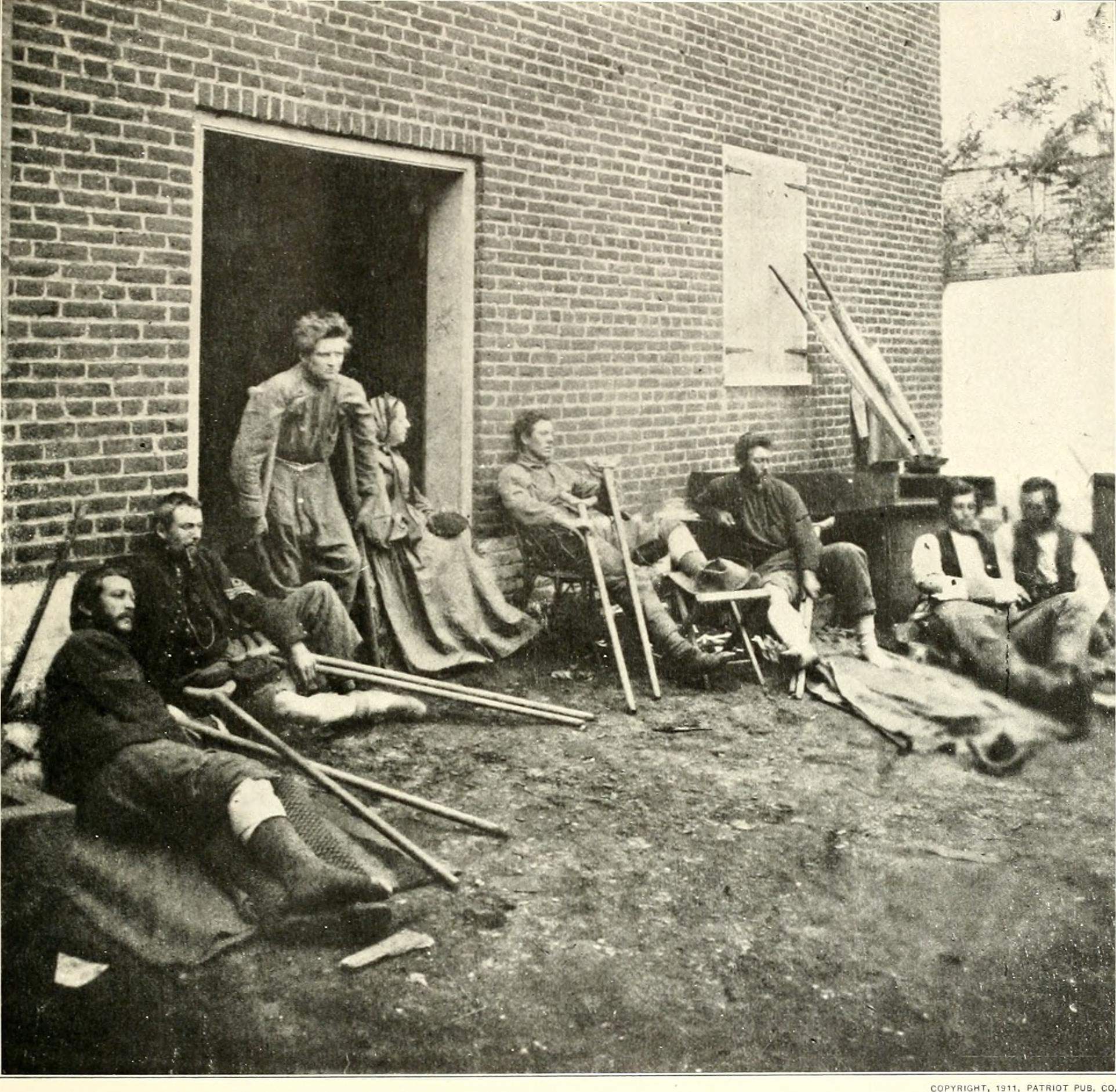
Sebesültek egy fredericksburgi egészségügyi nővér gondozása alatt

Meade kinevezése pillanatától gyakorlatilag küzdelemben állt pozíciója megvédéséért, mert Hooker nem adta fel a reményt, hogy visszaszerezheti parancsnokságát. Ez és Hooker jó kapcsolata a Republikánus Párt tagjaival állt a Meade-ellenes kampány mögött, mely elmozdítását célozta. 1863. július 15-én a Potomac hadsereg a visszavonuló déliek után indult. Július 18-án Meade azt írta feleségének küldött levelében: „Hadseregem (emberekben és állatokat tekintve) kimerült; pihenésre és újraszerveződésre van szüksége; létszáma nagyban csökkent az utóbbi idők műveleteiben és számottevő erősítést nem kapott. [...] Másik nagy problémám az aktív és energikus tisztek hiánya, akikre támaszkodhatom, akik képesek önállóan cselekedni és vezetni. Reynolds és Hancock elvesztése igen súlyos, pótlásuk lehetetlen.” Az I. hadtestet Doubleday helyett John Newton dandártábornokra bízta, a II.-at a megsebesült Gibbon helyett ideiglenesen William Hays dandártábornokra, a III.-at David Birney vezérőrnagy helyett Hunyori French-re.
Július vége felé közeledve Meade táviratban körvonalazta hadserege állapotát Hallecknek, aki továbbította azt Lincoln asztalára. Lincoln azzal a megjegyzéssel válaszolt, hogy attól tart, Meade nyomás alatt érzi magát arra nézve, hogy megtámadja Lee-t, mellyel szemben ő nem támogatja nagyszabású ütközet kezdeményezését. Meade július 30-i válaszában megismételte, hogy hadserege kész a támadásra és ő maga alkalmasnak találja az időt erre. Mivel azonban a vezénylő tábornok felvetette a Potomac hadsereg kötelékéből egységek kivonását, így ennek magát alávetve megkérdezte, hogy a tervezett létszámcsökkentésnek milyen kihatásai várhatóak. Kérdésére Halleck megismételte, hogy ne támadjon.
1863. július 13-án kitört a New York-i felkelés a sorozás ellen. Július 16-ára a Potomac hadsereg egységei megérkeztek és a felkelés elbukott, de a végleges elnyomásához Meade-nek 10 000 katonáját kellett északra küldenie. Augusztus 16-ra sikerült Warren dandártábornoknak kijárni a II. hadtest parancsnokságát, és elszabotálnia, hogy Hooker térjen vissza a Potomac hadsereghez ebbe a beosztásba. Szeptember 14-én Meade ismét felvetette egy támadás lehetőségét. Lincoln és Halleck engedélyezte egy olyan művelet kivitelezését, amely az Észak-Virginiai hadsereg egy részének megsemmisítését eredményezheti, de általános támadásra nem adott engedélyt. Meade szeptember 18-i válaszában lényegében az 1864-es Overland hadjárat idején megtapasztalt eseményeket láttatta: Lee visszavonul és olyan csaták vívására kényszeríti a Potomac hadsereget, melyek még győzelem esetén sem kecsegtetnek különösebb stratégiai előnyökkel. Szeptember 19-én Lincoln megerősítette, hogy beásott állások elleni folytatólagos támadásokat, majd a lassan visszavonuló ellenséget Richmondban csapdába ejtő műveletet nem akar látni. A vágya az Észak-Virginiai hadsereg akkori helyén való megsemmisítése volt, avagy kivárás.
Stantonnak Meade hozzáállása elfogadhatatlan volt és McClellanhez hasonlította. Ez Lincolnnál általában fokozott gyanakvást váltott ki, amely által Stanton megpróbálta leváltását elérni. Lincoln, Stanton és Halleck több megbeszélést folytatott Meade felváltásáról, míg sikerült kimunkálni, hogy ez jelen pillanatban nem lehetséges. Meade a közvélemény szemében változatlanul a gettysburgi győzelem kovácsa volt és eltávolítása, illetve a hadtestparancsnokok leváltása újabb zűrzavart és indulatokat okozott volna a hadseregben. Egy új Pope kinevezését tehát elvetették. Szeptember 24-én Meade-nek meg kellett válnia két hadtesttől, melyeket a Chickamaugai csatavesztés miatt a nyugati hadszíntér megerősítésére kellett átvezényelni. Választása Howard gyenge teljesítményt nyújtó XI. és Slocum XII. hadtestére esett. Slocum rangidős volt Meadehez képest és neheztelt, mert úgy látszott, hogy az szárnyparancsnoknak sem akarja őt. Hooker megbuktatásában játszott szerepe miatt félő volt, hogy hasonlót kísérel meg Meade ellen.
Gettysburg után a Potomac hadsereg létszáma tovább apadt a leszerelőkkel. A hadsereg a Chancellorsville-i csatában 17 304 fő veszteséget szenvedett. A kilenc hónapos és kétéves szolgálat után leszerelők száma 23 000 fő volt. A Gettysburgi csata 27 000 fő veszteséget okozott a hadseregnek. Így 1863 januárja és júliusa között 67 000 fővel csökkent a létszám és szeptemberben a XI. és XII. hadtest a nyugati hadszíntérre távozott. A Potomac hadseregnek újoncokra volt szüksége, de önkéntesek ekkor már a háború elejével ellentétben nem jelentkeztek. Háromfajta újonc érkezett, a fejpénzesek, a valódi sorozottak és a helyettesítők. Az 1863-ban önkéntest már csak 1000 dolláros fejpénz ellenében talált a kormányzat. A veteránok az ilyen önkéntest sorozottnak hívták. A valódi sorozottak igen ritkák voltak, mert pénz ellenében általában ún. helyettesítők vállalták a szolgálatot helyettük. A hadsereg egyik fajta újoncot sem becsülte sokra. Egy részük szökött katona volt, aki más név alatt és más városban újra jelentkezett a fejpénzért, gondolva, hogy az nem igazságos, hogy az újonnan jelentkezők ugyanazért a katonai szolgálatért 1000 dollárt kapnak, a hazájuk szolgálatára elsőként jelentkezők pedig nem. Sokaknak igazságérzetbeli sértettség nélkül is feltett szándéka volt megszökni és újra beállni fejpénzért. Az ilyeneket állandó őrizet alatt kellett tartani. A kontraszt a régi önkéntesek és az újoncok morálja között éles volt. Az újak klikkekbe és klánokba tömörültek, loptak és verekedtek egymással. Meade kivégzésekkel igyekezett gátat vetni a rémisztő méretet öltő szökéseknek. 1863. november 20-án a 81 000 fős létszámból csak 63 000 fő volt szolgálatra felszerelve.

### A Bristoe Station és a Mine Run hadjárat

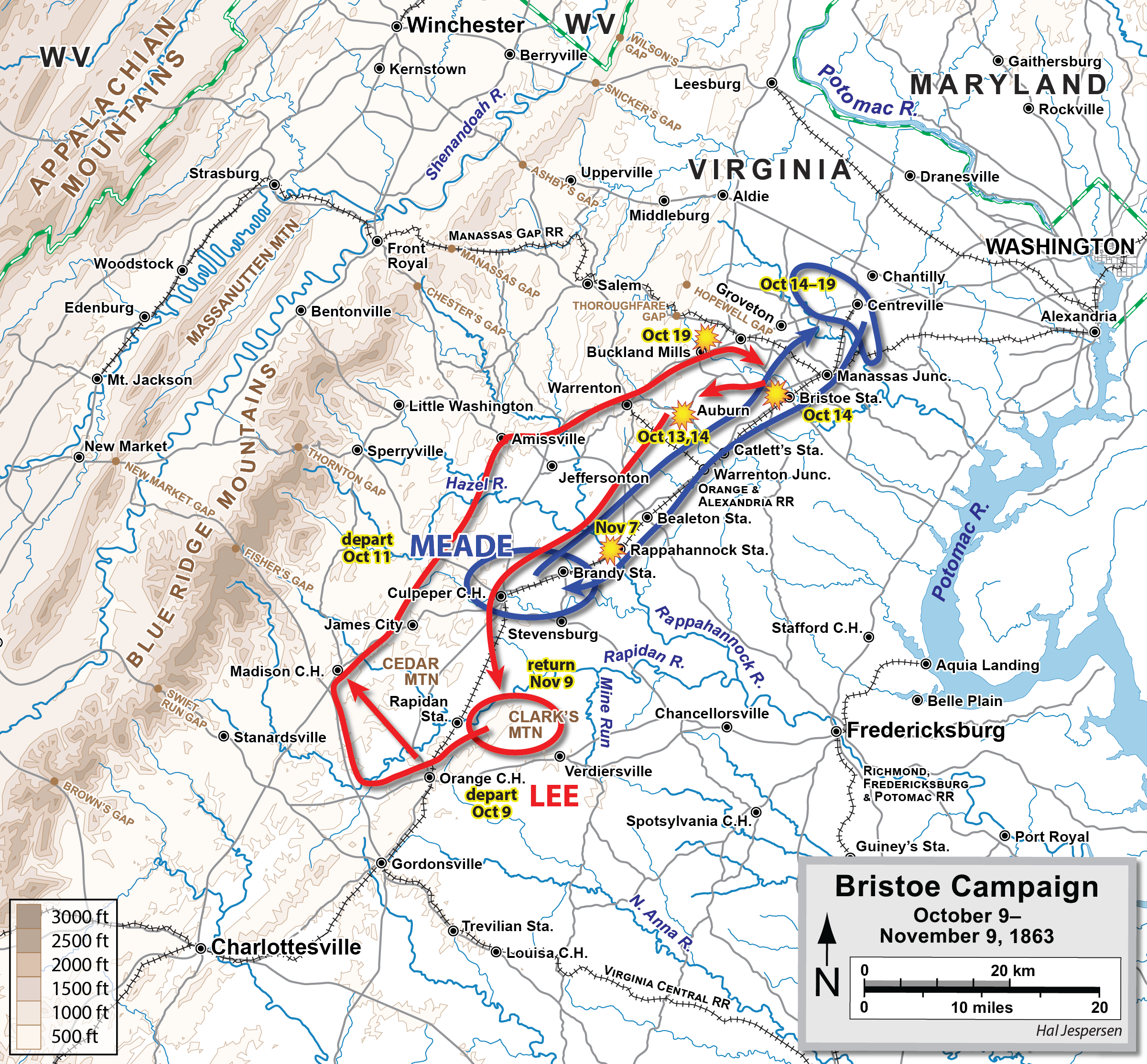
A Bristoe Station hadjárat térképe

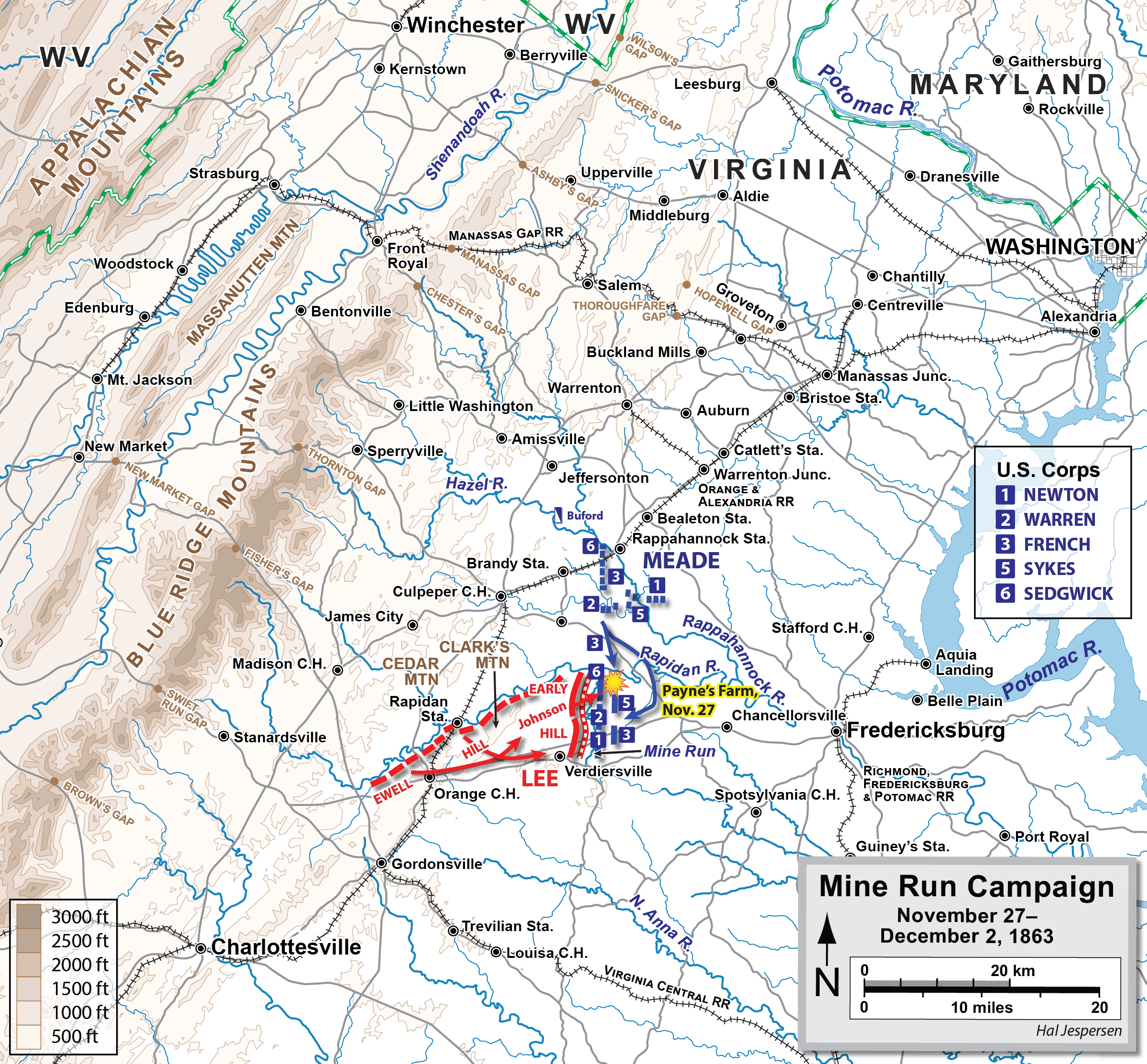
A Mine Run hadjárat térképe

1863 októberében Lee értesült a XI. és a XII. hadtest nyugatra távozásáról. Október 9-én megpróbált egy kipróbált csellel erőltetett menetben a Potomac hadsereg és Washington közé kerülni, a felhalmozott készleteket elrabolni, felélni és megsemmisíteni és ütközetre bírni az uniós ellenfelet. Meade Centerville-ig való visszavonulással tudta elhárítani a próbálkozást, de a visszavonulás felzúdulást keltett ellenfelei részéről.
Szintén októberben Sickles sebesüléséből felépülve visszatért a Potomac hadsereghez és hadtestparancsnoki beosztását kérte vissza. Meade világosan értésére adta, hogy amíg ő a parancsnok, Sickles nem kap semmiféle beosztást. Sickles lejárató kampánya új lendületet vett, megmozgatta politika szövetségeseit és barátait annak elterjesztése érdekében, hogy Meade meg akart hátrálni a Gettysburgi csata vállalása elől. Ezzel párhuzamosan óriási politikai nyomás nehezedett Meade-re, hogy amíg a fagy és a havazás nem áll be, támadjon.
Meade megtervezett egy hadműveletet, amellyel a Rapidan-folyó vonalán kiépített lövészárkokból ki tudja csalogatni Lee hadseregét és egy nagy ütközetben vereséget mérhet rá. November 26-án elindította a csapatokat és másnap megtámadta Rappahannock Stationt. Az eső által mély sárrá dagasztott utak és Hunyori French III. hadtestének tétovázása megakadályozta a gyors haladást. Lee felismerte a háta mögé kerülési szándékot, csapatait visszavonta és a Mine Run nevű patak melletti magaslaton újra beásta csapatait. Warren 27-én este az állások elé érve azt jelentette, hogy az állásokat rohammal bevehetőnek találja. A sáncok a másnap reggeli világosságban azonban már sokkal erősebbnek néztek ki és Warren megváltoztatta véleményét, Fredericksburg-szerű katasztrófát jósolva. A katonák szorongva nézték célpontjukat. Egyikük azt írta: „Minden valaha látott megerődített állások közül Mine Run volt a legrémisztőbb. Üteg üteg hátán állt a magaslat teljes szélességében, készen hogy kartácsának és bombáinak vasát ránk okádja. Az előttünk álló feladat láttán elállt a szívverésem.” Meade nagy erkölcsi bátorságról tanúságot téve, a politikai és karrierkövetkezményekkel nem törődve lefújta a támadást és visszavonult. Meade ekkor forrt össze igazán a Potomac hadsereg katonáival, népszerűsége a katonák közt nagyban megnőtt és szeretettel kezdték emlegetni, mint olyan parancsnokot, aki törődik katonái életével. Politikai ázsiója viszont nullára redukálódott és folyamatos sajtótámadások érték.

### Grant altábornagy és az Overland hadjárat

#### Az vizsgálóbizottság és a tisztogatás

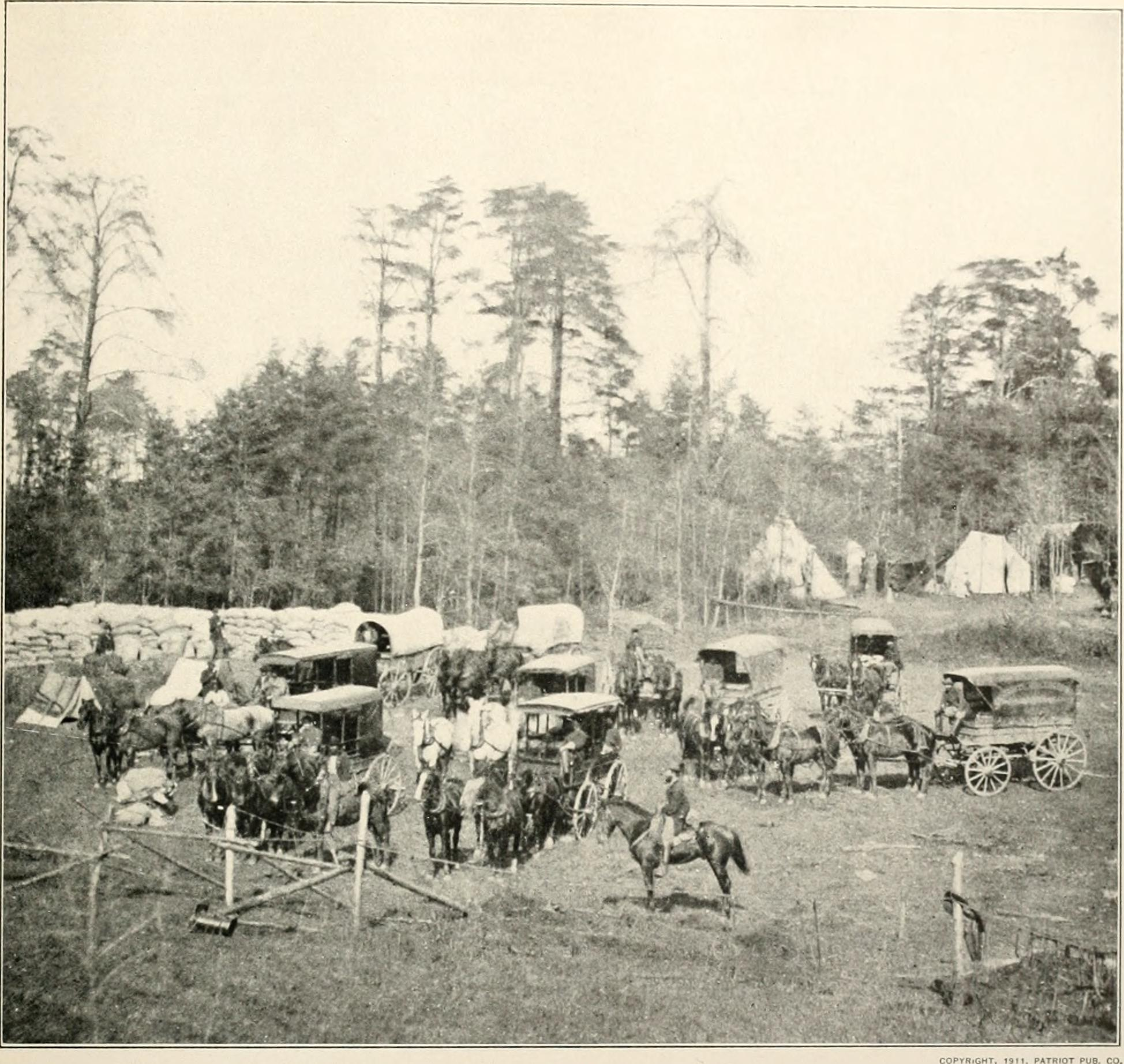
Hét tábori ambulancia és két szállásmesteri társzekér a frontra indul, 1864 tavaszán, az Overland hadjárat előtt

1864. február 26-án az Egyesített Hadügyi Bizottság vizsgálat alá vette Meade-et. Az első tanú Sickles volt. Morton S. Wilkinson minnesotai szenátor 1864. március 2-án a Kongresszusban tartott beszéde kétségbe vonta a Potomac hadsereg parancsnokának hozzáértését és kijelentette, hogy Meade visszavonult volna Gettyburg alól. Másnapra a Bizottság szerint összegyűlt annyi bizonyíték, hogy kijelenthessék, Meade inkompetens és le kell váltani. A Bizottság két vezetője, Benjamin Wade és Zachariah Chandler radikális republikánus szenátorok Lincolnhoz menve sürgették Meade leváltását és Hooker újbóli kinevezését. Lincoln valószínűleg nem volt elragadtatva attól, hogy a Gettysburgnél mégiscsak győzelmet arató Meade-et a Chancellorsville-nél kudarcot valló Hookerre cseréljék le, ezért azt indítványozta, hogy a bizottság hallgassa meg Meade-et is. Meade-et március 5-ére idézték be, és a Bizottság vizsgálatának céljáról félrevezetve faggatni kezdték. Meade három meghallgatáson keresztül egyre vehemensebben tagadta, hogy valaha is szándékában állt Gettysburg feladása.
1864. március 10-én Lincoln kinevezte a Chattanoogai csata megnyerése után a sajtóban nemzeti hőssé váló Ulysses S. Grant vezérőrnagyot vezénylő tábornoknak Halleck helyére. Hallecket „saját kérésére” vezérkari főnöki pozícióba helyezték és csak a logisztikával foglalkozott, lehetővé téve, hogy Grant ne legyen Washingtonhoz kötve. Grant eredetileg Meade leváltásának szándékával érkezett, de Meade sejtve, hogy helyére valószínűleg Shermant szemelte ki, ügyes húzással felajánlotta, hogy lemond és bármilyen neki szánt pozícióban hajlandó szolgálni. Grant megbizonyosodott, hogy a Potomac hadsereg szereti parancsnokát és Meade neki magát alárendeli, így felőle nem fenyeget politikai veszély. Ezzel Meade sikeresen elnyerte bizalmát, Grant pedig Lincoln bizalmát bírta.

A Potomac hadsereg távíróvonal kiépítésével foglalkozó egysége munka közben, 1864 áprilisában

1864. március 3-án Meade az öt hadtestet három erősebb hadtestbe vonta össze, így az alulteljesítő Newtonnak, Frenchnek és más tiszteknek mennie kellett. A többé-kevésbé felépült Hancock visszakapta a II. hadtestet, a katonái körében nagyon népszerű Sedgewick maradt a VI. hadtest élén, az V. hadtest vezetőjének pedig Warren lett kinevezve. Sykes leváltását nem hozzá nem értés okozta, hanem valószínűleg a McClellannel régóta fennálló barátsága és levelezése miatt akarta a kormányzat leváltani. Meade legtöbb alárendeltje megtartásáért és Sykes és French hadosztályparancsnokként való alkalmazásáért küzdött, de Halleck és a hadügyminisztérium hajthatatlan volt. Burnside IX. hadteste visszatért a nyugati hadszíntérről, de csak később, a Ulysses S. Grant irányította Overland hadjárat indulásakor csatlakozott a Potomac hadsereghez. Burnside rangban Meade fölött állt, így Grant nem neki rendelte alá, hanem közvetlen irányítása alatt tartotta 1864. márciustól május 24-ig, mikor is beleolvadt a Potomac hadsereg szervezetébe. Március 30-án Grant 129-es számú parancsa betiltotta a hivatalos ügyek nem rajta keresztül való megvitatását, kizárva ezzel a tisztek Washingtonban ellene való intrikálását.

#### A lovasság problémái

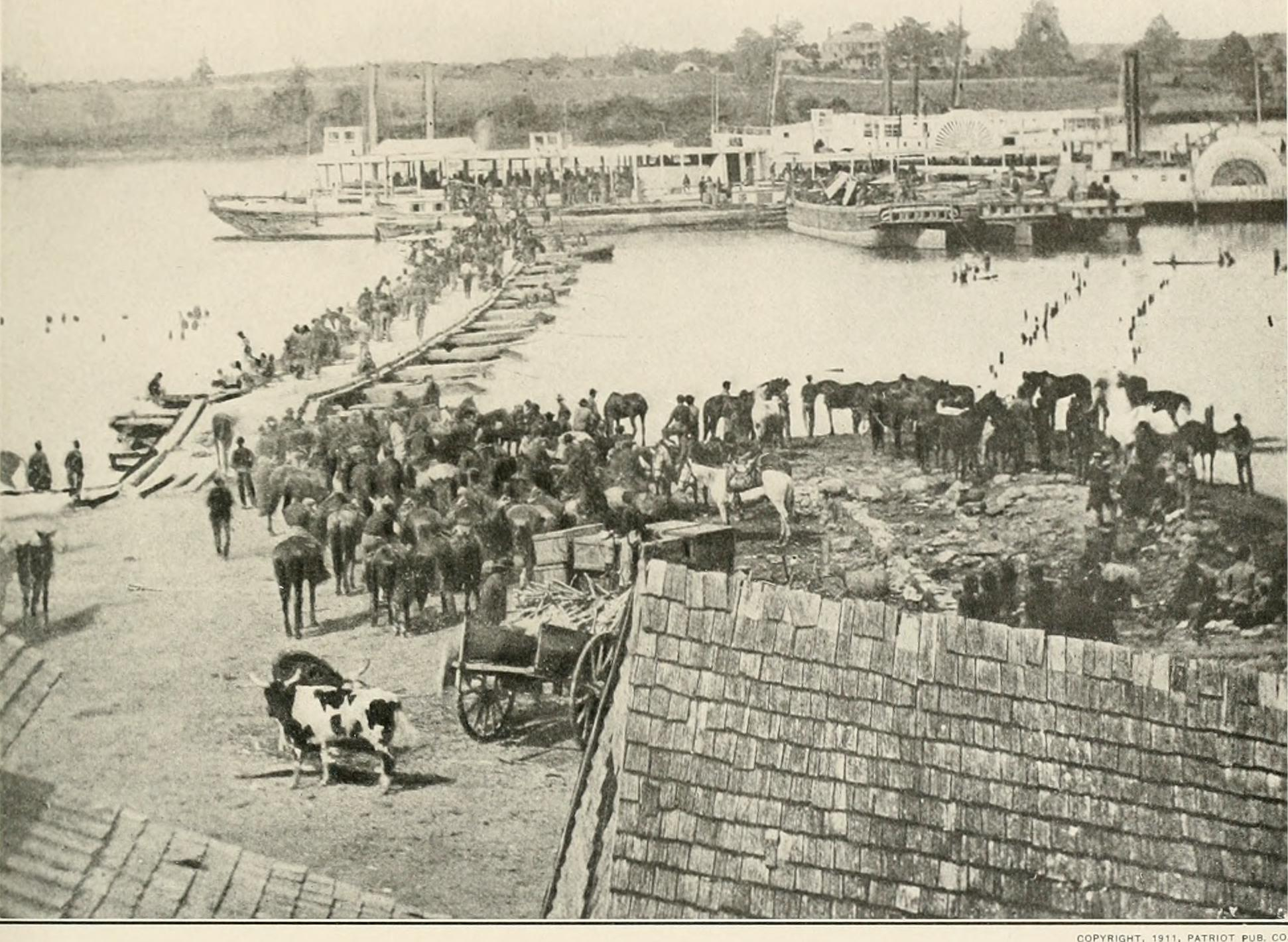
A lovasság felügyeli Port Royal kiürítését az ellátóbázis tervezett áthelyezésekor, 1864. május 30-án

1863 végére az északi lovasság fegyverneme egyenlő ellenféllé vált a konföderációs lovassággal. December 16-án azonban a tehetséges Buford vezérőrnagy maláriás lázrohamában meghalt, ezzel a Potomac hadsereg elvesztette legjobb lovassági tisztjét és a lovasság első hadosztályának parancsnokát. 1864. február 28-án elindult a Kilpatrick-Dahlgren portya. A terv kiötlője Hugh Judson Kilpatrick volt és Stanton, valamint Lincoln engedélyét adta, hogy egy több mint merész lovassági rajtaütéssel betörjenek Richmondba, kiszabadítsák a Libby Islanden tartott északi hadifoglyokat és végezzenek a konföderációs kabinet tagjaival. Ulric Dahlgren ezredes és 324 embere elesett vagy megsebesült és további ezer fogságba esett a katasztrófába torkolló műveletben. Dahlgren iratai közt megtalálták a merénylet terveit is, amely óriási felháborodást okozott. Kilpatricket hamarosan a nyugati hadszíntérre vezényelték, ezzel a 3. hadosztály is parancsnok nélkül maradt. A rendkívül népszerűtlen, kevéssé sikeres, ámde nagy intrikus Pleasonton 1864 februárjában elszámította magát és terhelő tanúvallomást tett Meade-re az Egyesített Hadügyi Bizottság előtt. Pleasonton azt hitte, hogy eljött Meade leváltásának ideje és arról tanúskodott, hogy Meade tanácsa ellenére sem akart ellentámadásba lendülni a Gettyburgi csata végén. Meade azonban nem lett leváltva, viszont ezek után nem ellenkezett tovább azzal, hogy Pleasontont a hadügy elmozdítsa. Grant hamarosan Philip Sheridant tette a helyére, aki ugyan korábban sikeresen működött egy lovassági dandár parancsnokaként, de alig volt két hónapnyi lovassági tapasztalata.
Az első hadosztály vezetését a Buford neveléseként szintén igen rátermett Wesley Meritt dandártábornok helyett Alfred T. A. Torbert dandártábornok kapta, akinek egyáltalán nem volt lovassági tapasztalata. A harmadik hadosztályét annak rangidős dandártábornoka, George A. Custer helyett Grant egyik személyes kedvence James H. Wilson dandártábornok nyerte el. Wilsonnak sem lovassági, sem csapatparancsnoki tapasztalata nem volt és ráadásul Custer és közte kölcsönös gyűlölet feszült.

#### Csata a rengetegben

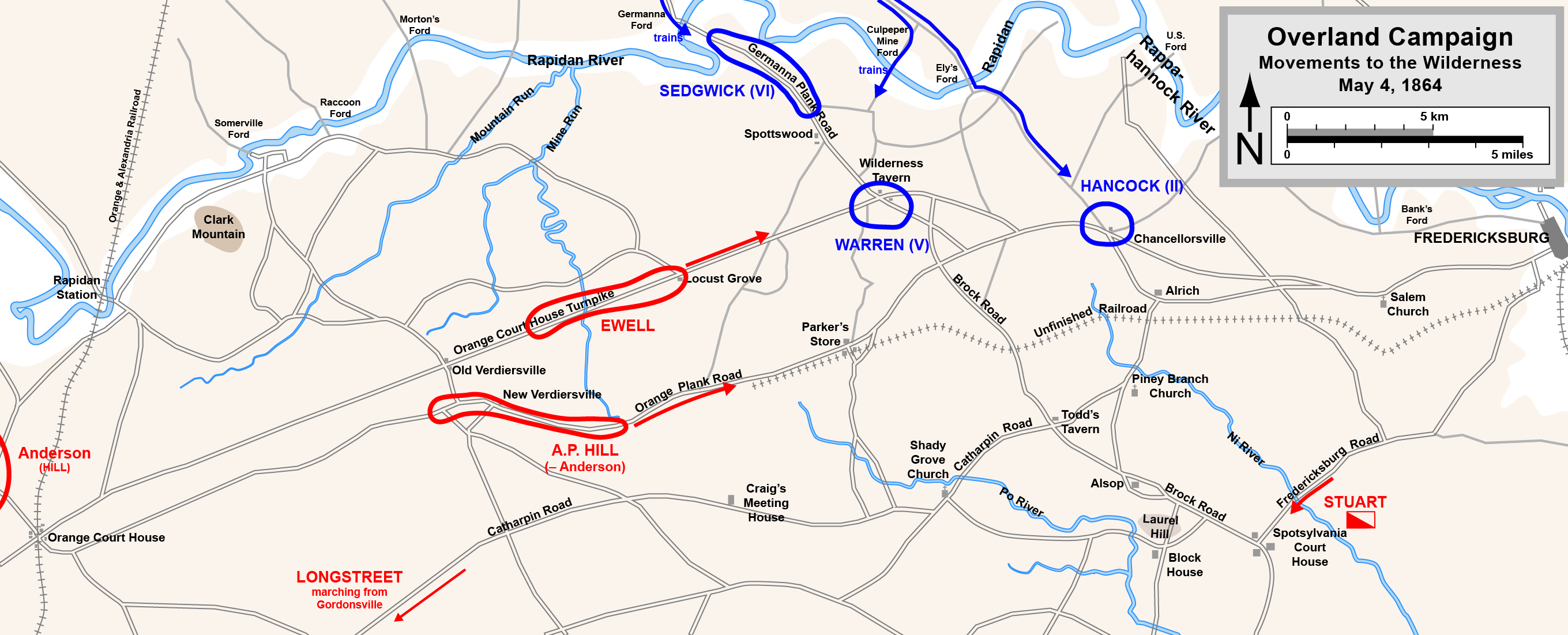
1864. május 4-e

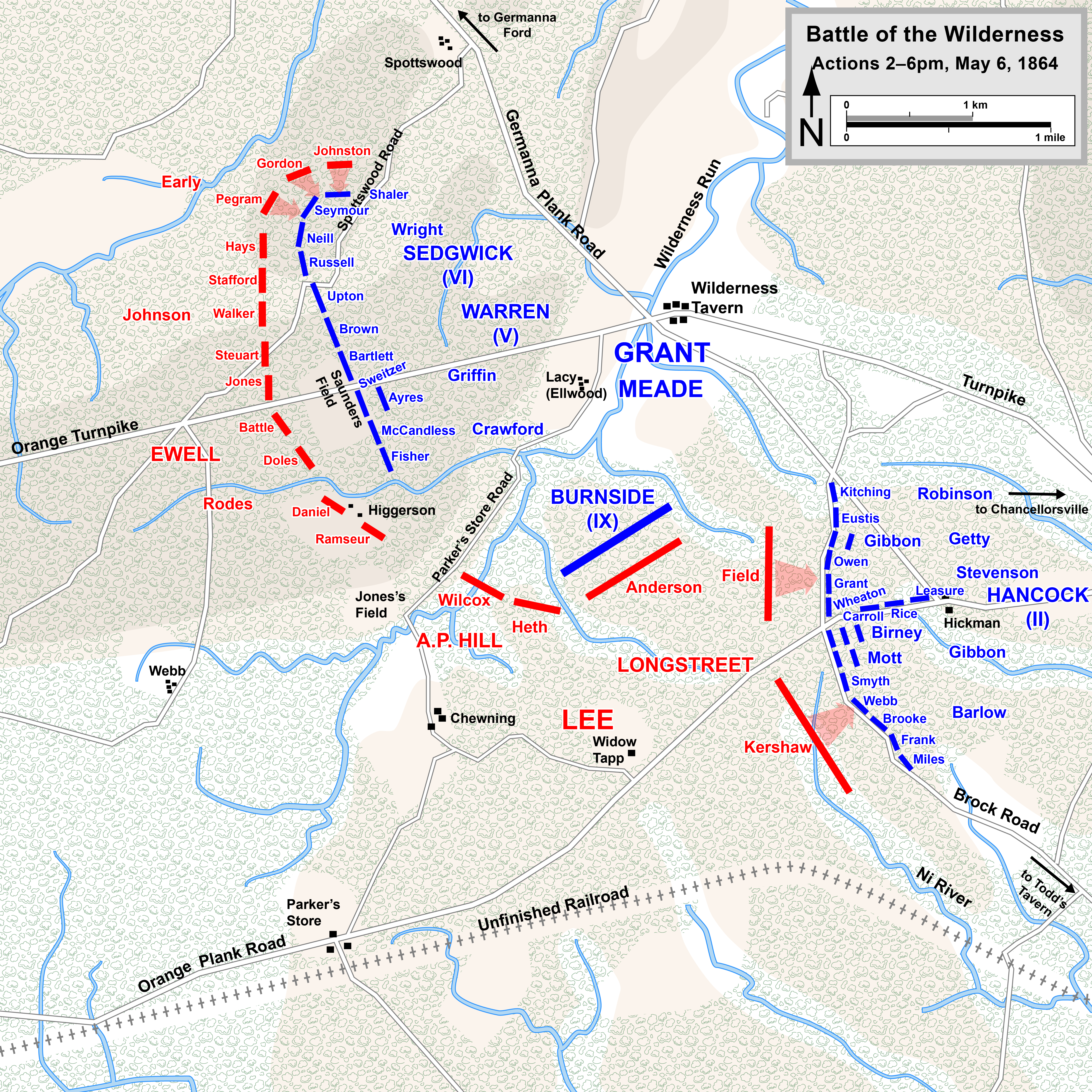
1864. május 6-a, délután 2 óra

1864. május 4-én Meade csapatai elindultak hadjáratukra. A terv szerint egy 18 órás menettel átkelnek a Wilderness (Őserdő, vagy Vadon) névre keresztelt sűrű erdőn. A hadsereget 5000 társzekérnyi ellátmány kísérte, mely egymás mögé állítva Fredericksburgtől egészen Richmondig ért volna. Ez önmagában lehetetlenné tette, hogy az uniós hadsereg egy nap alatt elérjen Spotsylvania Court House-ig. Estére Warren elöl menő hadteste még csak az út felénél levő Wilderness Tavern épületéhez ért, mögöttük Sedgwick éppen csak átkelt a Rapidanon a Germanna-gázlónál, a másik úton haladó Hancock pedig Chancellorsville-hez érkezett. Május 5-én a konföderációs Ewell- és Hill-hadtest felvette velük a küzdelmet és ezzel az uniós hadsereget Lee tervének megfelelően bent tartotta a rendkívül sűrű erdőségben, ahol sem manőverezni, sem alakzatot tartani nem lehetett, illetve jószerével haladni sem. Longstreet hadtestének érkezését csak május 6-nak reggelére várták. Longstreet már 5-én este megérkezett és pihentette katonáit a másnapi összecsapásra.
6-án hajnalban Hancock lendületes támadást indított Hillel szemben. Fél nyolcra az északiak előrenyomulása áttöréssel fenyegetett, de megérkezett Longstreet 15 000 és Richard H. Anderson hadosztályának további 6000 friss katonája, akik 11 órára visszanyomták az uniós vonalat kiindulási helyére, a Brock útra és megölték Wadsworth dandártábornokot. Hancock ekkor sáncokat kezdett emeltetni, nehogy teljesen kiszorítsák a csatatérről. Mikor a déliek ezt a vonalat is megrohamozták, az sáncok mögül tüzelő északi katonák határozottan visszaverték a támadást és saját katonái súlyosan megsebesítették Longstreetet is. A déliek Hancock sündisznóállásba visszavonult hadtestét otthagyva átcsoportosultak Warren ellen és este 6 órakor annak jobbszárnyát megkerülve rávetették magukat a tapasztalatlan New York-i „nehéztüzérekre”. Két dandár parancsnokát is foglyul ejtették, de a sötétség és a nehéz terep eléggé lelassította a támadást ahhoz, hogy Warren és Sedgwick erősítéseket küldhessen. Grant a nap végére 28. szivarját szívta idegességében. Az uniós hadsereg 15 000-19 000 katonáját vesztette el és csak 7500-11 000 veszteséget okozott az Észak-Virginiai hadseregnek. Grantnek minden oka meg lett volna, hogy visszavonuljon, de nem ebből a fából faragták. A 7-én reggelre emelt déli sáncok megrohanását mellőzve este kiadta az utasítást az út folytatására Spotsylvania Court House felé, hogy kijusson a rengetegből. A csapatok a határozottságot látva spontán ujjongásban törtek ki. A chancellorsville-i visszavonulás nem ismétlődött meg.

#### Spotsylvania Court House és a Yellow Taverni ütközet
Május 7-én éjfélkor Meade gyalogsága előtt a Sheridan-féle lovasság állatai torlaszolták el az utat. Sheridan összeveszett az egységét parancsnok és parancs nélkül találó felettesével, Meade-del és egy újabb összeveszés során másnap dühében megtagadta az engedelmességet. Mikor ezt Meade jelentette, Grant nem csak hogy nem engedte megbüntetni, de egyenesen önálló parancsnokságot adott Sheridannek azzal a céllal, hogy semmisítse meg a déli lovasságot. Meade tekintélye ezzel lényegében semmivé lett, Sheridan pedig a teljes északi lovasságot, mind a 12 000 főt elvitte egy olyan hadműveletre, mellyel semmi lényegeset nem ért el, de felderítési adatok és fedezet nélkül hagyta a Potomac hadsereget. Sheridan az engedelmesség megtagadása miatt a Potomac hadsereg alárendeltségében többet nem működhetett; emiatt lovassági beosztása végéig, 1864. augusztus 8-ig összesen 30 napon át maradt a Potomac hadsereggel, máskülönben nem támogatta azt, és május 24-ig egyáltalán vissza sem tért hozzá. Így Jeb Stuart lovassága zavartalanul és olyan sikeresen akadályozta az előrenyomuló északi gyalogságot, hogy Lee előbb ért Spotsylvania Court House-hoz és északnyugatra tőle elzárta az utat. Mikor Warren az állásaikhoz ért, azt hitte, hogy megint a lovasságot kell elzavarnia és előkészület nélkül, dandár dandár után támadott, amit a déliek keményen megtoroltak.

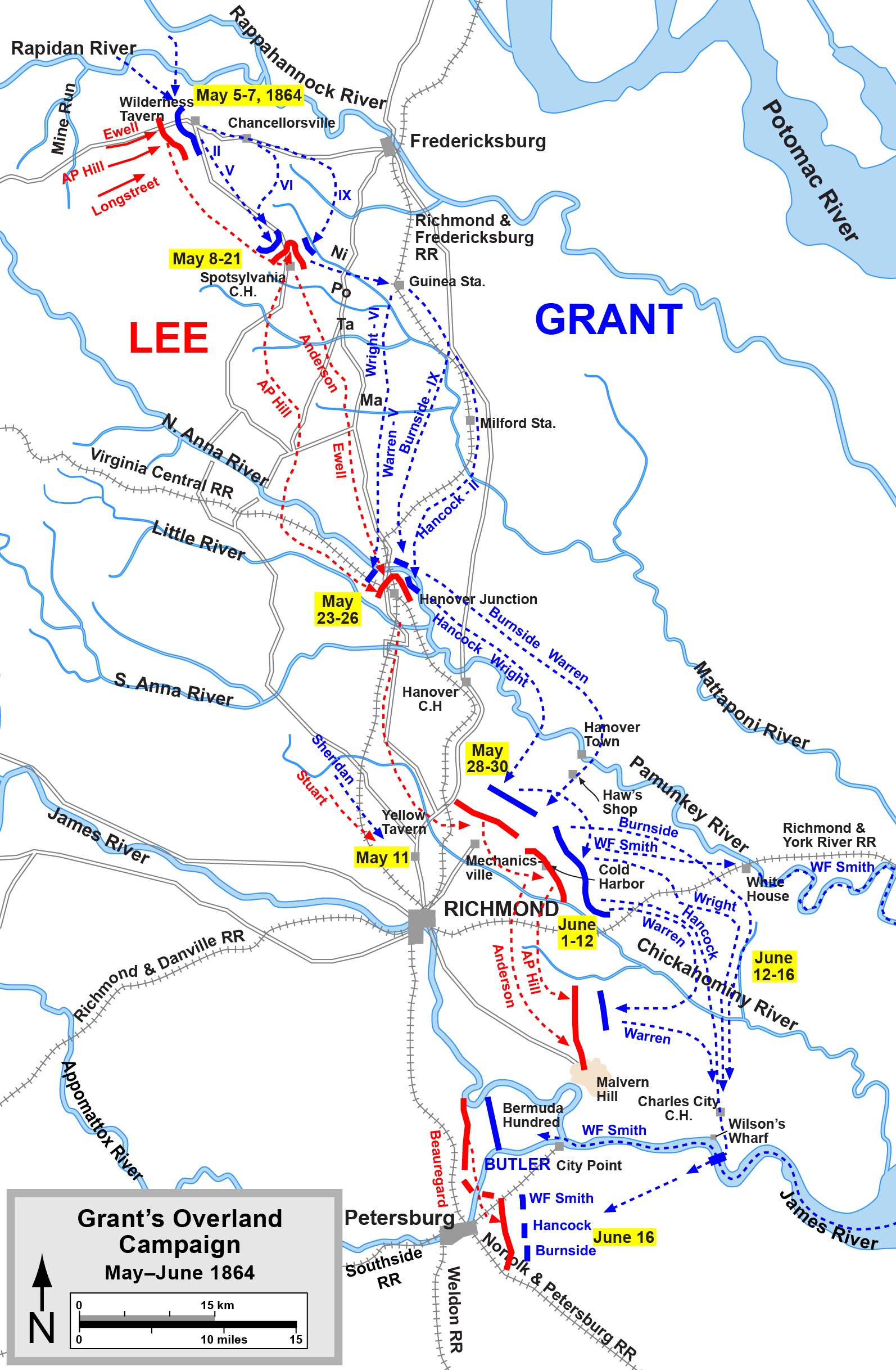
Az Overland hadjárat 1864 május-június

Május 8-án Sedgwick és Warren hadteste összehangoltan támadt, de ezt is visszaverték. Meade Sedgwicket eddig is lassúnak gondolta, de Warren kudarca miatt csalódott volt és azt mondta neki, hogy elvesztette a bátorságát. Május 9-én mindkét fél sáncokat épített, s egy mesterlövész megölte a katonái által „John bátyó”-nak nevezett Sedgwicket. Elvesztése erősen leverte katonáit, Grant szerint halála egy teljes hadosztály elvesztésével volt egyenlő. Meade Horatio G. Wright vezérőrnagyot nevezte ki utódjának, aki Sedgwick rangidős hadosztályparancsnoka volt. Északnyugat felől megérkezett a nagyot kerülő IX. hadtest, de Burnside bizonytalankodni kezdett, mikor látta, hogy Spotsylvania Court House nem teljesen üres. Támadás helyett sáncokat kezdett építeni, így Lee átcsoportosíthatott, majd éjjel még egyszer. Mivel Sheridan szinte a teljes északi lovasságot elvitte magával délre, Grant és Meade az egész csata folyamán nem kaphatott tőlük felderítési adatokat, így az ellenség elhelyezésével kapcsolatban is csak találgatni tudott. Május 10-én szervezési hibák miatt Meade több részletben támadott, amelyeket egyenként visszavertek, még az újszerű taktikával támadó Emory Upton ezredesét is.
Upton taktikája azonban új távlatokat nyitott, melyet Grant azonnal felismert és megpróbált kiaknázni. Május 12-én hozzá hasonlóan keskeny oszlopba rendezték a II. hadosztály 15 000 katonáját, mellyel Hancock megállás és a tűz viszonzása nélkül nekirontott a Bloody Angle névre keresztelt kiszögellésnek. A támadás sikerrel járt, de senki nem tervezte meg a kiaknázását, így minimális területnyereség után elzárták a további előrenyomulás útját előle. A harc a Bloody Angle-ért egész nap tombolt, jelentős részben kézitusa által, mivel a szakadó esőben a puskapor elázott. Május 13-án Grant kikerülte Lee állásait és a II. és VI. hadtestet áthelyezte délkelet felé, ezúttal kelet felől fenyegetve a várost. Május 16-án végre elállt az ötnapos esőzés, így 17-én Grant újra támadt, de a rohamot a déli tüzérség kegyetlenül szétágyúzta. Május 21-ére virradó éjjel Grant feladta a csatát és tovább nyomult délkelet felé. A Spotsylvania Court House-nál vívott csatának kb. 18 000 északi katona és 12 000 déli esett áldozatul.
Az uniós lovasság már május 11-én Richmond kapujához érkezett. Sheridan Richmondtól öt kilométerre, Yellow Tavernnél ütközetet vállalt az útját elálló Stuart-féle déli lovassággal. Az ismétlőfegyverrel felszerelt uniósok két és félszeres túlerőben is képtelennek bizonyultak az ellenállást megtörni. Sőt, Stuart ellentámadásba lendült, és több szövetségi alakulatot megfutamított, amelyek visszavonulása közben egy katona lelőtte őt. Sheridan elvesztette lélekjelenlétét, feladta az ütközetet és Richmondot kikerülve a James-folyón Bermuda Hundrednél partra szállt Benjamin Butler vezette James hadsereghez (Army of the James) csatlakozott.

#### A North Anna-folyó menti ütközet

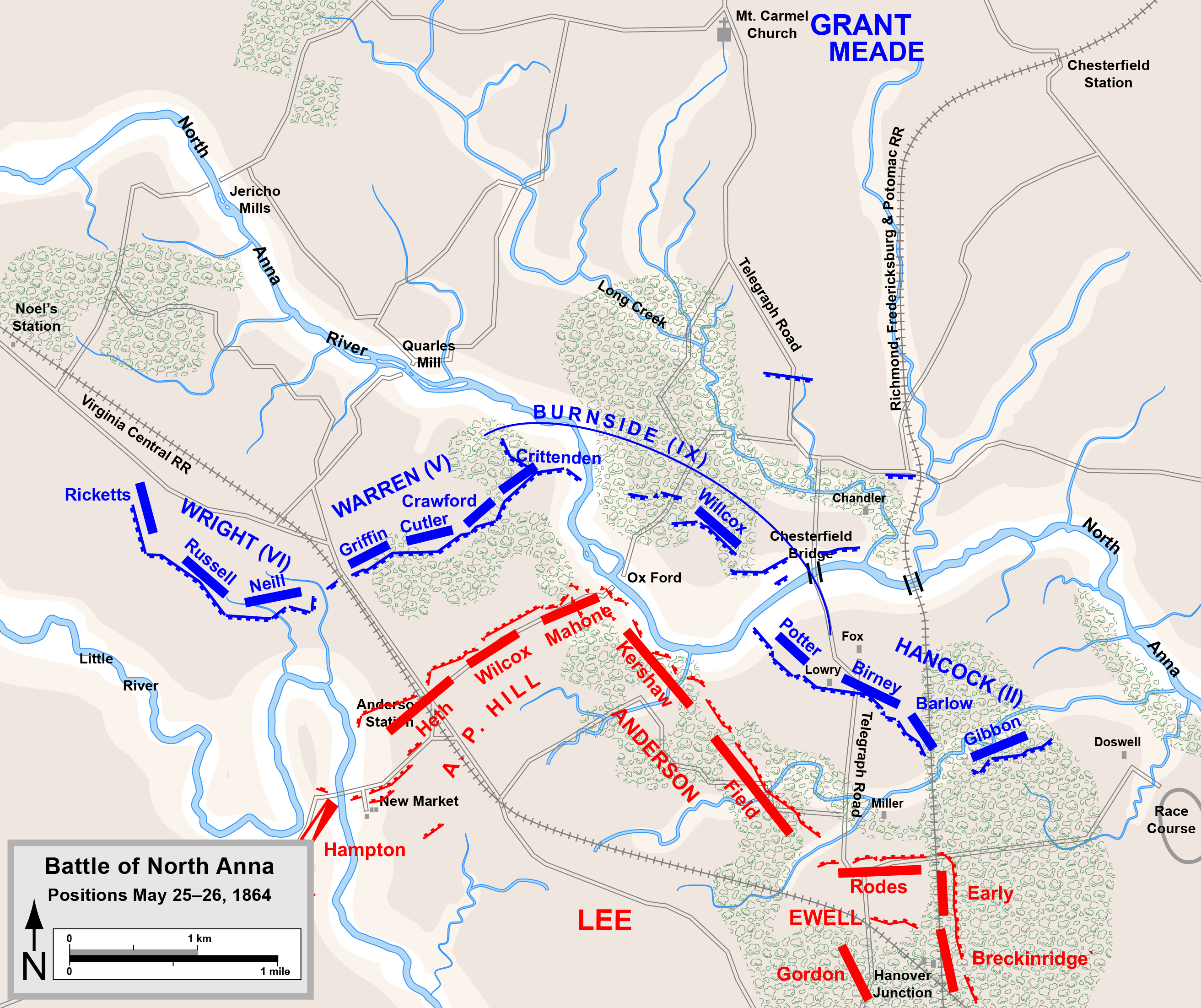
A North Anna ütközet állása május 25-26-án

Grant a II. hadtestet délkelet felé mozgatta, remélvén, hogy Lee észlelve magányosságát, megpróbál lecsapni rá és megsemmisíteni, mely esetben a három másik hadtest hátba támadhatta volna a szilárd állásokat otthagyó délieket. Lee azonban nagyon óvatosan reagált a mozdulatra, csak párhuzamos mozgással kísérte. Mikor megbizonyosodott, hogy az uniós hadtestek egymás után elhagyják Spotsylvania környékét, azt hitte, hogy Grant tovább vonul délkelet felé, a tengerparthoz. Grant azonban a North Anna-folyó átkelőhelyeit célozta meg, hogy megfossza Lee-t annak esélyétől, hogy a North Anna mentén építse ki következő védelmi vonalát. De május 22-ére belátta, hogy rossz utakon és kerülővel kell haladnia, míg Lee rövidebb és jobb úton megy az átkelőhelyek felé és előbb fogja elérni őket, így nem erőltette tovább a versenyt, hanem komótosan nyomult dél felé.
Május 23-án az első egységek átkeltek a North Annán. Estére két külön helyen létesített hídfőt az uniós hadsereg, északabbra az V. hadtest, délebbre a II. hadtest. Lee azonban főmérnöke, Martin L. Smith tanácsára egy olyan fordított V alakú állást épített ki, amelynek révén könnyen átcsoportosíthatott szárnyai között. Ennek folytán helyi létszámfölényt létesítve megpróbálhatta volna az egyik uniós hadtest megsemmisítését, míg Hancock és Warren csak a North Annán való kétszeri átkeléssel tudta volna megsegíteni egymást. Május 24-én az északiak megkezdték az állások támadását, de a tervezett ellencsapás nem következett be. Lee betegen ágynak esett, A. P. Hill sem tudott kigyógyulni rejtélyes kórságából, Ewell teljesen kimerült a spotsylvaniai megpróbáltatásokban, egyedül az ideiglenesen hadtest parancsnok Anderson volt talpon. 24-én estére egy ittas dandárparancsnok improvizált és sikertelen támadásából kibontakozó széles összecsapás után Hancock jelentette, hogy Lee állásainak ereje Spotsylvaniáéval vetekszik. A frontális támadás Spotsylvania mészárszéke után nem tűnt kivitelezhetőnek, Little River felőli megkerülési kísérleteket pedig Wade Hampton lovassága blokkolta, így két nap járőrharc után, május 27-én Grant kikerülte az állásokat délkelet felé.

#### Cold Harbor
Grant Hallecknek küldött távirata ezzel szemben azt hangsúlyozta, hogy a déli hadsereg vesztette el támadási képességét: „Lee hadserege meg van verve. A most ejtett foglyokból látjuk és eltéveszthetetlenül látszik a hadsereg viselkedéséből is. Lövészárkon kívül már nem lehet velük harcolni. Embereink érzik, hogy föléjük kerekedtünk és magabiztosan támadnak. Lehetséges, hogy tévedek, de úgy érzem, hogy Lee hadserege feletti győzelmünk immár biztos.”

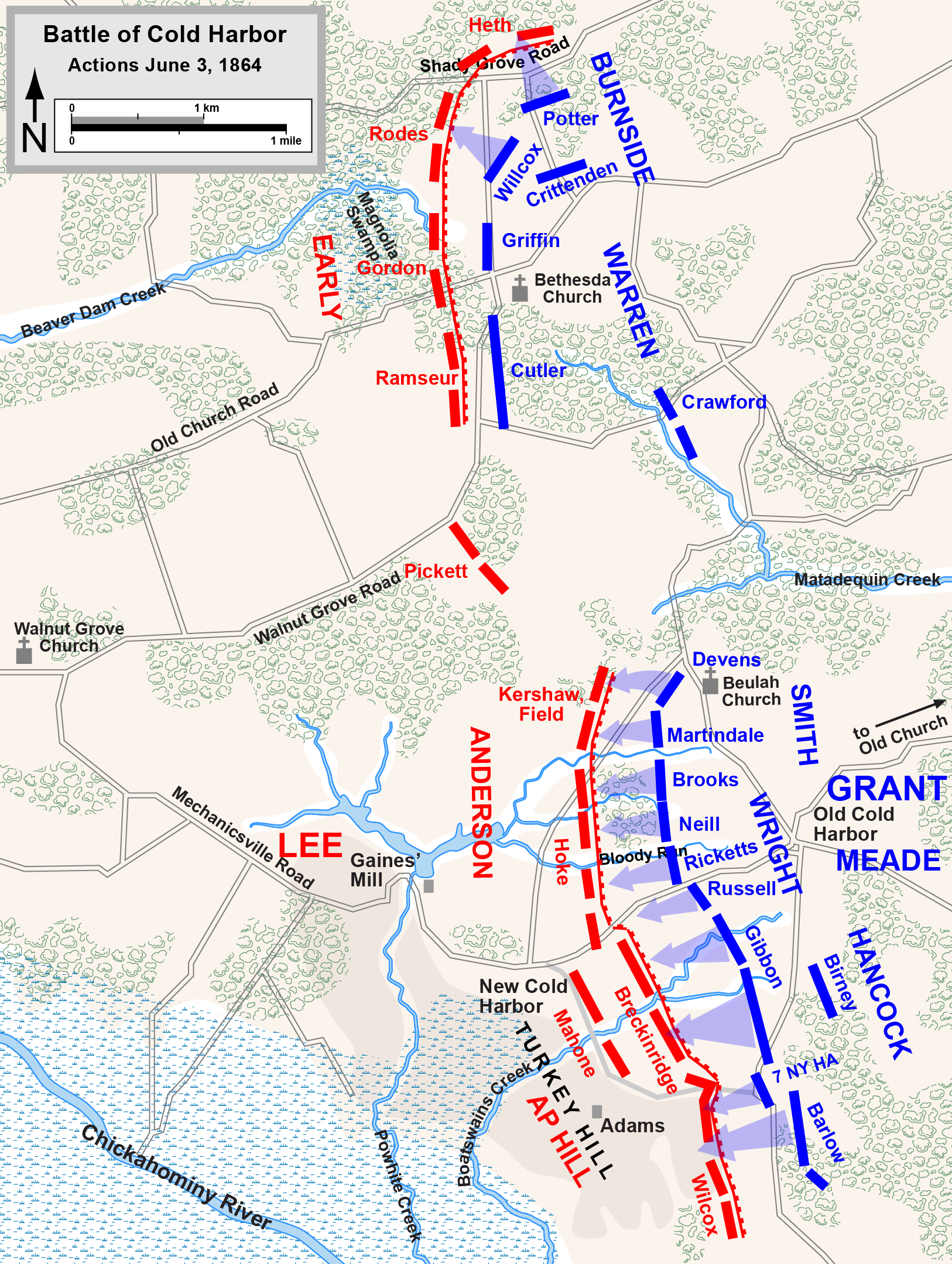
A tragikusan végződő június 3-i támadás idején a csapatok elhelyezkedése

Május 28-án a Lee utasítására agresszíven támadó lovasság Haw's Shopnál (Haw boltja) ütközött meg a vonulás irányát titkolni igyekvő Gregg dandártábornok lovasságával. Az összecsapás nem hozott döntést, egyik fél sem tudta akaratát kikényszeríteni. Az Észak-Virginiai hadsereg második hadtestének egy dandárja megtámadta Warren elszigeteltnek tűnő V. hadtestét a Bethesda templomnál vívott ütközetben, de kísérletet az északiak vérbe fojtották. Ugyanekkor Kopasz Smith XVIII. hadtestének 16000 katonája otthagyta a Bermuda Hundred állásait és észak felé indult, a Potomac hadsereggel való egyesülés céljával. Lee Mechanicsville-től északra és északkeletre állta el útjukat Richmond felé. Grant és Meade parancsnoksága alatt 109 000 katona sorakozott fel, Lee-nek 59 000 embere lett az erősítések után. Az uniós hadsereg azonban kiképzetlen újoncokat és a Washington környéki erődítményekben szolgálni akaró nehéztüzéreket hozott erősítésnek, melyek a gyalogsági harcászatot nem ismerték és moráljuk hagyott kivetnivalót maga után. Lee ezzel szemben inaktív frontokról kivont veterán katonákat kapott.
Grant június 1-jén támadást vezényelt az uniós balszárnynak a Cold Harbornak nevezett taverna környékén. A támadást Anderson hadteste visszaverte, de nem sokon múlt az áttörés. Grant úgy érezte, hogy a győzelem a kezében van, már csak egy utolsó nagy támadást kell vezényelnie. Grant Hancock hadtestét is a balszárnyra helyezte. A forró, poros nyári időben való menetelés és cipekedés kiszívta a katonák erejét. A június 2-i támadást el kellett halasztani másnapra a katonák kimerültsége miatt. Ez azonban időt adott a déliek jobbszárnyának, hogy másfél méteres árkokat ássanak és elsőrangú fedezéket emeljenek. A június 3-a hajnali általános támadás összeomlott a sáncokból repeszlövedékkel tüzelő ágyúk és a kézifegyverek sortüzeiben. Reggel 7 óra felé Grant még egy próbálkozást akart, de a balszárny három hadtestparancsnokának már elege volt. Hancock csak szóban jelezte ellenvetését, de Smith megtagadta a parancs kivitelezését, Wright pedig noha intenzíven tüzelt állásaiból, de rohamot nem vezényelt. Beosztott tisztjeik közül nem egy csak jelképes mértékben nyomult előre, majd megállt, néhányan pedig egyáltalán nem voltak hajlandók a roham megismétlésére.
Délre eldőlt, hogy a próbálkozás kudarcot vallott és a senkiföldjén megrekedt északi katonák poharakkal, bajonettekkel kezdtek árkokat ásni, illetve ezrével elesett bajtársaik holttestéből emeltek rögtönzött sáncokat. Grant vonakodott tűzszünetet kérni a sebesültek összegyűjtése céljából, mert az az ütközet elvesztésének beismerését jelentette volna. Mire június 7-én végre elküldte a kérelmet, a legtöbb sebesült meghalt. Az északi sajtó eddigre Grantet mészárosként emlegette és keményen bírálta. A Potomac hadsereg 12 000-15 000 katonáját vesztette el Cold Harbornél, szemben a 2500-5000 fő körül alakuló déli veszteséggel. Ez magában foglalta a június 4-12. között vívott lövészárok-háború veszteségeit is, amelyben mozsárágyúkkal és mesterlövészekkel támadták egymást. Grant a valóságot erősen enyhítve azt táviratozta Washingtonba, hogy „nem jutott döntő előnyhöz” és hogy „a veszteségek nem súlyosak”, de a háború után írt emlékiratában már egyik nagy hibájaként jellemezte a cold harbori rohamot, melyet mélységesen megbánt. Richmond elfoglalásának terve meghiúsult, s ezzel az Overland hadjárat véget ért.

### A lövészárokháború és Petersburg ostroma
Mikor világos lett, hogy Richmondot a Potomac hadsereg nem tudja elfoglalni és Lee hadseregét sem sikerült megsemmisíteni, egy új stratégiai tervre volt szükség. David Hunter vezérőrnagy vezetésével egy uniós hadsereg megkezdte a Shenandoah-völgy elfoglalását, amely utánpótlással látta el Lee hadseregét. Június 7-én Grant utasította Sheridan lovasságát a Shenandoah-völgybe vezető Virginia Central vasútvonal elpusztítására, s ezt követően Hunternek kellett segítségére sietnie. Hampton a Trevillian Stationi ütközetben megállította a portyát, így sem a vasútvonalban való lényeges károkozás, sem a Hunterrel való egyesülést nem tudták megvalósítani. Grant június 12-én elindította a Potomac hadsereget a James-folyóhoz és pontonhídon átkelt rajta. Az új cél a James hadsereggel való egyesülés után Petersburg elfoglalása lett, melynek fontos vasúti csomópontján át áramlott a Mély-Dél utánpótlása Richmondba. Ennek elfoglalása a konföderációs főváros elestét is magával vonta volna.

#### Az első és második petersburgi ütközet

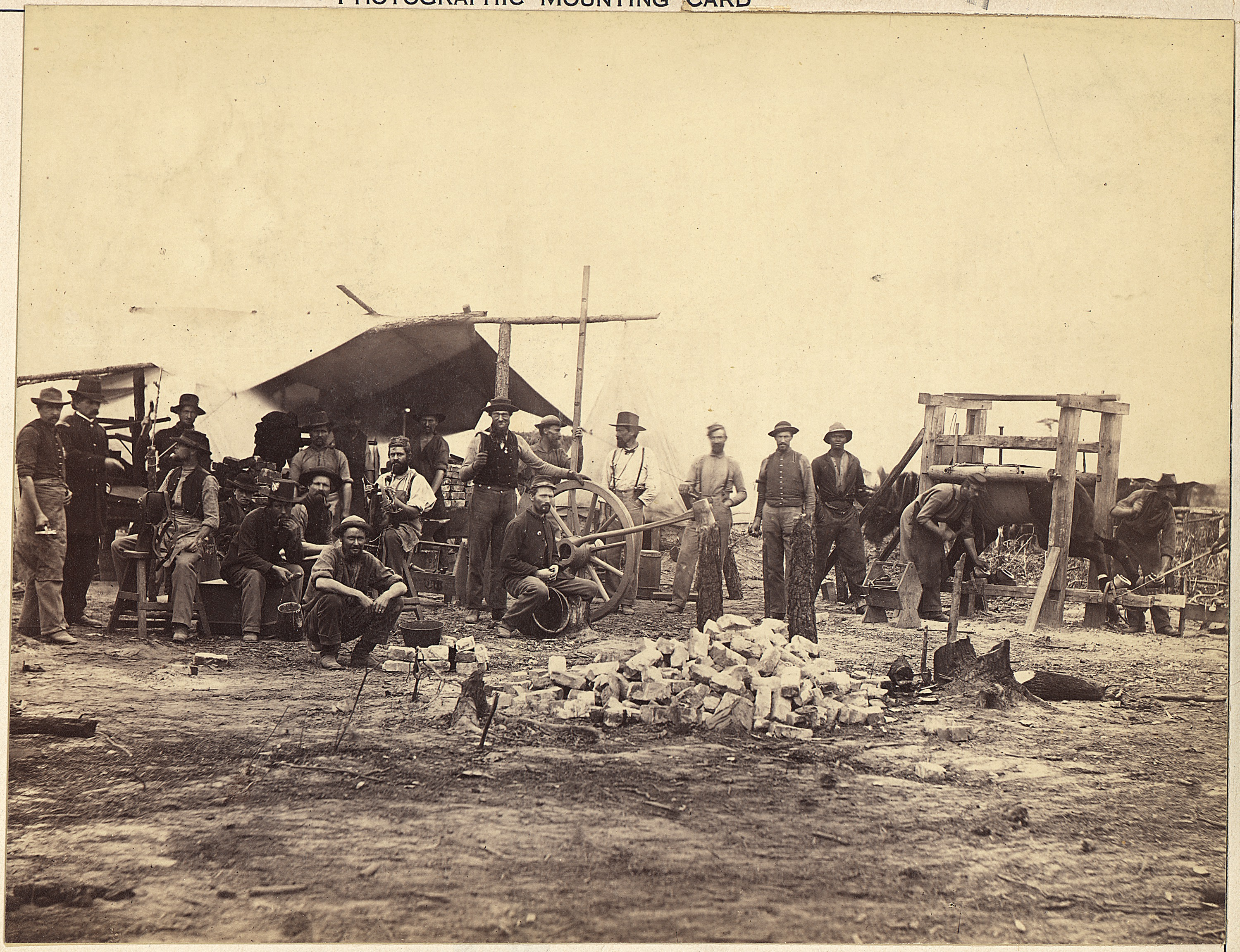
A IX. hadtest tábori műhelye Petersburg alatt

Június 9-én Butler már indított egy támadást a Petersburgöt 15 km hosszan elnyúló sánc- és lövegállásrendszerrel védő Dimmock-vonal ellen. Henry A. Wise dandártábornok sietve összerángatott véderői azonban meghiúsították a minimális erőfeszítést felmutató északi támadást, amelynek csapattestei leginkább egymásra várakoztak. Grant 14-én újabb támadást vezényelt a Dimmock-vonal ellen. Ezúttal Kopasz Smith XVIII. hadteste kísérelte meg az előrehaladást, de hasonlóan gyámoltalanul. A Dimmock-vonalat minimális harc mellett ugyan elfoglalta, de Wise visszavonuló erőiben nem esett szinte semmi kár és a Harrison patak mellett ásták be magukat. P. G. T. Beauregard tábornagy ügyes átcsoportosítással a Butler másik hadtestét feltartó két hadosztályt küldte segítségükre. Butler nem használta ki a lehetőséget és nem mozdult. Június 16-ra 14 000 konföderációs katona állt szemben 50 000 unióssal. A XVIII. a II. és a IX. hadtest két napon keresztül heves támadásokat vezetett, de a konföderációs ellenállás ekkor már rutinszerűen második és harmadik vonali sáncokat és lövészárkokat húzott, melyek még siker esetén is megakasztották az előrenyomulást.
Június 18-án a sikertelenség felett őrjöngő Meade újabb általános támadást vezényelt. Eddigre azonban Lee is két hadosztálynyi segítséget küldött, így a 20 000 konföderációs visszaverte a 67 000-re növekedő uniós kontingenst. Négy nap alatt a Potomac hadsereg 11 300 fő veszteséget szenvedett, szemben a konföderáció kb. 4000 fő veszteségevel. A közvélemény növekvő haragja miatt Meade leállíttatta a város ellen vezetett közvetlen támadásokat.

#### A Kráter

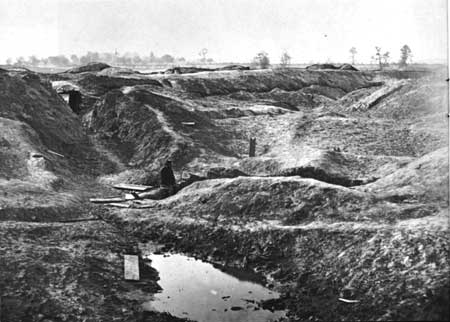
A kráter 1865-ben

Június végén Henry Pleasents alezredes indítványára Grant alagutat ásatott a déli állások alá, hogy fölrobbantsa és a megnyílt úton keresztül a déli lövészárkok mögé juthasson. Burnside a IX. hadtestből Edward Ferrero dandártábornok néger katonáinak hadosztályát választottak ki a rohamra, de Meade a már begyakorlott hadosztály helyett egy másikat akart küldetni Burnside-dal és mikor az Granthez fellebbezett, az altábornagy Meade-nek adott igazat. Így a North Annai ütközetben már részegen vitézkedő James H. Ledlie dandártábornok hadosztálya kapta a feladatot. Július 30-án hajnali 4 óra 44 perckor az aknászok egy 50 méter hosszú és 10 méter mély krátert robbantottak, kb. 250-350 ellenséget azonnal megölve. Mivel azonban Ledlie katonái nem voltak teljesen tisztában vele, hogy mi a feladatuk, ezért részeg és Ferreróval italozó parancsnokukat hátrahagyva a kráter megkerülése helyett belemásztak és peremének fedezékébe feküdtek. William Mahone és Bushrod Johnson vezérőrnagy csapatokat és ágyúkat összegyűjtve ellentámadásba lendült a kráterben összegyűltek ellen halomra lőve őket. Burnside a támogatásukra küldte a Ferrero hadosztályt, amelynek támadása az oldalról kapott lövések miatt szintén a kráterben kényszerült fedezéket keresni. Csak egy kisebbségük támadta meg a még érintetlen konföderációs sáncokat. A heves kézitusában az állásokat egy időre elfoglalták, de Mahone ellentámadása kivetette őket onnan. A nap végére a teljes kudarcot 3500-4400 uniós katona elvesztése tetőzte be. Meade vádat emelt Burnside, Ferrero, Ledlie és más tisztek ellen. Ledlie-t és Burnside-ot leváltották. A IX. hadtestet John G. Parke vezérőrnagy vette át.

#### Az augusztusi uniós támadások
Augusztus közepén Lee egy hadosztályt Richomond környékéről kivonva a Shenandoah-völgy irányába küldött. Grant azt hitte R. H. Anderson teljes hadteste elhagyta az állásokat és Hancockot utasította, hogy támadjon Richmond irányába a Második Deep Bottomi ütközetben. A gutaütéses haláleseteket okozó hőségben az uniós katonák augusztus 13-án kezdtek előrenyomulni, hamar észrevéve, hogy az ellenállás jóval nagyobb a vártnál. Augusztus 16-ig elfoglaltak pár lövészárkot, egynémely ágyút is zsákmányoltak, de a sűrű erdőségben a parancsnokok nem voltak képesek átlátni a helyzetet és kihasználni a lehetőségeket, mielőtt a déliek erősítéseket hoztak. Hancock augusztus 20-án visszavonta katonáit kiinduló állásaikba és a Globe Tavernnél folytatódó harchoz küldte egy részüket.

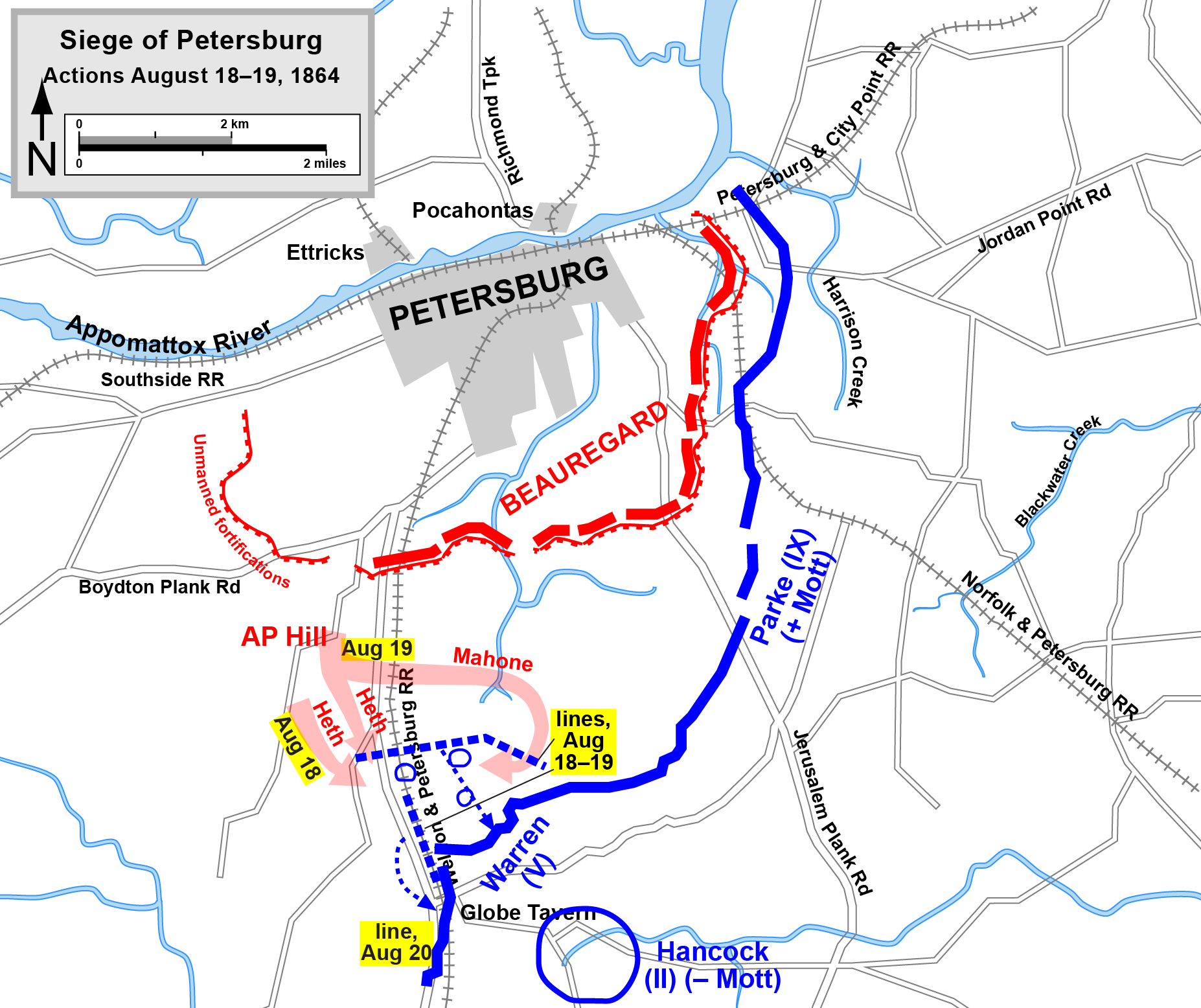
A Globe Taverni ütközet térképe

A Deep Bottomnál folyó harc alatt, augusztus 18-án Grant Warren hadtestét a Weldon vasút elvágására utasította. Ezt reggel 9 órára sikeresen teljesítették. A kora délutáni konföderációs ellentámadás csak visszanyomni tudta a csapatokat, de a vasútvonalat Globe Tavernnél Warren sikeresen megtartotta és estére az elvesztett területet is visszaszerezte. Mindkét fél erősítéseket küldött. Augusztus 19-én délután folytatódott a harc, Mahone déli hadosztályának oldaltámadásával, mely két dandárnyi uniós foglyot ejtett. A IX. hadtest erősítései megszilárdították a vonalat és vad kézitusa bontakozott ki az éjjel beálltáig. Augusztus 20-án a zuhogó esőben szünetelt a küzdelem és éjjel Warren hátrébb levő állásokba vonta vissza katonáit, de a szétrombolt vasútvonal nyomvonalát továbbra is ellenőrzése alatt tartotta. Másnap Mahone és Henry Heth vezérőrnagyok igyekeztek azt visszaszerezni, de Warren hadosztályai visszaverték a támadásokat. A Konföderáció így 50 km-en keresztül szekereken kellett szállítsa az utánpótlást Petersburgbe és Richmondba.
Augusztus 25-én a megbetegedő Grant helyett Meade általános parancsnoksága mellett az unió megkísérelte elfoglalni a Ream's állomást, s ezzel végleg lezárni a Weldon vasút utánpótlási vonalát. Heath és Mahone csapatai azonban olyan lendületes ellentámadást indítottak, hogy több ezred megfutamodott és a Globe Taverni ütközethez hasonlóan sokan foglyul estek. A három ütközetben összesen 10 000 uniós katonát vesztett el a Potomac hadsereg, míg az Észak-Virginiai hadsereg vesztesége 3900 fő körül alakult.

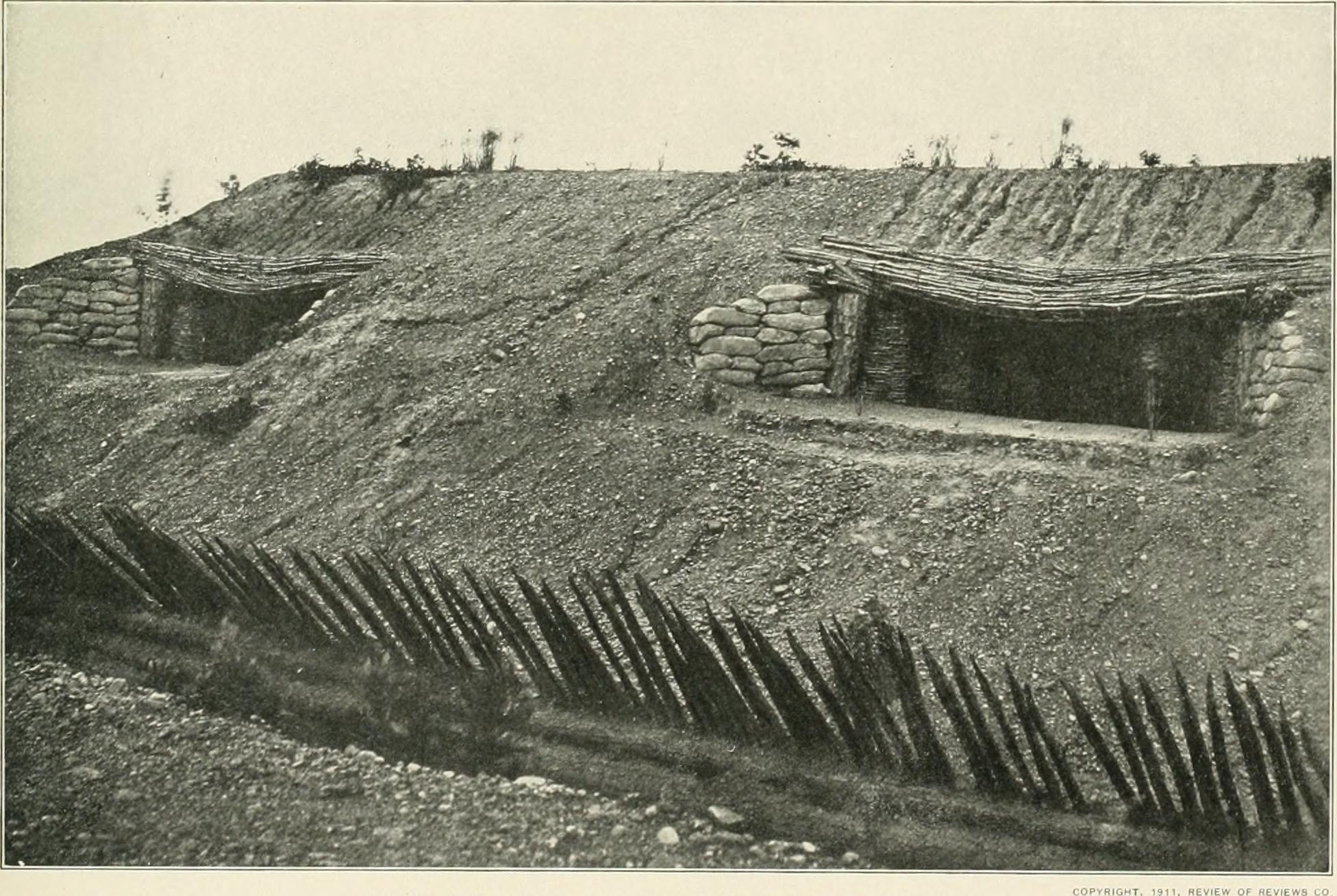
Fort Harrison fakerítése és felépítményei

Az ellenség nehéz ellátási körülményeit egy időre nagyban javította, hogy a Beefsteak portyának keresztelt vállalkozás keretében Wade Hampton kb. 2500 marhát zsákmányolt és 300 foglyot ejtett. A húsból és gabonából kifutott déli hadsereg napokig marhahúslakomákat rendezett.

#### A szeptember végi, Richmond elleni offenzívák
Szeptember 29–30-án Butler hadserege megtámadta a new marketi magaslatot és Fort Harrisont, majd szeptember 30-tól október 2-ig a IX. és az V. hadtest egységei foglalták el Fort Archert és For MacRae-t. A minimális területi nyereséget hozó offenzívát a déliek új védelmi vonalak ásásával és új "erődítmények" emelésével állították meg. Október 7-én Lee Darbytownnál és a New Market út mentén ellentámadást indított a Butler hadseregébe tartozó Birney X. hadteste ellen, de ez egyáltalán nem ért el semmilyen sikert, mert az északi állásokat mind megtartották és a frontvonal meg sem rezdült.

#### Az októberi ütközetek és a politikai fordulat
Butler hadseregéből október 13-án a X. hadtest egyedül próbálkozott, majd 27-én a XVIII. hadtesttel közösen, de kisebb veszteségek mellett visszaverték a Darbytown út, Darbytown és Fair Oaks ellen indított rohamaikat. Szintén október 27-én Hancock 30 000 fősre duzzasztott különítménye megpróbálta megkerülni A. P. Hill egyre nyugatabbra nyúló szárnyát a Boydton deszkaúti ütközetben. A fordulatos összecsapásban Hancock először bekerítési igyekezetében elszakadt a háta mögött maradó uniós csapatoktól, s ezt érzékelve a Hilltől a hadtest irányítását átvevő Henry Heth megpróbálta bekeríteni a II. hadtestet. A háromfelől fenyegetett uniósok azonban a Reams's állomási ütközettel szemben nem estek pánikba és majdnem háromszoros létszámfölényben lévén keményen küzdve visszavetették a szárnyakat. Ez olyan jól sikerült, hogy maguk is megpróbálkoztak a konföderációs hadtest bekerítésével, amit az visszavonulással tudott elkerülni. Hancock veszélyesnek ítélte meg a helyzetét és éjszaka visszavezette különítményét a kiindulópontra. Ezzel a Boydton deszkaút déli ellenőrzés alatt maradt és a beálló hideg időben mindhárom hadsereg menedékekbe húzódott. Petersburg ostromában négy hónapos szünet állt be.
A Gettyburgnél szerzett sérülése miatt gyakran betegeskedő Hancock novemberben komplikációk következtében leszerelt és Andrew A. Humphreys vette át a II. hadtestet. Január 25-én Gregg lovassági vezérőrnagy is benyújtotta leszerelési kérelmét. De az igazán lényeges változás az volt, hogy Lincolnt újraválasztották elnöknek. A sikert nem a Potomac hadsereg Overland hadjárata, vagy Petersburg ostroma hozta meg számára, bár a hozzájárulás nyilvánvaló. A közvélemény támogatását Mobile elfoglalása Sherman sikeres Atlanta hadjárata és az azt követő, Georgia államon keresztül való előretörés a tengerhez hozta meg. Ez újabb négy év háborút jelentett, és a kimerült Konföderáció népessége nem hitt benne, hogy ezt kibírná. Az állam és a Potomac hadsereggel szemben ellenséges Észak-Virginiai hadsereg morálja összeomlott. A téli hónapok alatt ez a bomlási folyamat még nem látszott, de mihelyt a hadműveletek újrakezdéséhez eléggé felmelegedett az idő, a konföderációs katonák dezertálni kezdtek.

#### A Hatcher's Run-i ütközet és a Stedman-erőd sikertelen ostroma
1865. február 5-én az Unió újabb próbálkozást indított a Boydton deszkaút elvágására. Az V. hadtest átkelt a Hatcher-patakon és megszállta a Vaughan út környékét. A cél egy lovassági portya fedezése volt, amelyet Gregg hadosztálya indított a Boydton deszkaúton délkeletre a Reams állomás és Dinwiddie Court House-on keresztül. A II. hadtest két hadosztálya nyugatra húzódott, az Armstrong malom közelébe Warren szárnyával kapcsolatot tartani. John B. Gordon vezérőrnagy második hadtestének egy hadosztálya megtámadta a malom környékét, de visszaverték. Éjszaka újabb két hadosztálynyi uniós erősítés érkezett. Február 6-án Gregg visszatért sikertelen portyájáról, mikor John Pegram és Mahone hadosztályának részei megtámadták. Warren segítséget küldött számára a Dabney fűrészmalom környékére és Pegram megölésével lelassították az ellentámadást. Február 7-én Warren újabb támadása visszaszerezte az előző nap elvesztett területet. Az uniós erők nyugat felé terjeszkedése ezzel egy időre megint megállt, de a vonalak tovább hosszabbodtak, a déli véderők állásai mind szellősebbé váltak.

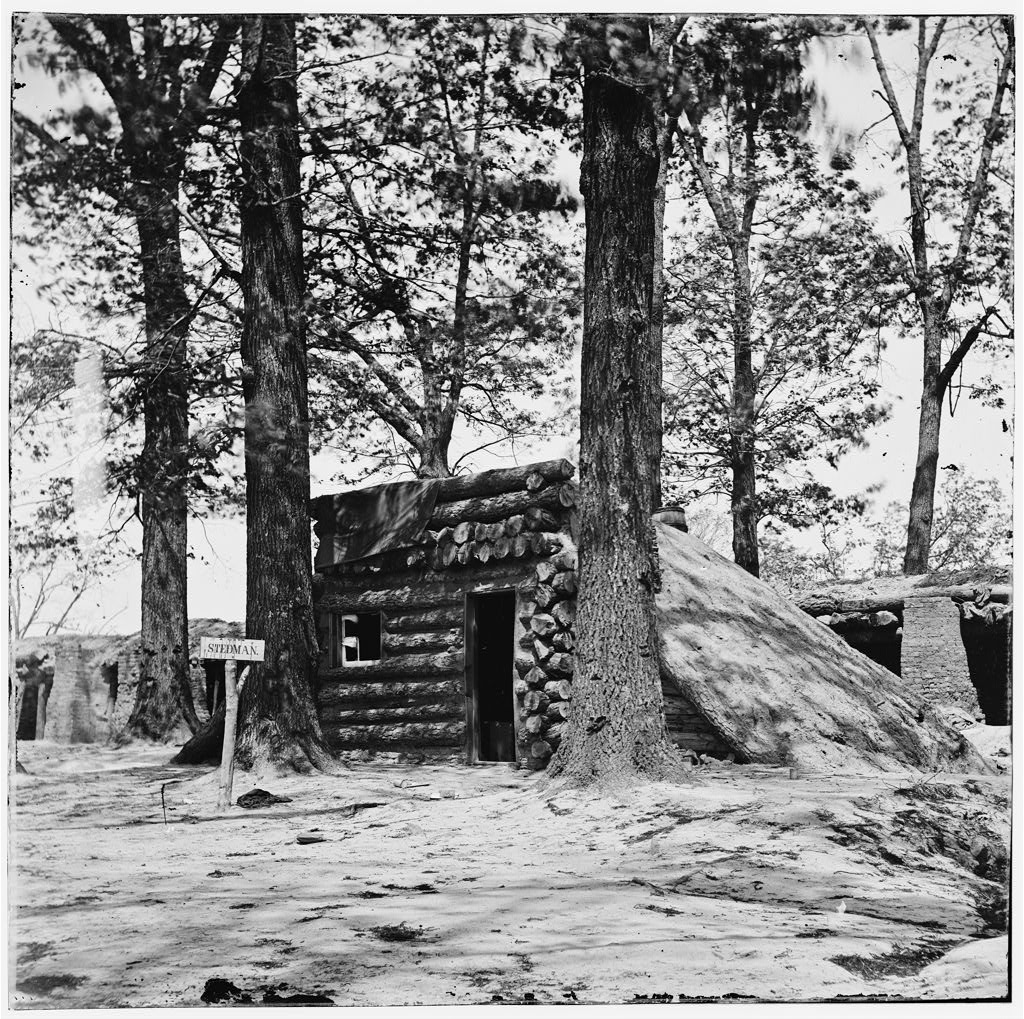
Fort Stedman erődítménye Timothy H. O'Sullivan 1865-ös felvételén

A konföderációs stratégiai helyzet egyre tragikusabbá vált. Sherman Georgia és Dél-Karolina átszelése és infrastruktúrájának elpusztítása után észak felé tört előre. A Tennessee hadsereg romjai nem tudták feltartóztatni Joseph E. Johnston parancsnoksága alatt. Ez azzal fenyegetett, hogy a már meglevő két és félszeres uniós túlerőt három és félszeressé növeli a teljesen bekerített Richmond környékén. Mivel a várakozás semmilyen stratégiai előnnyel nem kecsegtetett, Lee egy kétségbeesett támadásra szánta el magát. Március 25-én Gordon hadosztályának beszivárgói váratlan támadást intéztek Fort Stedman erődítménye ellen. A Potomac hadsereg ekkoriban már fegyveresen érkező dezertőröknek is menedéket adott, ezt használták ki a déliek; rajokba összeverődött dezertőrnek álcázták a támadóoszlopokat, akik nyugodtan az erőd alá sétáltak, majd fegyvert rántottak. Három ütegállást elfoglalva 300 méter hosszú lyukat ütöttek az uniós IX. hadtest állásain. Az erőd mögötti lövészárok-labirintusban azonban a támadók csapategysége felbomlott és sokan megálltak enni az uniós készletekből. A Stedman erődítménytől délre levő Haskell erődítményt már nem sikerült elfoglalni a konföderációs tüzérségi támogatás ellenére sem. Az uniós nehéz ostromlövegek viszonozták a tüzet és Parke vezérőrnagy ellentámadást szervezett a tartalékban álló hadosztályával. A Fort Stedmanre irányuló uniós tűz egyre erősödött. John F. Hartranft dandártábornok hadosztálya megindította az ellentámadást és minden délit kivert Fort Stedmanből. A hadművelet összességében a délieknek okozott súlyosabb veszteségeket és megágyazott az április 2-án indított végső uniós támadásnak.

### Five Forks-i ütközet, a Harmadik Petersburgi ütközet és Appomattox Court House

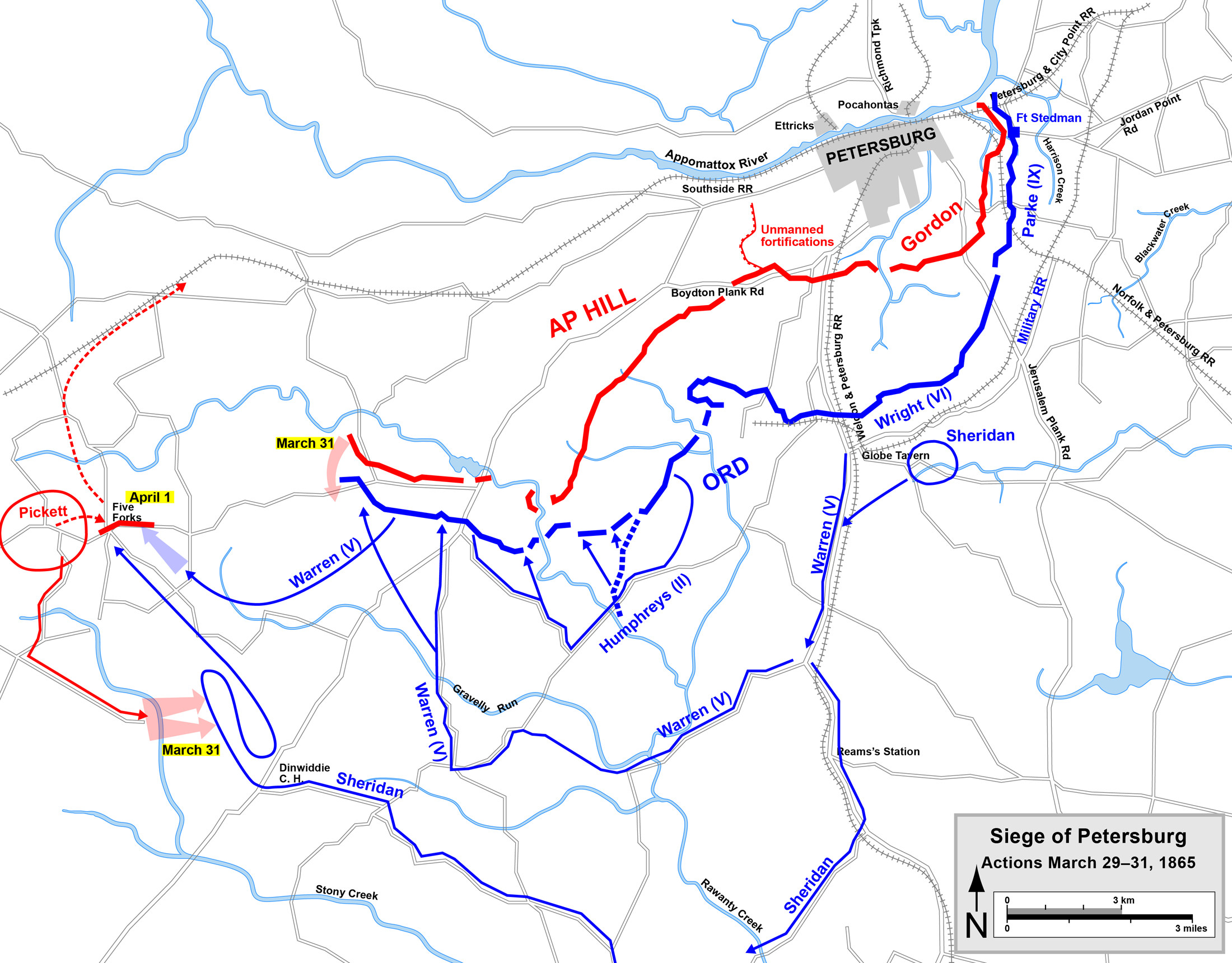
1865. március 29-től 31-ig

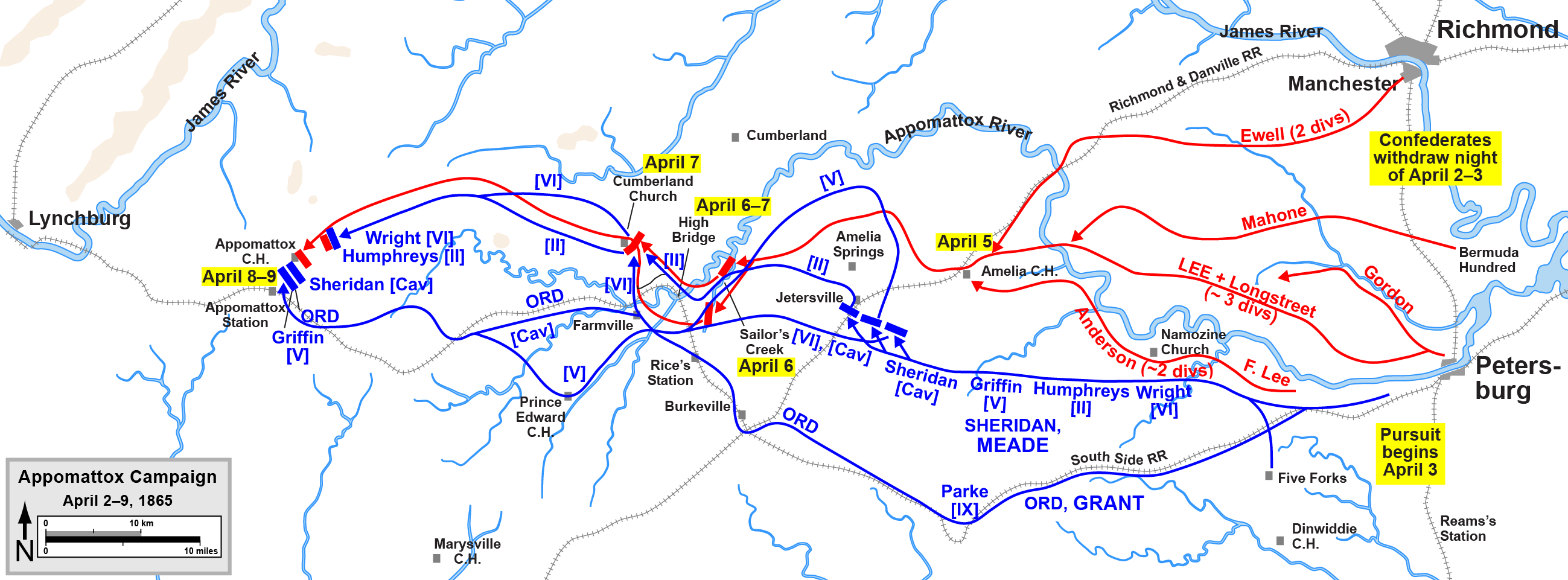
Az Appomattox hadjárat, 1865. április 2-ától 9-ig

A nyugat felé előrenyomuló uniós erők március 31-én elérték Dinwiddie Court House-t, április 1-jén pedig Five Forks-t. Utóbbinál a kétszeres létszámfölényt kialakító uniós erők áttörtek a védelmen. Ezzel megnyílt az út a Petersburgöt ellátó utolsó vasútvonal elfoglalására. Április 2-án Horatio G. Wright VI. hadtestének a Boydton deszakútnál való áttörésével Meade győzött a Harmadik Petersburgi ütközetben. Az uniós haderőnek több ezer déli katona adta meg magát. Este nyolc órakor Lee délután kiadott parancsa alapján a Konföderációs hadsereg megkezdte Petersburg kiürítését. Este 11 órakor Jefferson Davis és kabinetje, valamint az állami kincstár aranytartaléka elhagyta a fővárost. Április 3-án Richmondot elfoglalták a szövetségi csapatok. A naponta kb. 800 dezertáló katonát vesztő Észak-Virginiai hadsereg április 9-én egy rövid ütközet után Appomattox Court House falujánál fegyverszünetet kért Granttől. A Konföderáció katonai ellenállásának szimbóluma, Lee tábornagy az Észak-Virginiai hadsereg összes katonájának kegyelemben való részesítése fejében letette a fegyvert. Grant a feltételt elfogadta és vezénylő tábornoki jogkörénél fogva minden magát megadó és az Egyesült Államok törvényeinek magát alávetni hajlandó konföderációs katonának bántatlanságot garantált. Lee április 10-én elbocsátotta hadseregét, az Amerikai Egyesült Államok megnyerte a háborút.

## A béke beköszönt
A maradék 175 000 kiéhezett és reményt vesztő konföderációs katona Lee megadásából azonnal tudta, hogy a háború véget ért. Joseph E. Johnston Észak-Karolináig hátrált hadserege azonnal megkezdte a fegyverletételi tárgyalásokat. Sherman először az egész Konföderáció fegyverletételéért teljes körű kegyelmet és a tulajdonviszonyokba való be nem avatkozást ígért Johnstonnak. Sherman nagyvonalú és megbékélést célzó ígéretét a bosszúért lihegő és a Dél politikai megsemmisítését követelő republikánus politikusok dezavuálták. Így a második körben Johnston csak Lee-éhez hasonló feltételeket kapott a katonáira vonatkozólag. 1865. április 26-án Johnston a feltételeket elfogadta, melynek alapján további 98 270 katona tette le a fegyvert.
Richard Taylor altábornagy az alabamai Citronelle-ben május elején, Edmund Kirby Smith tábornagy május 26-án New Orleans közelében írta alá a Mississippintúli adminisztrációs körzet országrészének megadását.
Stand Watie dandártábornok a Konföderáció indián csapatainak parancsnoka volt az utolsó szervezett haderő parancsnoka, aki 1865. június 23-án az oklahomai Choctaw megyében tette le a fegyvert.
A háború véget értével az óriási ellátási igényeket támasztó, nagy tömeghadsereg fölösleges tehertétellé vált a kifáradt ország számára. 1865. június 28-án a Potomac hadsereget feloszlatták.

## Híres egységek

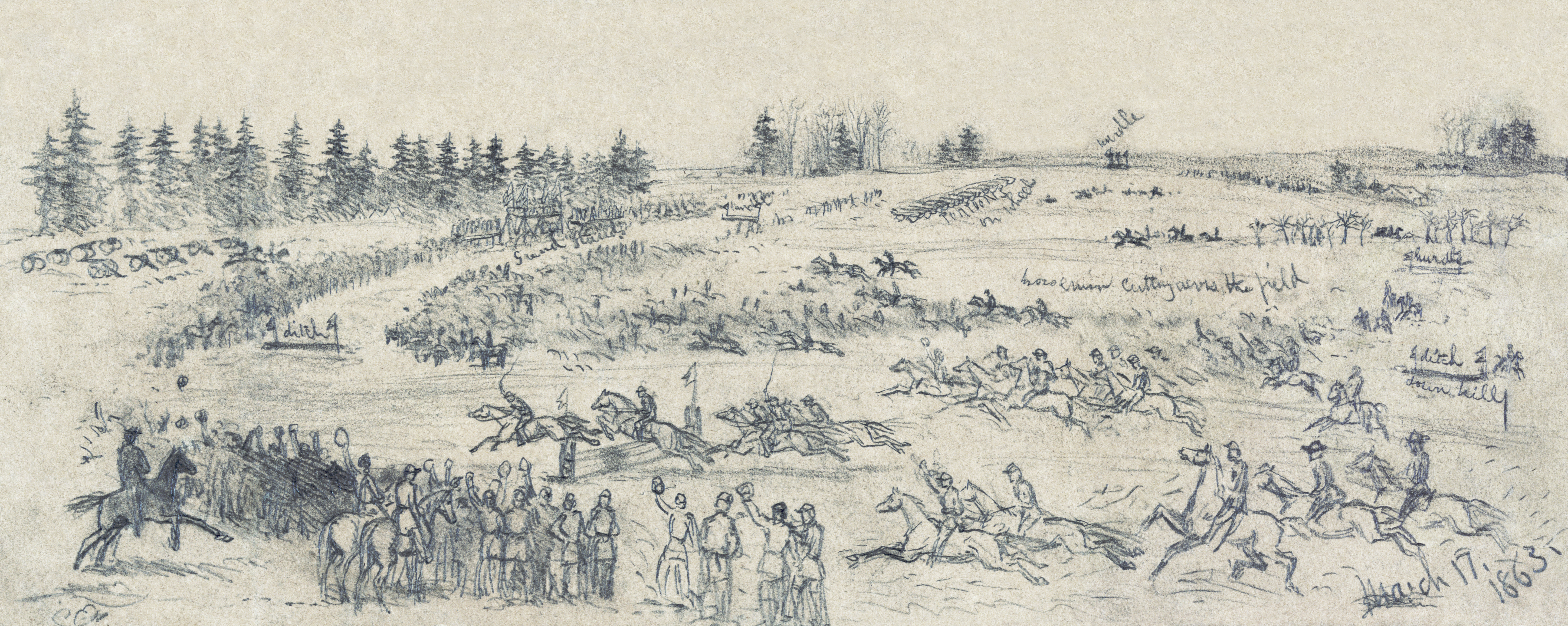
Szent Patrik napi ünnep a Potomac hadseregnél, az ír dandár akadályversenyével 1863. március 17-én. Edwin Forbes alkotása

Washingtonhoz, New York Cityhez, Philadelphiához való közelsége folytán a Potomac hadsereg több figyelmet kapott a média részéről, mint az Unió többi hadserege. A vizsla újságfigyelem a hadsereg több alakulatát híressé tette. Az Ír dandár, a Philadelphia dandár, Első New Jersey dandár, a Vermont dandár, és a Vasdandár, vagy a Pennsylvaniai tartalékhadosztály mindannyian ismertté váltak a közvélemény előtt a polgárháború alatt és után is. Ezek az alakulatok az azonosulás magasabb szintjét kínálták a 19. században még jelentős részben partikuláris amerikai polgári gondolkodás számára, amely hazájának legalább annyira tekintette államát, mint az Uniót.

## Parancsnokok
- Irvin McDowell dandártábornok: az Északkelet-Virginiai hadsereg és adminisztratív körzet parancsnoka (1861. május 27. – július 25.)
- George B. McClellan vezérőrnagy: a Potomac hadosztály parancsnoka, később a Potomac hadsereg és adminisztratív körzet parancsnoka (1861. július 26. – 1862. november 9.)
- Ambrose E. Burnside vezérőrnagy: a Potomac hadsereg parancsnoka (1862. november 9. – 1863. január 26.)
- Joseph Hooker vezérőrnagy: a Potomac hadsereg és adminisztratív körzet parancsnoka (1863. január 26. – 1863. június 28.)
- George G. Meade vezérőrnagy: a Potomac hadsereg parancsnoka (1863. június 28. – 1865. június 28.)
- John G. Parke vezérőrnagy négy alkalommal átmenetileg átvette a parancsnokságot Meade-től annak távollétében)
- Ulysses S. Grant altábornagy, az Egyesült Államok összes hadseregének vezénylő tábornoka, aki a Potomac hadseregnél tartotta főhadiszállását és így Meade-et hadműveleti irányításában tartotta 1864 májusától 1865 áprilisáig, miközben Meade maradt a Potomac hadsereg formális parancsnoka.

## Nagyobb csaták és hadjáratok
- Első Bull Run-i csata vagy Első Manassasi csata: McDowell (mint "Északkelet-Virginiai hadsereg")
- Virginia-félszigeti hadjárat, benne Hétnapos ütközet: McClellan
- Észak-Virginiai hadjárat, benne a Második Bull Runi csata (I., XI., XII. hadtestek vettek benne részt a Virginiai hadsereg neve alatt)
- Maryland hadjárat, benne az Antietami csata vagy Sharpsburgi csata: McClellan
- Fredericksburgi hadjárat: Burnside
- Chancellorsville-i hadjárat: Hooker
- Gettysburg hadjárat, benne a Gettysburgi csata: Hooker/Meade (1863. június 28-án kinevezve)
- Bristoe Station hadjárat: Meade
- Mine Run hadjárat: Meade
- Overland hadjárat, benne a Vadon csata, Spotsylvania Courthouse-i csata, Cold Harbori ütközet: Meade
- Richmond-Petersburg hadjárat, benne a Kráter ütközet: Grant/Meade
- Appomattox hadjárat, melynek során Lee az Appomattox bírósági épületnél letette a fegyvert: Grant/Meade

## Külső hivatkozások
- A polgárháború hadseregszervezete